# Hình tượng động vật trong văn hóa

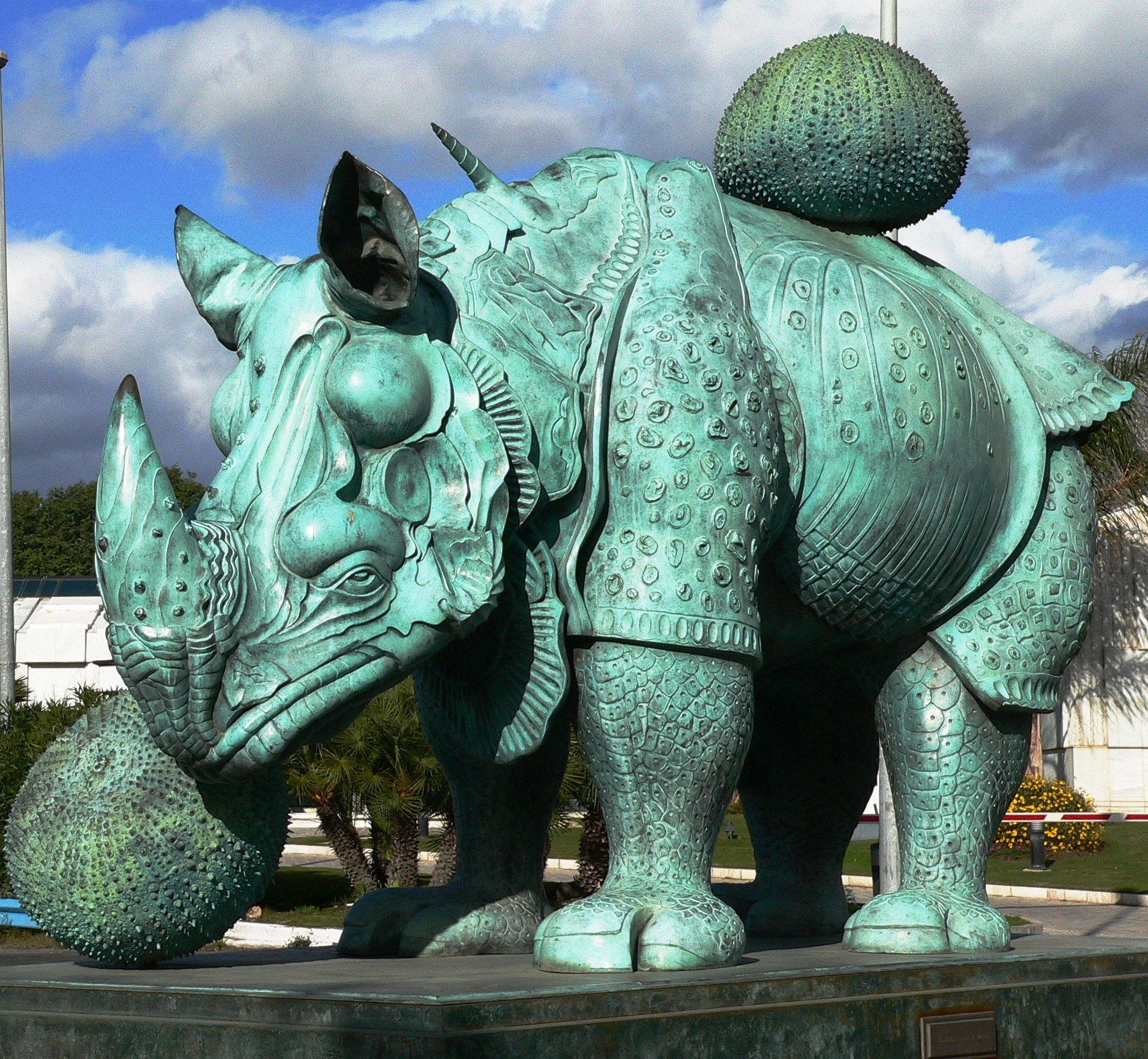
Con tê giác là thần thú huyền thoại trong truyền thuyết, chúng được ví như linh vật kỳ lân

Các loài côn trùng có vai trò thầm lặng nhưng thiếu yếu

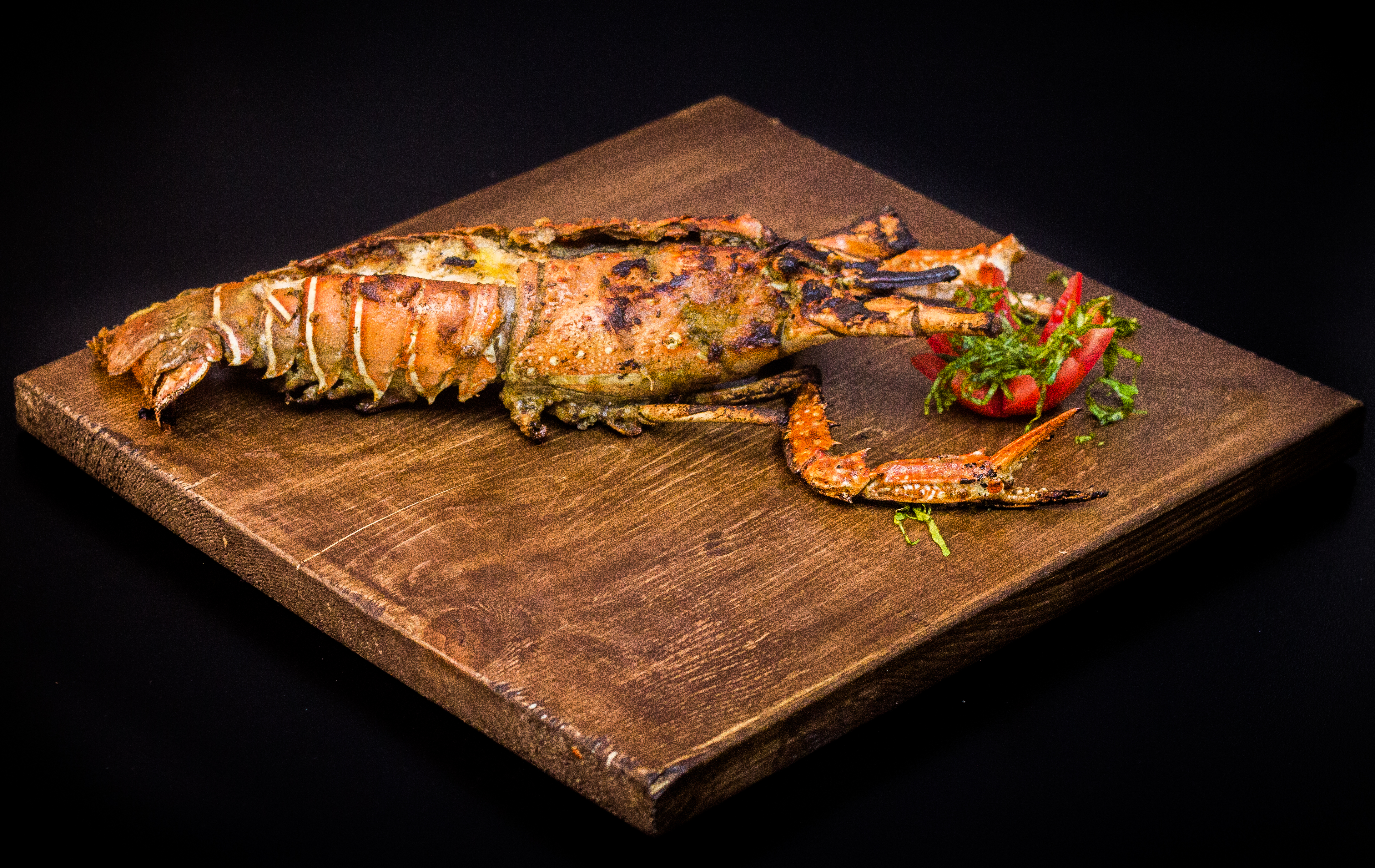
Tôm hùm BBQ, trong văn hóa bình dân có câu "đắt như tôm tươi"

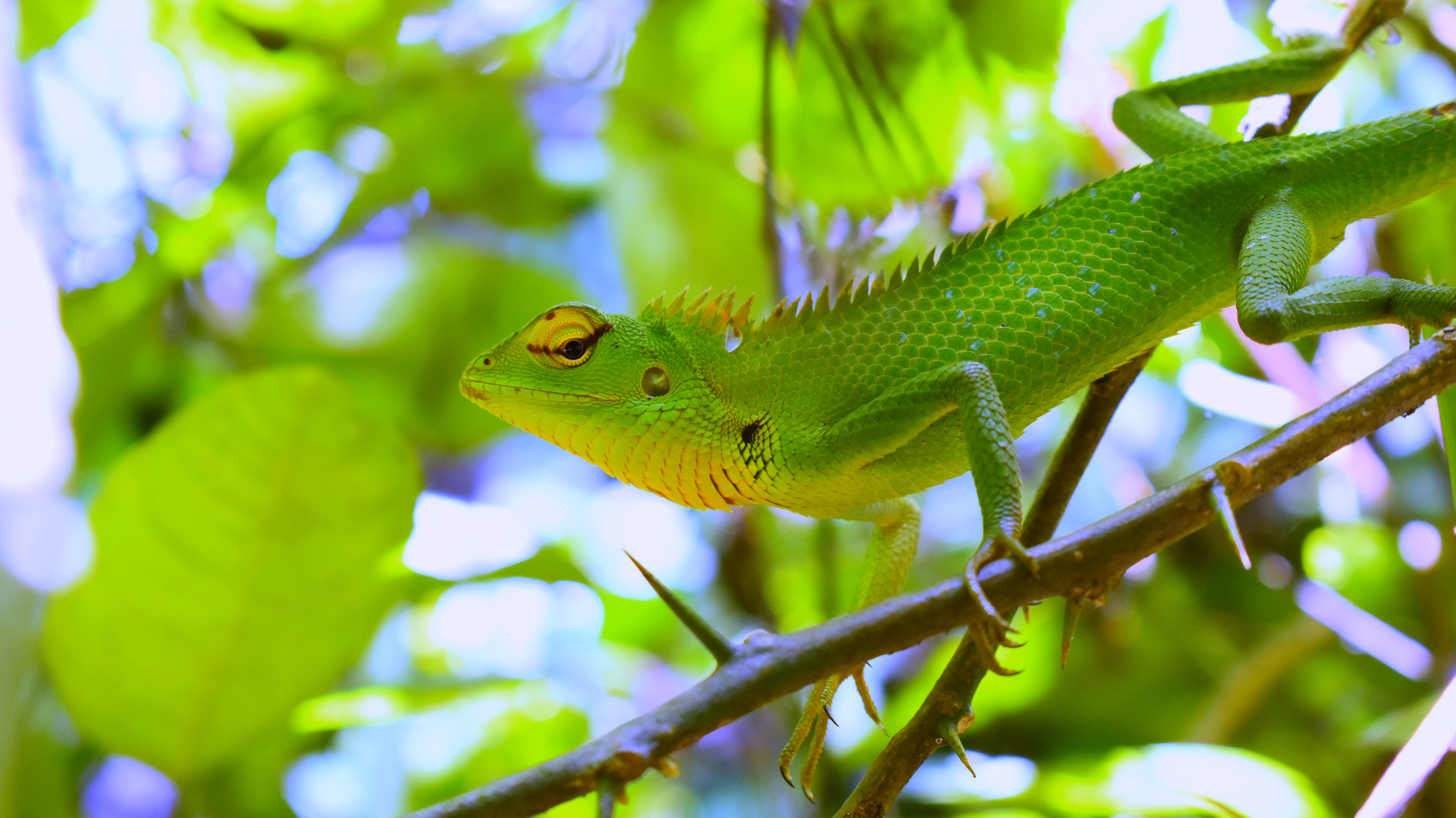
Một con thằn lằn có hình dáng rồng

Động vật bao gồm cá, động vật giáp xác, côn trùng, động vật thân mềm, động vật có vú (thú) và chim đóng vai trò to lớn trong lĩnh vực văn hoá đời sống của con người, cũng như các sinh vật khác có nguồn gốc từ động vật. Nhiều loài vật đã đi vào đời sống văn hóa của nhân loại bằng nhiều cách thức và với sự biểu hiện khác nhau. Mỗi loài đều mang những ý nghĩa biểu trưng nhất định và tiêu biểu cho văn hóa, tín ngưỡng, tập tục, lối sống hay đặc tính của một dân tộc, vùng miền. Biểu tượng động vật có mặt hầu hết trong các biểu hiện của đời sống, từ lĩnh vực tôn giáo, nghệ thuật, chính trị, văn hoá-xã hội cho đến cả trong những giấc mơ của con người. Do gắn bó từ sớm với con người, các loài động vật đóng vai trò rất nhiều trong văn học, phim ảnh, thần thoại, và tôn giáo.
Động vật hiện diện sớm về văn hóa từ khi con người có nhận thức xã hội đã thể hiện, các loài động vật như ngựa và hươu là một trong những chủ đề nghệ thuật sớm nhất, được tìm thấy trong các bức tranh hang động Paleolithic ở trên như Lascaux từ thời cổ đại. Các nghệ sĩ như Từ Bi Hồng, Albrecht Dürer, George Stubbs và Edwin Landseer nổi tiếng là những bức chân dung của những con vật. Nhiều loài vật đã đi vào đời sống văn hoá của nhân loại và trở thành những hình tượng biểu trưng hết sức thiêng liêng, bằng nhiều cách thức và sự biểu hiện khác nhau nhưng mỗi loài trong đó đều mang những ý nghĩa biểu trưng nhất định và đại diện cho một loại hình văn hóa, tín ngưỡng, phong tục tập quán, lối sống và đại diện cho sức mạnh vô hình nào đấy.
Trong văn hóa phương Tây, hình tượng các loài vật là phổ biến đến nỗi trong số mười hai dấu hiệu của Cung hoàng đạo phương Tây, có đến sáu Cung mang biểu tượng của loài vật bao gồm Bạch Dương (cừu), Taurus (bò), Cự Giải (cua), Leo (Sư tử), Scorpio (Bọ cạp), và Cá (Song Ngư) là những loài vật có thật và hai cung là Nhân mã (Sagittarius) và Cá lai dê (Capricorn) chính là động vật lai. Như thế, cái tên Cung hoàng đạo (Zodiac) thực nghĩa là một vòng tròn động vật. Giống như con người, động vật cũng mang nhiều tính cách đặc trưng khác nhau theo đặc tính loài cũng như nơi ở mà mỗi loài vật sẽ có những ưu, nhược điểm, do đó trong nhân tướng học, người thuộc cung hoàng đạo khác nhau sẽ có những tính cách khác nhau, kể cả ưu hay nhược điểm.
Mười hai địa chi của hoàng đạo Phương Đông đều là các loài vật (12 con giáp) gồm Chuột (Tý), Trâu/Bò (Sửu), Hổ (Dần), Mèo/Thỏ (Mão), Rồng (Thìn), Rắn (Tỵ), Ngựa (Ngọ), Dê/Cừu (Mùi), Khỉ (Thân), Gà (Dậu), Chó (Tuất), Lợn (Hợi), tương ứng với 12 chi trong lịch pháp Á Đông, tương ứng với đó, mỗi người sinh ra theo từng năm sẽ cầm tinh theo từng con vật này. Theo quan niệm của người Á Đông xưa, loài vật trong tự nhiên được phân thành năm loài: lông trần (đứng đầu là con người), lông vũ (đứng đầu là chim phượng), lông phủ/lông mao (đứng đầu là kỳ lân), giống có vảy (đứng đầu là con rồng) và giống có mai (đứng đầu là con rùa), các loài vật này được gọi là Tứ linh, tương ứng với Tứ linh còn có Tứ tượng hay Tứ thánh thú.
Về mặt vai trò của loài vật, thịt của một số loài động vật như bò, lợn, gà được dùng làm thực phẩm cho con người. Trong phần lớn lịch sử loài người, thịt là một phần không thể thiếu trong chế độ ăn uống của con người.. Con người đã săn bắt và giết động vật để lấy thịt từ thời tiền sử, thịt chiếm một tỷ lệ đáng kể trong chế độ ăn uống của những người tiền sử đầu tiên, chất thịt, xương, tủy cũng được cho là làm cho não bộ thêm phát triển. Những người săn bắt hái lượm thời sơ khai phụ thuộc vào việc săn bắt có tổ chức các loài động vật lớn như bò rừng và hươu. Thịt đóng vai trò quan trọng trong kinh tế và văn hóa, nhiều tôn giáo còn quy định về việc được phép ăn những loại thịt nào. Nhìn chung, chế độ ăn thịt là phổ biến nhất trên toàn thế giới theo kết quả của một nghiên cứu Ipsos MORI năm 2018, trong đó các loại thịt heo, thịt bò, thịt gà được tiêu thụ chủ yếu.

## Tổng quan

### Vai trò xã hội

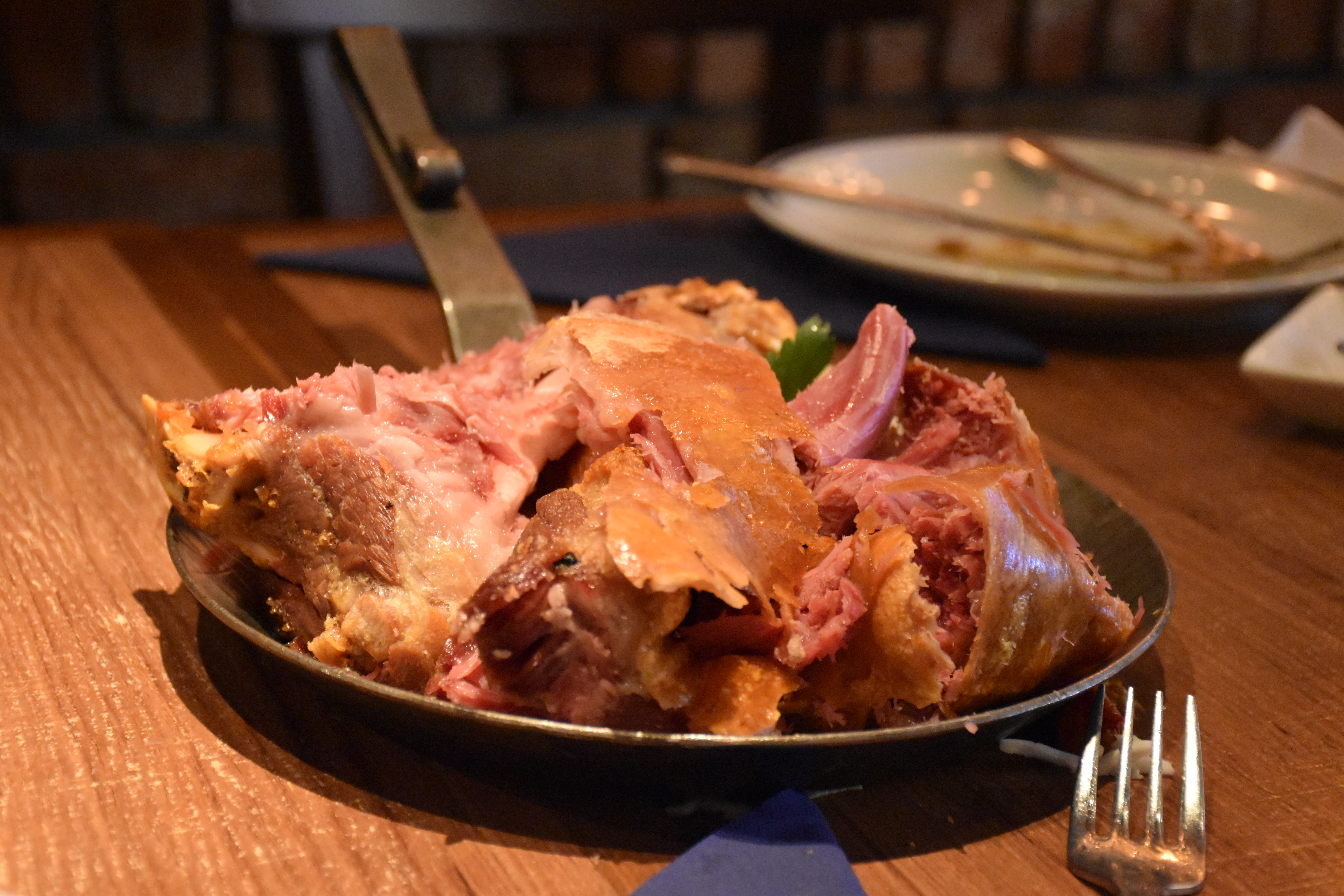
Thịt lợn muối ở Đức, thịt của các loài động vật là chất đạm quan trọng của con người trong suốt chiều dài lịch sử.

Về mặt kinh tế, động vật cung cấp phần lớn thịt cho con người ăn, dù là vật nuôi hay thú bị săn bắn, và cho đến việc vận chuyển bằng cơ giới (sức cày kéo), động vật có vú trên cạn đã cung cấp một lượng lớn năng lượng cho công việc và vận chuyển. Động vật có vú là một bộ phận lớn của ngành chăn nuôi lấy thịt trên toàn thế giới. Chúng bao gồm khoảng 1,4 tỷ con bò, 1,2 tỷ con cừu, 1 tỷ con lợn, và trên 700 triệu con thỏ. Động vật phục vụ như là mô hình trong nghiên cứu sinh học, chẳng hạn như trong di truyền, và trong thử nghiệm ma túy. Nhiều loài được giữ như vật nuôi, loài động vật có vú phổ biến nhất, đặc biệt là chó, mèo và thỏ.
Cá biển gồm nhiều loài, như cá trích, cá tuyết, cá ngừ, cá thu và cá cơm được đánh bắt thương mại, tạo thành một phần quan trọng của chế độ ăn uống, bao gồm axit béo và protein, phần lớn dân số thế giới và được gọi là nguồn cá. Một số ít loài được nuôi thương phẩm, bao gồm cá hồi và cá chép. Động vật không xương sống bao gồm động vật chân đầu (cephalopods) như mực và bạch tuộc, động vật giáp xác như tôm, tôm hùm đất, cua, ghẹ và tôm hùm và các loài nhuyễn thể hai mảnh vỏ như trai, hàu, sò và hến đều bị săn bắt hoặc nuôi để làm nguồn cung cấp thực phẩm.
Những con vật khác nhau như ong, bọ cánh cứng, chuột, cáo, cá sấu và voi đóng một vai trò rất lớn trong văn học và điện ảnh (Phim về động vật). Một thể loại phim dựa trên những con côn trùng có kích thước lớn, bao gồm những con ong khổng lồ đột biến năm 1954, với những con kiến khổng lồ bị biến đổi do ảnh hưởng bức xạ một cách vô ý hoặc có chủ ý, ví dụ như hình tượng con bọ ngựa trong The Deadly Mantis năm 1957. Các loài chim đôi khi cũng có mặt trong bộ phim, như trong The Birds-Bầy chim điên loạn của Alfred Hitchcock năm 1963, dựa trên câu chuyện cùng tên của Daphne du Maurier kể về câu chuyện về những cuộc tấn công đột ngột vào con người từ các đàn chim hung dữ.
Từ thời thuở xa xưa, số phận của con người và muông thú có mối quan hệ chặt chẽ với nhau, nhờ loài vật, con người mới có thức ăn, quần áo mặc, mới có thể cày xới đất đai để trồng trọt, đem lại những vụ mùa tươi tốt, nhờ loài vật mà con người có thể đi tới những miền đất xa xôi và mở rộng ranh giới lãnh thổ sinh sống. Trong lịch sử nhân loại không có một nơi nào, một bộ lạc nào có thể tồn tại nếu thiếu đi những động vật đồng hành. Có thể một giai đoạn hay một hoàn cảnh nào đó loài vật chống lại con người mang lại những đau thương mất mát, nhưng lịch sử cũng ghi nhận nhiều hình ảnh những loài vật trung thành như là một người bạn bảo vệ con người trong những mối hiểm nguy.
Trong quyển sách của Frédérick Gersal nói về thú vật rất nhiều điều thú vị, đã mang tới độc giả một kho truyện kể nửa hư, nửa thực nhưng tràn đầy sức sống nhìn từ một lăng kính hóm hỉnh và đầy tính nhân văn về những loài vật đã đi vào các trang sử ngàn đời của nhân loại, những sự kiện tồn tại giữa con người và loài động vật luôn gắn bó với nhau như: Thành Rome sẽ ra sao nếu không có con sói cái tốt bụng cứu mạnh anh em sinh đôi Remus và Romulus, nếu không có bầy voi dũng cảm, Hannibal có tiến quân thắng lợi, con chó nhỏ Laika hy sinh thân mình trong kỷ nguyên chinh phục vũ trụ và nhiều những câu chuyện khác kể về sự đóng góp của các loài vật cho con người.
Loài vật có những điểm dũng mãnh, biết ân tình, biết hy sinh, biết che chở hay cứu mạng con người, cho nên con người đã dùng tên những con vật đó đặt cho những người anh hùng, hoặc mượn uy danh dữ dằn để đặt tên cho đội ngũ, cho đơn vị quân đội hay một chứng tich lẫy lừng nào đó, ví dụ như trong quân đội Sài Gòn cũ có những biệt danh của Biệt Động quân như kình ngư, Mãnh hổ, Đại bàng, Quái điểu, trâu điên, đỉa đói, sói biển, hắc long, thần ưng, hùm xám, ó biển, cọp ba đầu rằn, còn trong quân đội Hoa Kỳ thì có Tiger Force (Lực lượng Mãnh Hổ), quân đội Nam Hàn có các sư đoàn “Mãnh hổ”, “Bạch mã”, “Rồng xanh” hoặc các lực lượng khác cũng sử dụng các loài vật làm biệt hiệu như lực lượng Những con Hổ giải phóng Tamil (LTTE), Lực lượng Hổ Syria, đội Bạo phong hổ.
Trong Kinh Thánh cũng nhắc đến các loài vật trong mối liên hệ sử dụng để cúng tế cho Đức Chúa trời, cụ thể là Lê-vi Ký 27: Đức Giê-hô-va phán cùng Môi-se rằng: Hãy truyền cho dân Y-sơ-ra-ên rằng: Nếu khấn nguyện về thú vật dùng làm của lễ dâng cho Đức Giê-hô-va, thì hễ con thú nào dâng cho Đức Giê-hô-va sẽ là vật thánh. Người ta không nên đổi hay là thế một con tốt cho một con xấu, hay là một con xấu cho một con tốt. Nếu thế một con nào cho một con khác, thì con nầy và con thế đều sẽ nên vật thánh. Nếu là thú vật ô uế không phép dùng làm của lễ dâng cho Đức Giê-hô-va, thì phải đem con thú đó đến trước mặt thầy tế lễ, rồi thầy tế lễ sẽ tùy theo con thú xấu hay tốt mà định giá. Họ sẽ theo giá định của thầy tế lễ mà trả. Song không ai được biệt ra thánh con đầu lòng của súc vật mình, hoặc bò, hoặc chiên, vì các con đầu lòng theo phép đã thuộc về Đức Giê-hô-va rồi.
Leviticus đoạn 16:10 ghi: "Những con dê được dùng làm vật tế thần phải được tế lúc còn sống, dùng để chuộc lại mọi lỗi lầm, mọi tội lỗi xấu xa, sau đó thả nó lại về với tự nhiên". Lúc đó, con dê Azazel (cụm từ "ez azel", trong đó "ez" nghĩa là "dê" còn "azel" nghĩa là "thoát khỏi") đại diện cho mọi loại tội lỗi xấu xa của con người, và trong khoảng khắc con dê được trả về với tự nhiên cũng chính là lúc người ta được giải thoát khỏi những tội trạng của mình. Trong buổi lễ tế, phải có hai con dê đực, một con đại diện cho Đức Jehovah, con còn lại là Azazel. Con dê Azazel mới là con được trả về với tự nhiên, nhằm để chuộc tội lại với thánh thần. Kể từ truyền thống này, loài dê đã trở thành biểu tượng của Satan, vì Satan là người đã trở thành vật tế thần cho mọi tội lỗi của con người.
Lê-vi Ký 27: Nếu là một con thú không sạch, họ phải tùy theo giá ngươi định, phụ thêm một phần năm mà chuộc nó lại; nếu con thú chẳng chuộc lại, thì phải đem bán tùy theo giá định. Phàm vật cấm, tức là hết thảy vật chi mà một người hằng dâng cho Đức Giê-hô-va do những của mình có, hoặc người, hoặc loài vật, hoặc ruộng tổ nghiệp, thì chẳng được phép bán, cũng không được phép chuộc lại. Còn về một phần mười của bầy bò hay là chiên, tức là mọi vật chi đi ngang dưới gậy, con thứ mười sẽ là thánh, biệt riêng ra thánh cho Đức Giê-hô-va. Họ không nên phân biệt con tốt hay là con xấu, và cũng không nên đổi. Nếu đổi, thì con thú bị đổi, và con đổi, cả hai đều biệt riêng ra thánh: không phép chuộc nó lại. Đối với người Do Thái, sách cổ Talmud từng viết: “Nếu chúng ta không có bộ sách ngũ thư Torah, chúng ta sẽ học sự khiêm nhường của loài mèo, sự chăm chỉ của loài kiến, sự trinh bạch của bồ câu và sự hào phóng của gà trống”. 

### Trong tín ngưỡng

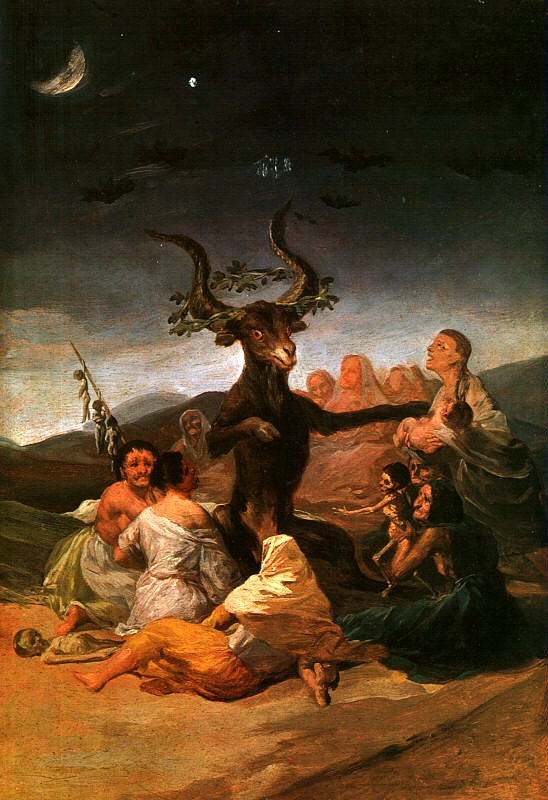
Tranh vẽ một nghi thức phù thủy thần bí với con dê ma quỷ tượng trưng cho Satan

Động vật bao gồm nhiều côn trùng và động vật có vú có tính thần thoại và tôn giáo. Nhiều loại động vật được xem là đem lại may mắn cho con người nhưng, không phải ở đâu người ta cũng xem cùng một loại động vật là may mắn. Trong số các côn trùng, ở cả Nhật Bản và Châu Âu, xa xưa như Hy Lạp và Rôma, một con bướm được coi là hiện thân của linh hồn một người, cả trong khi chúng còn sống và sau cái chết của chúng. Bọ hung còn là loài vật thiêng liêng ở Ai Cập cổ đại, chúng được người Ai Cập cổ đại tôn thờ như vật thiên, tương tự, nhiều bộ tộc người da đỏ ở Nam Mỹ lại có tục thờ nhện.
Trong số các loài thú thì gia súc, hươu nai, ngựa, hổ, sư tử và sói là chủ đề của nhiều dạng câu chuyện thần thoại và tín ngưỡng thờ cúng động vật (thờ thú), trong đó, có một số loài vật được tôn sùng, thần thánh hóa và thơ cúng hơn những loài khác, Những loài động vật được con người thờ cúng nhiều nhất có thể kể đến là tục thờ hổ, tục thờ rắn, tục thờ bò, tục thờ ngựa, tục thờ chó đá, tục thờ cá Ông, tục thờ côn trùng và các loài vật khác. Có nhiều loài vật mang lại may mắn trong quan niệm của các nền văn hóa trên thế giới. Bò, trâu, chó, cá vàng hay dế là những con vật quen thuộc, bình dị nhưng có thể mang đến may mắn, tài lộc.
Ngoài những động vật mà chúng đóng chức năng như những yếu tố sinh kế, có những động vật lại được sử dụng để phục vụ cho những mục đích không phải sinh kế con người, ví dụ như những đối tượng của tế lễ hay như những tô-tem. Động vật ở nơi tư cách này được phong cho ý nghĩa tôn giáo và với sức mạnh biểu tượng và ẩn dụ. Những nhà nhân loại học đã tập trung vào những vai trò mà động vật đóng ở trong đời sống tôn giáo và nghi lễ của con người. Nhưng quan tâm của nhân chủng học vào những tô-tem động vật hay những biểu tượng động vật thì không bảo đảm cho việc chống lại một giải pháp xem con người là siêu việt.
Một số dân tộc như trong kho tàng truyện cổ dân gian Jrai kể rất nhiều về các loài vật sống chung với con người trong đó hình ảnh chim và sự liên đới quan hệ giữa chim và con người được diễn tả rất rõ nét. Nếu hình ảnh con hổ được coi là sự huỷ diệt, chết chóc, cái ác; hình ảnh của khỉ là sự ma lanh, khôn ngoan như một kẻ phân xử; con voi tượng trưng sự trung thành, thật thà, con quái vật dưới nước, con rồng (Ana grai) là thần linh ban sự sống, thì chim là hình ảnh của sự thanh thoát thần thiên, của sự cứu giúp và là hình ảnh của thần linh khi muốn tiếp xúc với con người. Chim hạc trắng có thể bay đến các tầng trời và nó là biểu tượng của Trung Quốc đối với sự khôn ngoan và đôi khi được gọi là thiên đường.
Trong lịch sử Ấn Độ, những vị thần muông thú có trước những vị thần hình nhân. Nhân loại nhận nguồn nước từ một con rắn, lửa từ một con ếch và giấc ngủ từ một con thằn lằn. Có lẽ con người nguyên thủy quá sợ hãi bởi những khả năng siêu nhiên của những sinh vật khác. Sự xuất hiện của những vị thần muông thú là sản phẩm của sự trải nghiệm văn hóa vượt qua hàng trăm thiên niên kỷ, mà trong đó con người đã sống như muông thú trong số những sinh vật khác của đời sống hoang dã. Bởi vì những sinh vật này dường như không còn kết nối với họ một cách trực tiếp, con người cố với lấy những muông thú thông qua hình ảnh và ký hiệu. Thông qua những hình ảnh thiêng liêng con người có thể vượt qua vực rộng giữa trải nghiệm và trí nhớ.
Việc tế lễ muông thú theo nghi lễ Bà-la-môn giáo là rất phổ biến. Những tế lễ như thế này là những sinh hoạt tôn giáo nhằm mục đích làm hài lòng thần linh với mong muốn nhận lấy những ân sủng hay sự che chở. Việc thần linh có hài lòng với những loại tế lễ như thế này hay không thì thật khó biết, nhưng hẳn nhiên nó là một loại sinh hoạt tôn giáo đem lại lợi ích kinh tế cho những người tổ chức. Tính dung hợp trong tín ngưỡng tôn giáo ở người Khmer thể hiện qua các hình tượng của thần Prum (thần 4 mặt), thần Pres-anh, thần Tê-vô-đa, Yeak (chằn), các linh thú Kây no, Reahu, Rắn Neakarech, Hoong (chim Phượng Hoàng), Reachaxay (Lân sư) và Krut (Kim Sí Điểu) trong các công trình kiến trúc của các ngôi chùa Khmer.
Theo giáo lý đạo Phật về chúng sanh, sự tồn tại của bất kỳ hiện tượng nào đều tùy thuộc vào ý nghĩa bên trong của nó, và do sự tạo tác của tâm thức hay hành nghiệp của chúng sinh và đưa ra luận thuyết chúng sinh bình đẵng, kể cả những loài súc sinh. Những biểu tượng linh vật trong Phật giáo do đó cũng nằm trong quy luật này (động vật trong Phật giáo), các linh vật này được những bậc thánh giả trực nhận thông qua thiền định, cả những người thường cũng có thể cảm nhận được phần nào năng lực hộ trì của các biểu tượng linh vật. Trong kiến trúc Phật giáo xuất hiện rất nhiều hình tượng các loài động vật, mỗi loài đều tượng trưng cho một ý nghĩa, nội hàm nhất định. Ngoài trường phái Bắc tông và Nam tông, nhánh Mật tông ở Tây Tạng cũng thịnh hành việc thờ cúng các loài vật và thể hiện trong mỹ thuật.
Mỗi động vật trong Phật giáo đều có đặc trưng, ngụ ý và các chư tôn liên quan khác nhau, có động vật hữu hình, có động vật là trí tưởng tượng, có động vật chỉ có ở thế giới cực lạc, cõi tịnh độ như: Chim công mệnh, lăng tần già la hay những con vật có vai trò bảo vệ Phật pháp như Ca Lâu La, Ma hầu già la, Long Vương. Điểm thù thắng là có những loài vật còn có thể thuyết pháp, giác liễu và kính lễ Phật pháp, khi được nghe Phật Đà khai ngộ có thể từ loài thứ hung ác cũng quy phục và sinh lòng hoan hỷ, quy y Tam bảo, gia nhập Phật môn để thấy được mối nhân duyên sau sắc giữa Phật pháp và thế giới động vật. Mỗi loài động vật có mối nhân duyên khác nhau. Phật Đà đã từng hóa thân thành nhiều loài động vật khác nhau để hóa độ chúng sinh.
Trong các loại động vật theo Phật giáo là những loài được sanh từ trứng (noãn sanh/卵生/aṇḍaja-yoni như gà, vịt, chim, cá, bò sát), những loài được sanh từ bào thai (thai sanh/胎生/jarāyujā-yoni, như người, thú), những loài được sanh từ biến hóa tự nhiên (hóa sanh/化生/upapādukā-yoni, như chư thiên, địa ngục, ngạ quỷ, trung hữu, trung ấm), và những loài được sanh từ những điều kiện nhân duyên hòa hợp, hoặc sinh ra như là kết quả của sự kết hợp gồm những chúng sanh không sanh ra được từ ba loài kia (thấp sanh/濕生/saṃsvedajā-yoni như sinh sản vô tính). Với tất cả các chúng loài thì Đức Phật đều có quan niệm yêu thương bình đẳng, tất cả mọi loài chúng sanh đều có tính Phật, người xuất gia còn cần phải thực tập thiền rải tâm từ bi, hướng tâm đến muôn loài, hết thảy sanh mạng đều không được cố giết (sát sinh).
Ngày nay, nhiều người lưu tâm đến các đồ vật phong thủy đặt trong phòng khách, phòng ngủ, phòng thờ để hóa giải tà khí âm khí trong nhà và đón nhận những điều may mắn tốt lành, trong kinh doanh buôn bán, người ta sử dụng linh vật phong thủy với mong muốn công việc được thuận buồn xuyên gió, làm ăn thuận lợi, phát đạt Theo đó, vật phẩm phong thủy (hay còn gọi là Pháp khí) hoặc các linh vật may mắn phong thủy có tác dụng chiêu tài và hóa sát, ý nghĩa các linh vật phong thủy đều khác nhau và có tác dụng nhất định đến với người sở hữu, những linh vật là những con vật phong thủy theo tuổi giúp gia tăng tài vận, thu hút tài lộc, tránh được những vận xui, điều rủi ro cho gia chủ. Người ta thường đặt linh vật trong nhà, nơi làm việc, cửa hàng hoặc chọn tượng linh vật (tượng thú nhỏ) để tặng bạn bè, người thân vào các dịp đặc biệt (tân gia, thăng chức) để có thể mang tới những điều tốt đẹp, người ta thường quan niệm rằng những linh vật phong thủy rất linh, giúp thu hút tiền tài, mang lại may mắn và tài lộc cho gia chủ.

### Tính biểu tượng

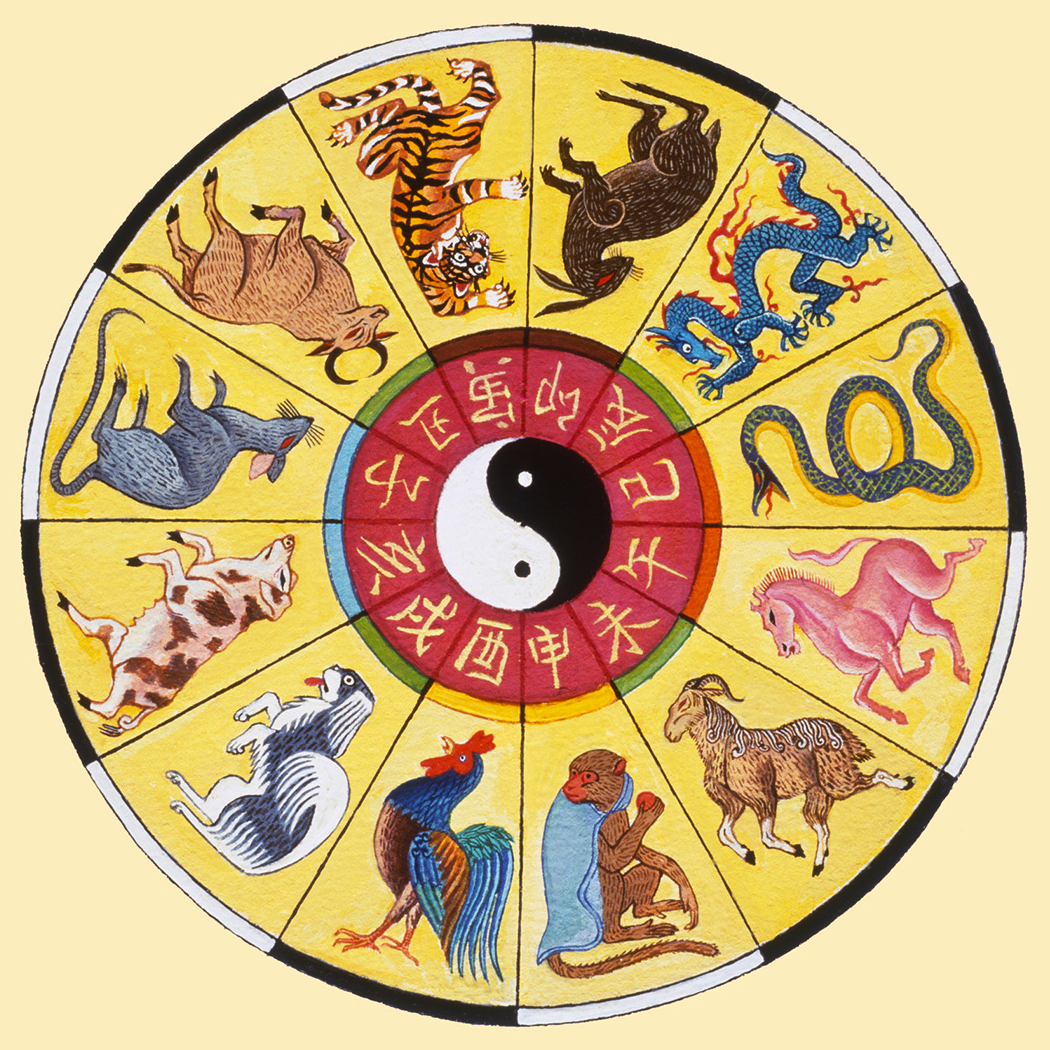
Biểu tượng 12 con giáp (Thập nhị địa chi)

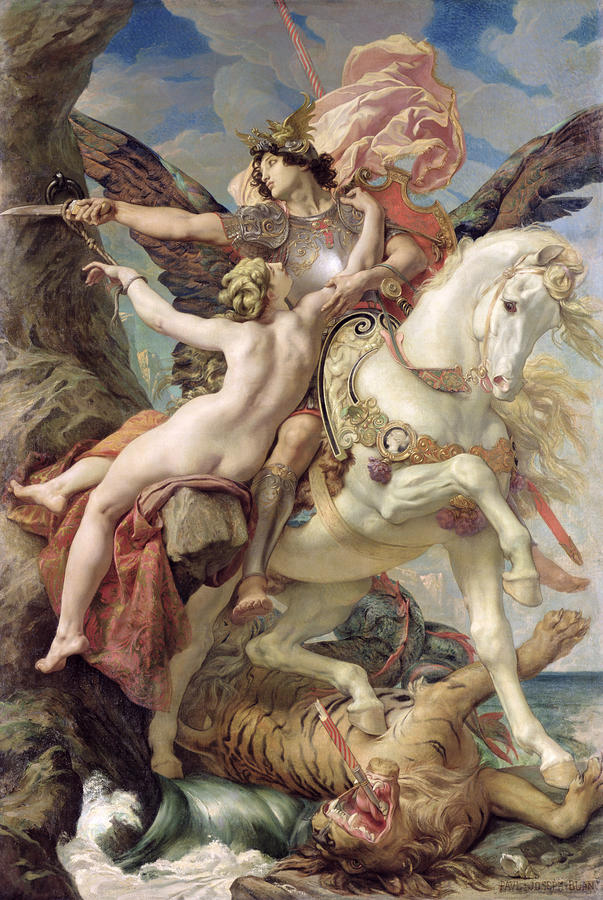
Họa phẩm Ruggiero giải cứu Angelica sau khi đánh hạ quái vật lông hổ, trong văn hóa, nhiều loài vật được hình tượng như những nhân vật phản diện, đại diện cho cái tà ác, hung tợn, hại người

Mỗi một dân tộc, mỗi một quốc gia đều có rất nhiều biểu tượng văn hóa, có những biểu tượng văn hóa, mà ở mỗi một dân tộc nó mang ý nghĩa biểu tượng riêng. Mỗi một vùng đất, nơi chốn, mỗi thành phố đều có biểu tượng riêng, mục đích của biểu tượng là để nhận biết và truyền một thông điệp có ý nghĩa về nơi chốn ấy. Ví dụ như, Rồng trong văn hóa Hy Lạp cổ đại là loài vật thần thánh, là vật nuôi của các vị thần, và có nhiệm vụ canh giữ một vái gì đó rất quan trọng, trong văn hóa phương Tây thì Rồng châu Âu lại là biểu tượng của sức mạnh và sự hung ác còn trong văn hóa Trung Hoa, Rồng là biểu tượng của vương quyền.
Trong cuộc sống hàng ngày bắt gặp rất nhiều con vật mang tính biểu tượng. Một vài biểu tượng nổi tiếng như rồng biểu tượng cho quyền uy tối cao; chim bồ câu biểu tượng cho hoà bình. Mỗi một quốc gia, mỗi một dân tộc lại có những biểu tượng văn hóa riêng, ví dụ như chim hạc là biểu tượng văn hóa của Nhật Bản (hạc giấy), đàn sếu là biểu tượng văn hóa Nga. Biểu tượng không nhất thiết phải mang ý nghĩa chính trị hay tư tưởng cao siêu mà nhiều khi là ước mong, hy vọng bình thường của loài người như chim bồ câu là biểu tượng của hòa bình. Một số biểu tượng phổ biến của các loài vật:

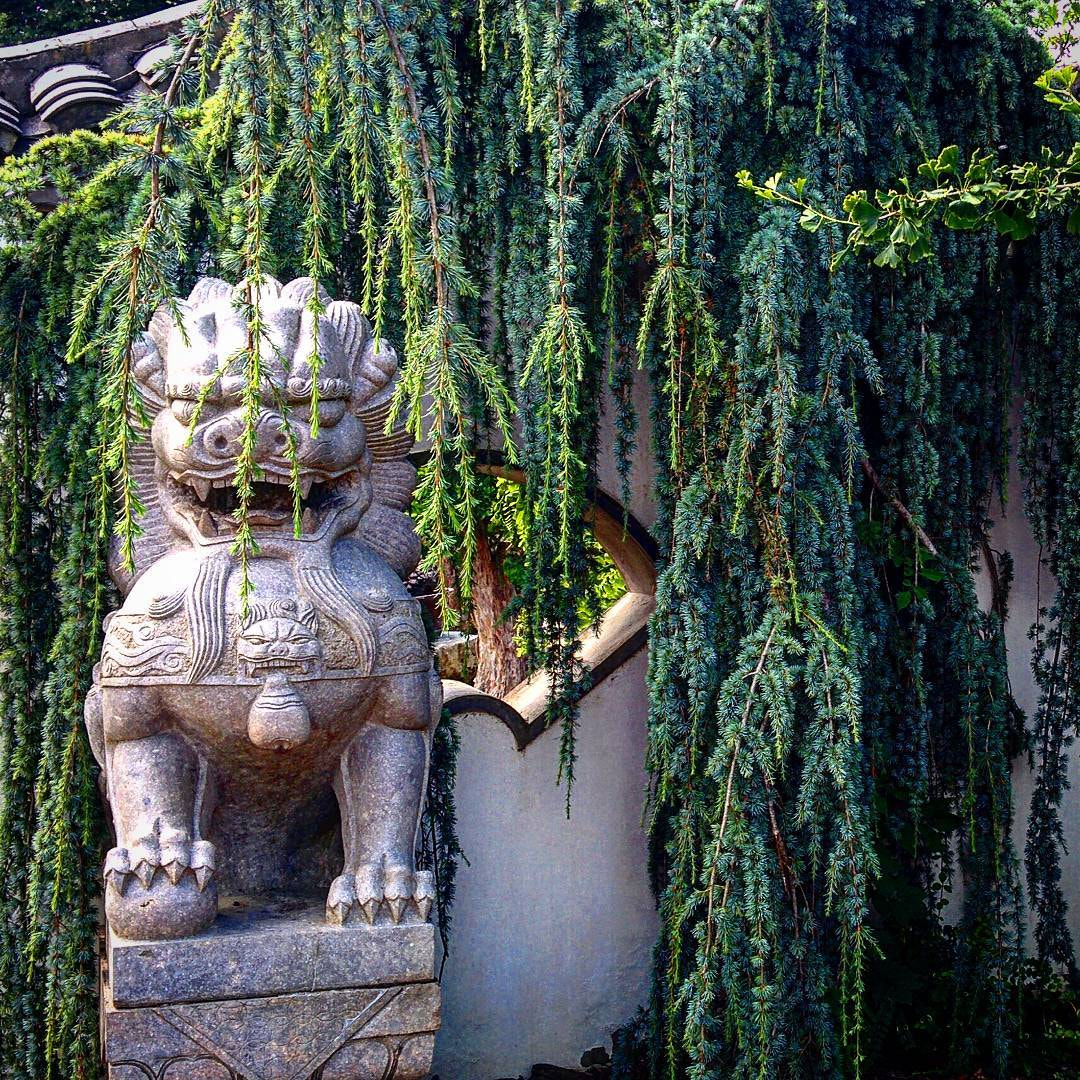
Sư tử đá Trung Quốc tại Tử Cấm Thành, hình tượng con Sư tử có sức hấp dẫn thị giác rất lớn

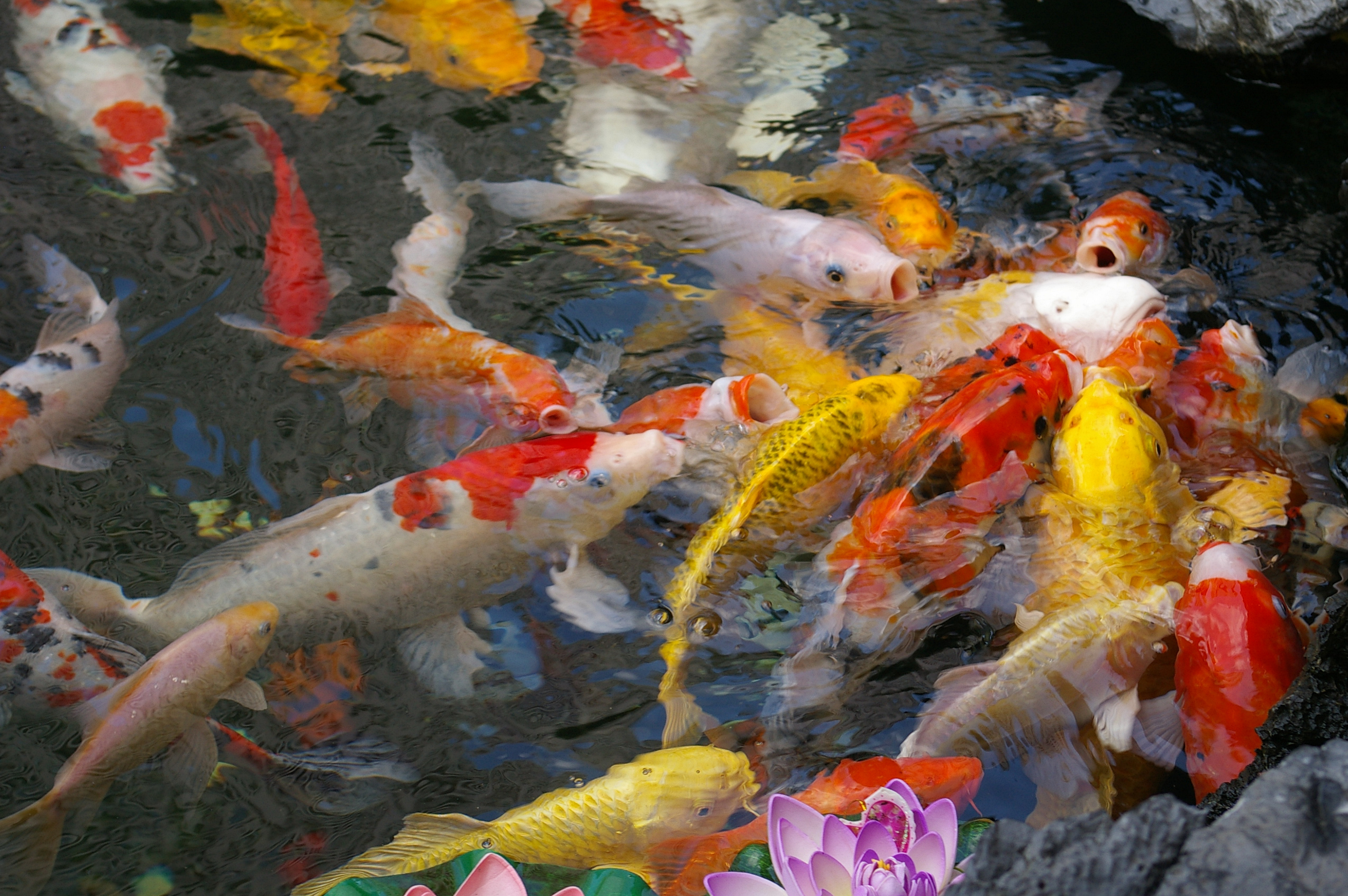
Đàn cá tượng trưng cho điều tốt lành, sự dư dả

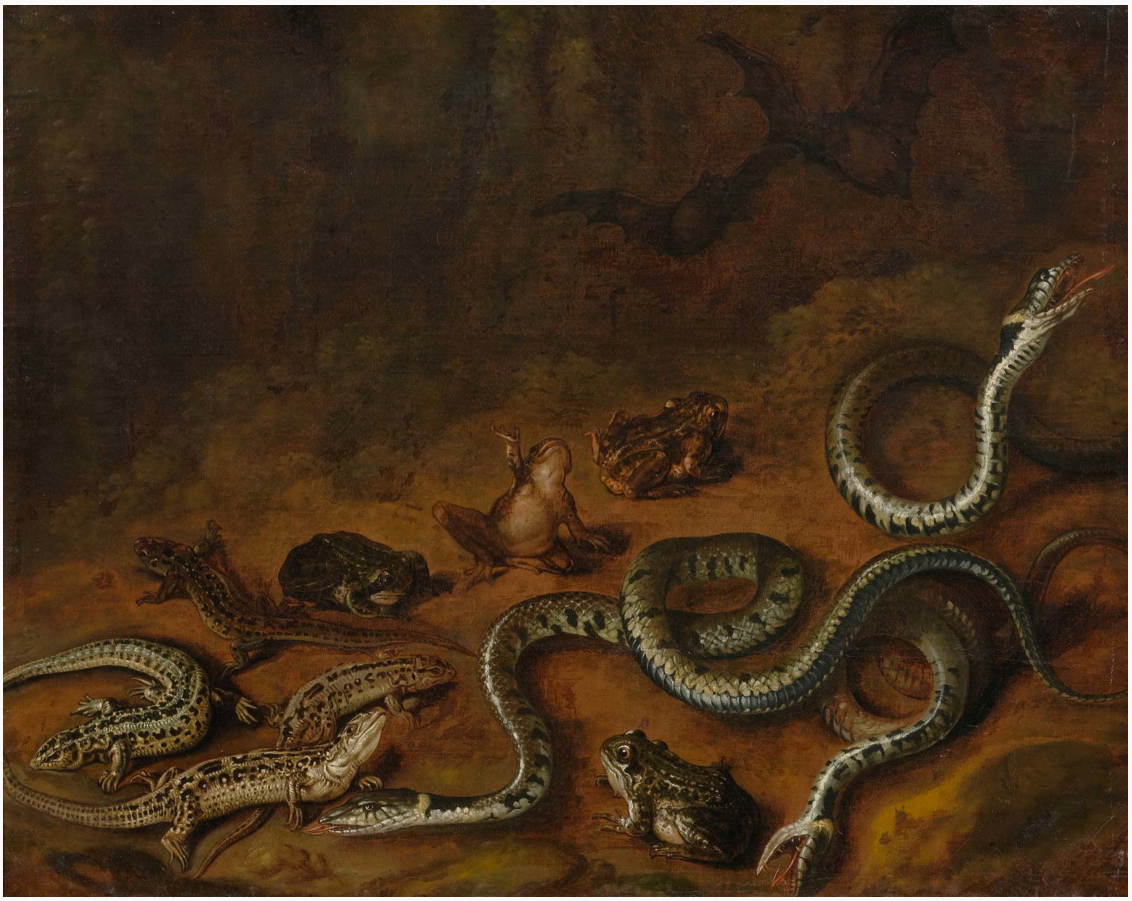
Họa phẩm Tây phương về các loài bò sát, rắn, ếch nhái, có vẻ chúng được xem như những sinh vật ghê tởm

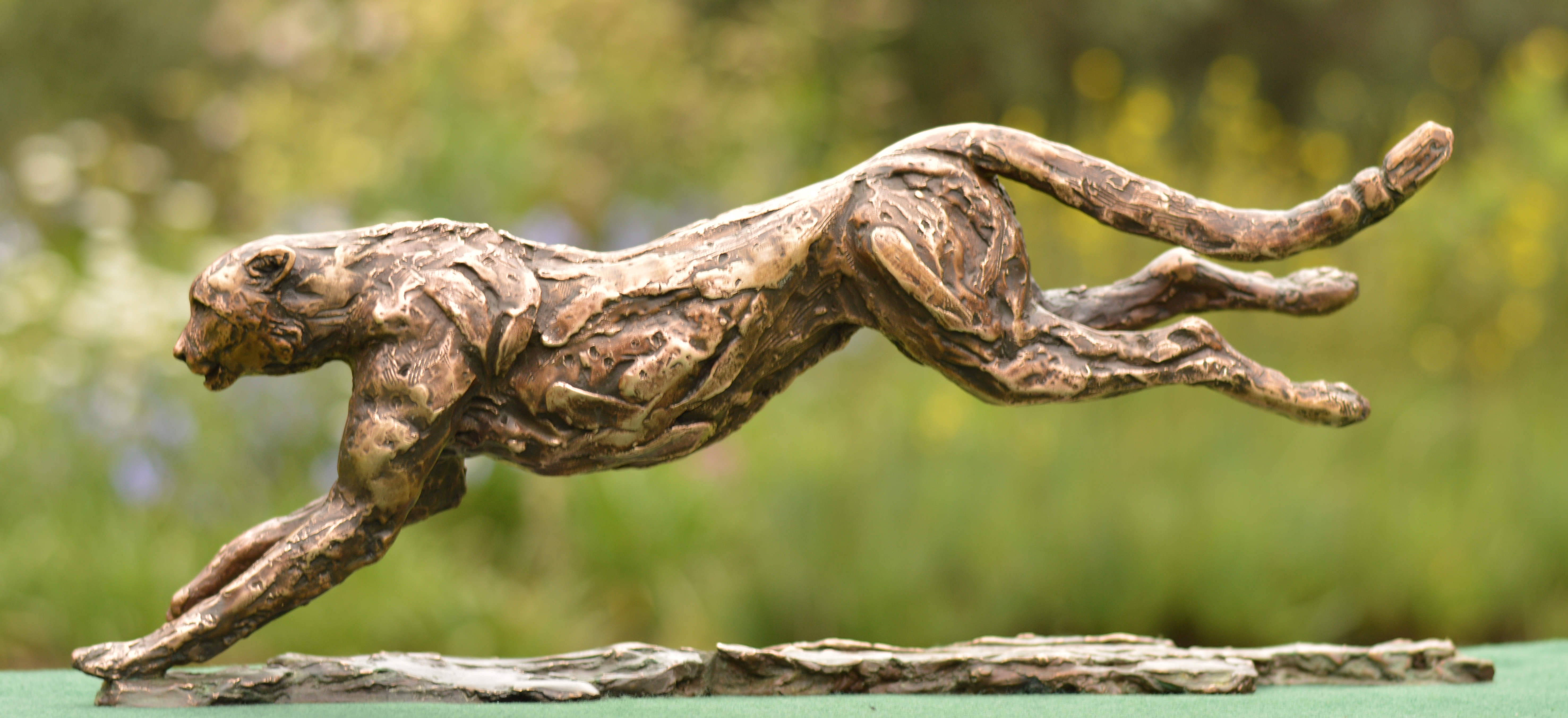
Tượng đồng con báo săn đang bứt tốc độ

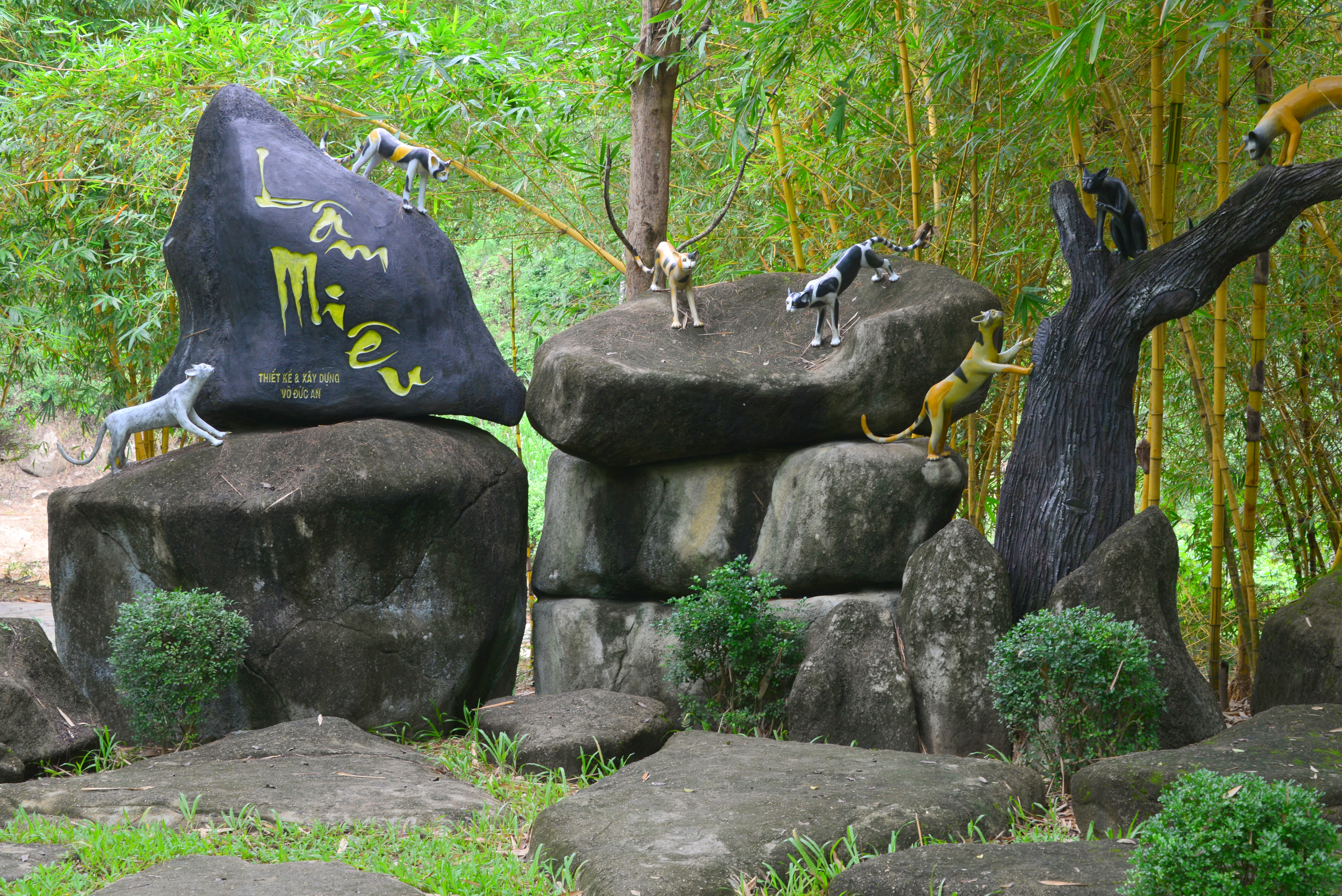
Tượng nghệ thuật về bầy mèo ở Việt Nam (lâm miêu/rừng mèo), theo quan niệm dân gian thì người ta nuôi mèo để bắt chuột.

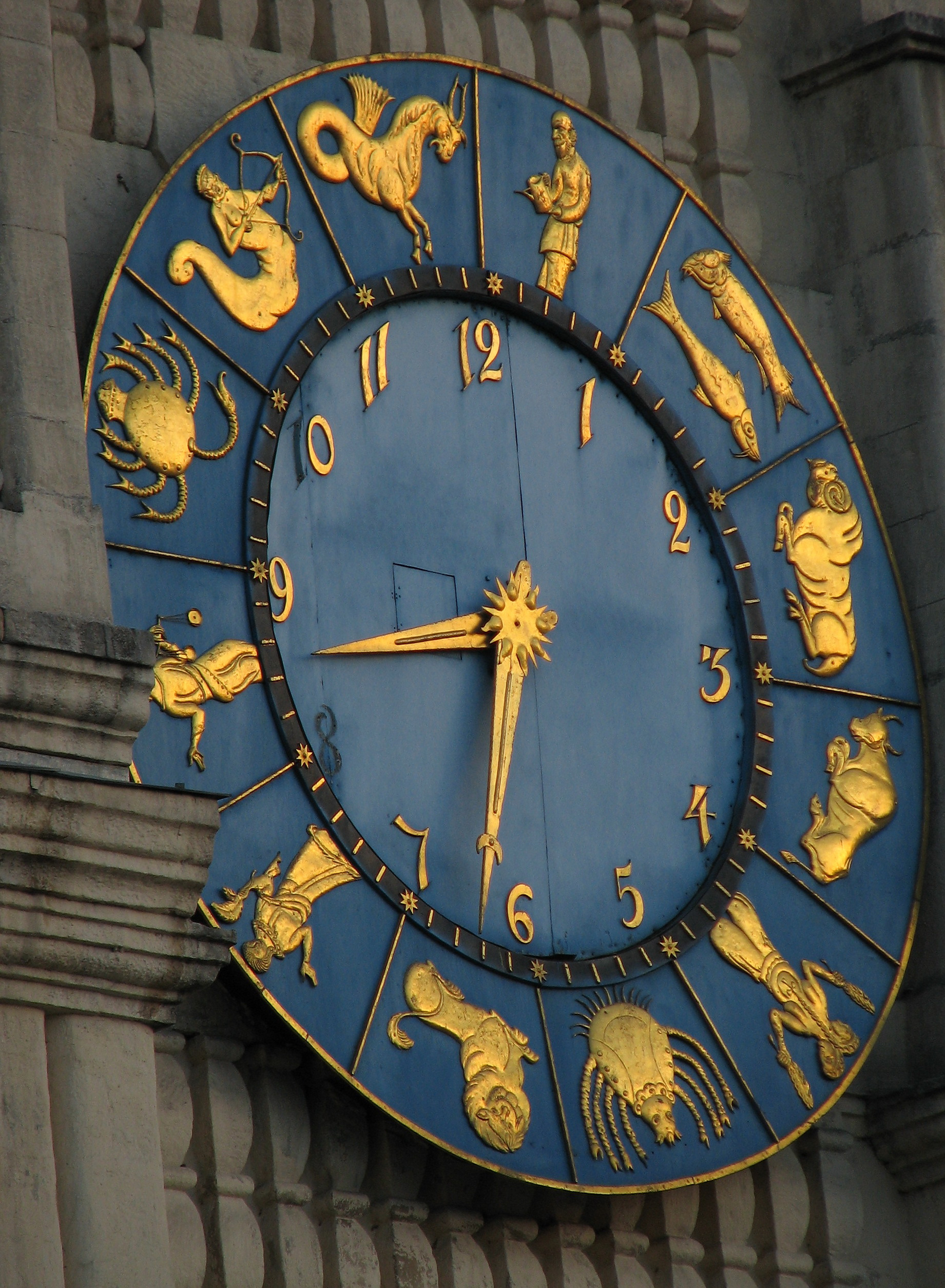
Đồng hồ chỉ về 12 Cung Hoàng đạo

- Sư tử: Chế độ quân chủ, uy nghi, sức mạnh và quyền uy tối cao (Hình tượng sư tử trong văn hóa)
- Hổ: Sức mạnh, uy quyền, hung dữ (Hình tượng con hổ trong văn hóa)
- Linh cẩu: Cái ác, cái chết, sự gian ác, tham lam, bóng tối. (Hình tượng linh cẩu đốm trong văn hoá)
- Con gấu: Sức mạnh, sự đô con (hình tượng con gấu trong văn hóa)
- Chó sói: Nam tính, lãnh đạo, người dẫn đường, gia đình, bản năng sinh tồn (Hình tượng con sói trong văn hóa)
- Sói đồng cỏ: Sự ảo tưởng, sự lường gạt
- Báo sư tử: Sự khôn ngoan, và kiên nhẫn.
- Linh miêu: Sự bí mật và bí ẩn, sự tinh tường.
- Con voi: Trí tuệ, trí nhớ, trí thông minh và tuổi thọ, biểu trưng cho sức mạnh, sự khôn ngoan, sự thịnh vượng, may mắn và thận trọng (Hình tượng con voi trong văn hóa).
- Con tê giác: Ngu ngốc, nóng nảy (ở Phương Tây), sự tu hành trì đạo (Hình tượng tê giác trong văn hóa)
- Con bò: Sự màu mỡ và sự phong phú, phì nhiêu (Hình tượng con bò trong văn hóa)
- Bò rừng: Sự dồi dào, ấm no, đầy đủ, phì nhiêu, phồn thịnh (thổ dân da đỏ).
- Con trâu: Sức khỏe, sự chăm chỉ (Hình tượng con trâu trong văn hóa)
- Hươu đực: Sự thận trọng, hoàng gia và chế độ quân chủ, Chúa Kitô (trong thời Trung cổ), chu kỳ sống-chết-tái sinh và sự phục sinh, sự khôi vĩ.
- Hoẵng châu Âu: Sự ngọt nhạt.
- Nai tơ: Nhẹ nhàng, ngây thơ, nhạy cảm, cảnh giác, nhút nhát và tình bạn (Hình tượng hươu nai trong văn hóa)
- Nai sừng tấm: Bền bỉ, kiên trì, lặng lẽ.
- Con khỉ: Tinh nghịch, láu táu, phét lác (Hình tượng con khỉ trong văn hóa)
- Khỉ đột: Sức mạnh, hùng dũng (Khỉ đột trong văn hóa đại chúng)
- Con cáo: Gian trá, ác độc, xảo quyệt và thông minh (Hình tượng con cáo trong văn hóa)
- Chồn hôi: Danh tiếng, sự tự tin (Hình tượng con chồn trong văn hóa).
- Hải ly: Chăm chỉ, bận rộn
- Rái cá: Nữ tính, vui vẻ và hoạt bát
- Con nhím: Niềm tin và sự tin tưởng, sự ngây thơ (Hình tượng con nhím trong văn hóa)
- Con sóc: Nhanh nhẹn, tỉnh táo và độc lập.
- Cá heo: Vui nhộn, tràn trề năng lượng
- Chuột chù: Hỗn loạn và hủy diệt rồi tái sinh, bóng tối, hôi hám.
- Con chuột: Rụt rè và làm việc tỉ mỉ, phá hoại, bệnh tật, ranh ma, lanh lợi (Hình tượng con chuột trong văn hóa)
- Con ngựa: Sức mạnh, trung thành, sự kiêu hãnh. Con ngựa tượng trưng cho sự thành công, sức chịu đựng, sự dũng cảm và tốc lực. Con ngựa tượng trưng cho thành công, lòng trung thành, lòng can đảm, động lực tiến lên phía trước và sức bền (Hình tượng con ngựa trong văn hóa)
- Con lừa: Bướng bỉnh và ngu dốt (hình tượng con lừa trong văn hóa)
- Con cừu: Ngây thơ và ngoan ngoãn (Hình tượng con cừu trong văn hóa)
- Con thỏ: Nhút nhát, sợ hãi, mắn đẻ (Hình tượng con thỏ trong văn hóa)
- Con chó: Sự trung thành, người bạn tốt, ngu ngốc (Hình tượng con chó trong văn hóa)
- Con mèo: Quỷ dữ (châu Âu thời Trung Cổ), ở Pháp thì tùy theo vùng miền, vận rủi và điều ác và nếu không thì bảo vệ khỏi con mắt quỷ dữ. Ở Nhật Bản nó là một lá bùa may mắn. Con mèo may mắn (mèo gọi tiền/gọi người) - Tiền bạc, may mắn, thịnh vượng và cơ hội. Ở Vương quốc Anh thì nó là biểu tượng của may mắn (Hình tượng con mèo trong văn hóa)
- Chim ưng/Đại bàng: Sức mạnh tinh thần, ưu thế và sự thống trị, sức mạnh đế quốc (Châu Âu/Hoa Kỳ), chiến thắng, ưu thế và hy vọng (Hình tượng đại bàng trong văn hóa)
- Con quạ: Ma thuật, cái chết, thao túng và lừa dối (Hình tượng con quạ trong văn hóa)
- Con cú: Trí tuệ, buồn bã, suy tư, thông minh, ban đêm, trí tuệ và kiến thức (triết học), điềm rủi, cái chết cận kề, ma thuật đen và phù thủy (Hình tượng con cú trong văn hóa)
- Con cò: Khắc khổ, hiếu thảo, tình yêu thương đối với cha mẹ (Hình tượng con cò trong văn hóa).
- Chim hạc: Biểu trưng cho tuổi thọ, sức khỏe, hạnh phúc, thanh cao, sự khôn ngoan và may mắn (Hình tượng con hạc trong văn hóa)
- Thiên nga: Sự thuần khiết, tình yêu, sắc đẹp, mộng mơ, sang trọng và dịu dàng (Hình tượng thiên nga trong văn hóa)
- Chim công: Vẻ bề ngoài, tốt mã, vô tích sự, kiêu kỳ, kiểu cách
- Bồ câu: Hòa bình, sự trinh bạch (Hình tượng bồ câu trong văn hóa)
- Loài chim nhỏ: Nhẹ nhàng, vui tươi, hòa bình (Hình tượng loài chim trong văn hóa)
- Gà mái: Ồn ào, nói nhiều, ba hoa và mắn đẻ (Hình tượng con gà trong văn hóa)
- Chim cánh cụt: Ngộ nghĩnh, đáng yêu (Hình tượng chim cánh cụt trong văn hóa)
- Con rắn: Biến đổi, thận trọng, cám dỗ, xấu xa, tội lỗi, chu kỳ sống-chết-tái sinh (Hình tượng con rắn trong văn hóa)
- Con rùa: Vũ trụ, huyền cơ, tuổi tác (Hình tượng con rùa trong văn hóa), chậm chạp, từ từ, thận trọng[12]
- Cá sấu: Sức mạnh, chu kỳ sống-chết-tái sinh, sự kiên nhẫn rình chờ và quyết đoán, là quái vật đầm lầy nguy hiểm (Hình tượng cá sấu trong văn hóa).
- Cá Koi (cá vàng hay cá chép): Sự giàu có và sự thịnh vượng (Hình tượng con cá trong văn hóa)
- Con kiến: Làm việc tỉ mỉ và tập thể, kiên nhẫn, chăm chỉ, trật tự.
- Con ong: Chăm chỉ, trinh tiết, đức trinh tiết.
- Con ruồi: Sự bu bám và ranh ma, quấy rầy
- Bươm bướm: Sự thay đổi, tài tử, linh hồn người chết, tinh linh
- Bọ hung: Sự đổi mới, sự phục sinh, chu kỳ của Mặt trời, Thần Khepri (Ở Ai Cập cổ đại), sự bẩn thỉu (bọ phân) (Hình tượng bọ hung trong văn hóa).
- Con chuồn chuồn: Sự ảo tưởng, dự báo cơn mưa.
- Con dế: May mắn, con vật giữ nhà
- Con nhện: Ma quái, bền bỉ (Hình tượng con nhện trong văn hóa)
- Bọ cạp: Sự độc địa, trả thù (Hình tượng bọ cạp trong văn hóa)

Trong biểu tượng của các loài vật ở Cung Hoàng Đạo thì Cung Sư tử với ký hiệu đường cong thể hiện cho bờm sư tử, biểu tượng của mùa hè rực lửa, Sư Tử là giống mèo trong tự nhiên, kiêu ngạo, dáng điệu quyến rũ, lanh lẹ, hoạt động mạnh, tình yêu gợi cảm với những phẩm chất vui tươi, hứng khởi. Biểu tượng Bạch Dương với những cái sừng của con cừu đực hung hăng, thích mạo hiểm và không biết mệt mỏi, do đó, Bạch Dương gắn với năng lượng và phẩm chất quyết đoán, nóng nảy của cừu đực. Ký hiệu Kim Ngưu biểu thị khuôn mặt tròn và cái sừng cong lên trên của con bò một động vật hung bạo khi bị kích động, mặc dù nó di chuyển khá là lười biếng, chậm chạp, nó còn quan tâm tới sự an toàn của những thứ quan trọng và nó đòi hỏi sự thịnh vượng, thận trọng với những sự thay đổi.
Nhân mã với ký hiệu của người ngựa (quái vật đầu người, mình ngựa) với một cây cung và mũi tên, Nhân mã có phần trên cơ thể của một người đàn ông, và chân và phần dưới cơ thể của một con ngựa bồn chồn và mong muốn phi nước đại để tìm kiếm chân trời mới. Đối với cung Ma Kết có ký hiệu hình chữ "V" được cho là đại diện đầu có sừng của con dê và cái đuôi cong, uốn lượn phía sau của cá trong cung Ma Kết. Có rất nhiều các vị thần biển trong thần thoại cổ đại nắm giữ quyết định trong cõi vô thức bí ẩn của đại dương. Khi con dê trèo lên trên đất liền, nó mang lại sự khôn ngoan tinh thần cho các nhiệm vụ thực tế và cần phải xây dựng, được biểu tượng hóa bởi trái đất, đây là một cung đầy tham vọng.
Song Ngư với biểu tượng là hai con cá ngược chiều nhau, đại diện cho hai mặt tính cách đối lập với một con cá bơi theo đại dương huyền bí, theo cảm tính, còn con cá còn lại bơi theo các mục tiêu cá nhân và sự hoàn thành các ước nguyện của chính mình. Song Ngư là biểu tượng của trực giác là vùng nước nơi những loài cá bơi lội, giúp cảm nhận và cân bằng nội tâm. Biểu tượng cua của Cự Giải cho thấy cách tiếp cận và sự ngoan cường của sinh vật này, mai cua bảo vệ mọi thứ bên trong dễ bị tổn thương nên thường tự bảo vệ xúc cảm và sự yếu mềm bên trong. Cung Hổ cáp ký hiệu với một cái đuôi mũi tên được cho là đại diện của bọ cạp và nọc độc chết người của nó, đây là cảm xúc mãnh liệt và luôn suy nghĩ, làm tất cả để trả thù và sẵn sàng trả thù còn nọc độc ở đuôi được coi là một phần trong tính cách.
Theo thị kiến trong sách ngôn sứ Ezechiel và sách Khải Huyền, thì những con Quái thú Khải Huyền (con thú thứ nhất, con thú thứ hai, và bốn con thú của Daniel là sự ẩn dụ và tiên tri về các đế chế thời đó), ngoài ra còn có biểu tượng bốn hình hài hay bốn sinh vật đứng gần kề ngay bên ngai Thiên Chúa mà các Thánh giáo phụ đã đặt bốn sinh vật này cho bốn phúc âm của Chúa Giêsu. Bốn sinh vật như trong sách Ezechiel và sách Khải huyền nơi ngai Thiên Chúa là thành phần trực tiếp tham sự vào sự hiện diện của Thiên Chúa. Công thức Bốn hình hài (Tetramorph) và văn hóa Kitô giáo luôn luôn được chú trọng trong cắt nghĩa về những biểu tượng:
- Hình ảnh con bò biểu trưng cho sự hy sinh hiến tế đền tội trên thập giá của Chúa Giêsu, đại diện cho Thánh sử Luca.
- Hình ảnh con sư tử biểu trưng cho sự sống lại của Chúa Giêsu và sự uy nghi dữ tợn nơi hoang địa, đại diện cho Thánh Máccô
- Hình ảnh con chim đại bàng biểu trưng cho sự trở về trời của Chúa Giêsu và những tầm cao trong suy tư, nó là đại diện cho Thánh Gioan.
- Phúc âm theo Thánh sử Mattheo với hình dạng con người biểu trưng cho sự nhập thể làm người của Chúa Giêsu.

Trong lịch sử Do Thái giáo và Công giáo, người Do Thái là những người sử dụng biểu tượng dê với con dê được đặt tên là Azazel được sử dụng như vật tế thần trong một buổi lễ hiến tế vì nó đại diện cho ham muốn rửa sạch mọi tội lỗi. Công giáo đã chọn biểu tượng con dê để đại diện cho chủ nghĩa Satan giáo, và cả Do Thái Giáo nói chung. Từ nhiều thế kỷ sau đó, hình ảnh con dê dưới lốt quỷ Satan thường được nhìn thấy phổ biến. Một số người trong các cuộc thập tự chinh thú nhận đã tôn thờ một nhân vật, hình tượng giống như dê tên là Baphomet, họ đã trở thành vật tế thần cho cái ác và Baphomet đã có mối liên kết với Satan. Biểu tượng của Satan Giáo là một con vật, chứ không phải là một hình ảnh vĩ nhân nào đó như các tôn giáo khác để nhắc nhở rằng tất cả con người đều có xuất phát điểm là thú vật.
Trong phương Đông, phép bói toán lấy ngũ hành phối hợp với tên các con vật và hai mươi tám chòm sao để bói dữ, lành, gọi là phiên cầm diễn tú (bàn thú tán sao). Những thứ gọi là cầm tinh gồm: Giác kim giao, Cang hỏa long, Để thổ hạc (mạc), Phòng mộc thố, Tâm hỏa hồ, Vĩ thủy hổ, Cơ kim báo, Đẩu mộc giải; Ngưu thổ ngưu, Nữ thủy bức, Hư thủy thử, Nguy thổ yến; Thất mộc trư; Bích thổ dũ; Khuê kim lang; Lâu thổ cẩu, Vị kim trĩ, Mão thủy kê; Tất mộc ô, Tư (ti) kim hầu, Sâm kim viên, Tỉnh thủy khan (ngan), Quỷ thổ dương, Liễu hỏa chương, Tinh hỏa mã, Trương hỏa lộc, Dực thổ xà, Chẩn thủy dẫn. Thần thoại lấy các con thú làm thần của các ngôi sao, ghi chép để định dữ, lành về ngày giờ, phương hướng.
Mười Thiên can kết hợp với ngũ hành đã sản sinh ra thuyết cá tính theo ngũ hành. Thuyết cá tính theo cầm tinh lại là phối hợp 12 địa chi với 12 loại động vật gọi là 12 cầm tinh. Do sự phát triển của ngành chăn nuôi người ta đã tích luỹ được khá nhiều kiến thức về gia súc và động vật, do đó mà suy diễn cho người, nên có thuyết cá tính cầm tinh con vật, là mỗi một cầm tinh có thuộc tính chính là thuộc tính của mỗi một năm được suy diễn cho người, tức là người sinh vào năm nào thì mang thuộc tính của cầm tinh năm đó, chẳng hạn như người sinh vào năm Dần sẽ có thuộc tính của loài hổ như quả đoán và dũng cảm, táo bạo nhưng lại dễ nổi nóng.
Theo cách phân loại xưa thì móng (vuốt) lẻ là âm, móng chẵn là Dương (4 móng là âm, 5 móng là dương, tròn là dương, vuông là âm), theo đó, con Chuột có chân trước 4 móng, chân sau 5 móng, do đó kiêm cả âm dương lưỡng tính, cho nên dùng chuột để phối cho Tí, đứng đầu 12 tính thuộc, con Trâu móng chẵn nhưng lại có dạng vuông tượng trưng âm đế phối Sửu, con Hổ có 5 móng tượng trưng dương để phối Dần; con Thỏ (Mèo) có 4 móng tượng trưng âm để phối Mão; con Rồng có 5 móng tượng trưng dương để phối Thìn; con Rắn không có móng thì chọn lưỡi hoặc đuôi của nó tượng trưng âm để phối Tị; con Ngựa guốc lẻ, có móng tròn tượng trưng dương để phối Ngọ; con Dê móng chẻ nhưng lại vuông tượng trưng âm để phối Mùi; con Khỉ có 5 ngón (móng) tượng trưng dương để phối Thân; con Gà có 4 móng tượng trưng âm để phối Dậu; con Chó có 5 móng tượng trưng dương để phối Tuất; con Lợn có 4 móng tượng trưng âm để phối Hợi.

## Linh thú

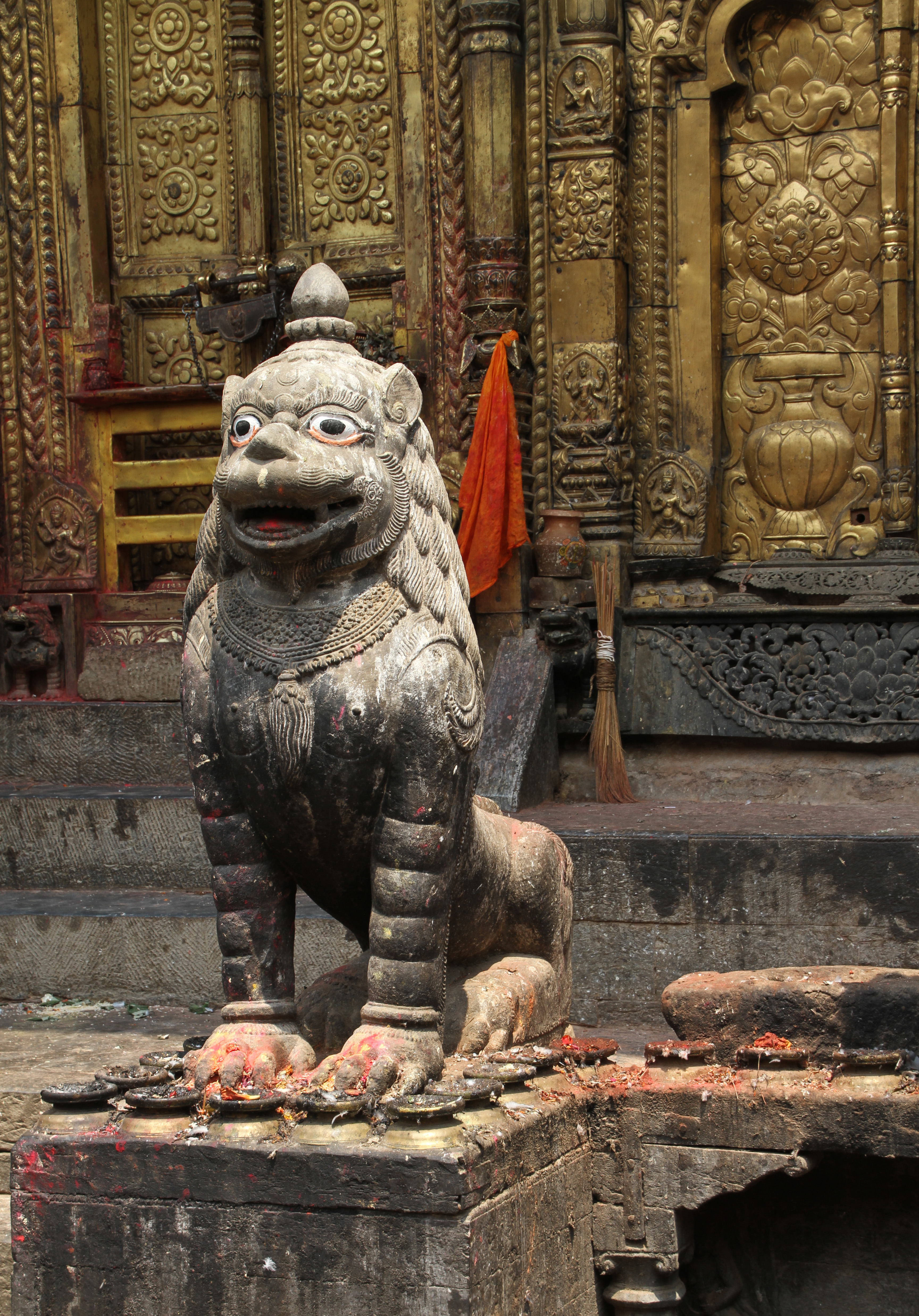
Tượng một linh thú ở Đền Changu Narayan

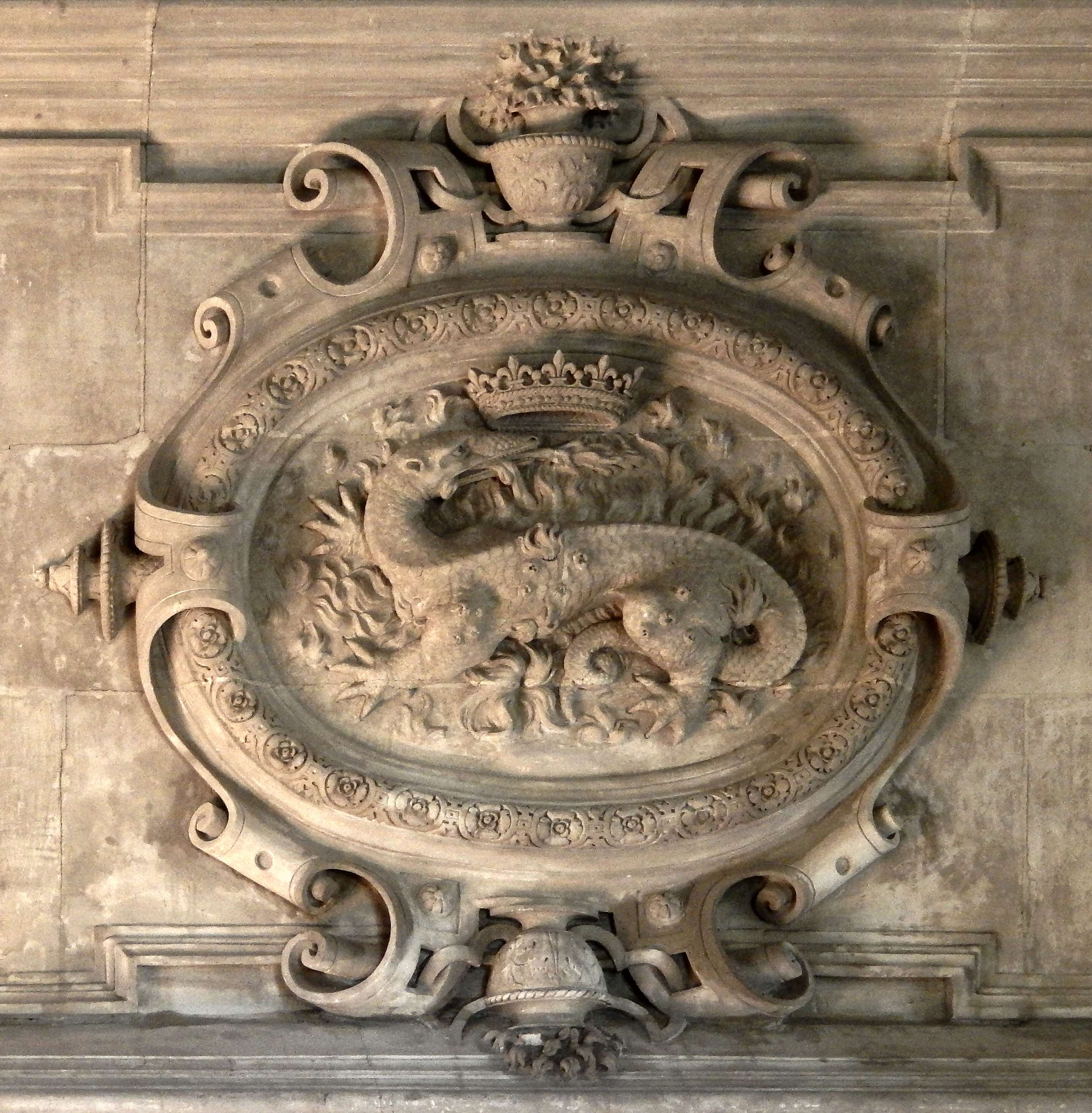
Điêu khắc về con sa giông (Salamander) ở châu Âu có dạng con thú bốn chân

Linh vật (những con vật linh thiêng) là những con vật huyền thoại hoặc có thật được linh hóa, được con người sáng tạo và sử dụng như những biểu tượng văn hóa để truyền đạt ý tưởng và niềm tin tâm linh, tôn giáo. Linh vật thường được mô tả trong thần thoại, truyền thuyết và được biểu đạt trong nghệ thuật tạo hình. Người xưa tin rằng, linh vật là hiện thân của các lực lượng tự nhiên hoặc mang những đặc tính huyền bí, năng lực siêu nhiên có thể chi phối nhân sinh, vũ trụ nên thông qua linh vật, con người gửi gắm vào đó ước vọng, niềm tin, linh vật mang trong mình sức mạnh tổng hòa của nhiều con vật hội tụ lại với nhau một cách đặc sắc. Trong quá trình hình thành và phát triển, mỗi linh vật vừa thể hiện bản sắc, truyền thống văn hóa chung của dân tộc vừa mang những đặc điểm, phong cách nghệ thuật đặc trưng riêng của mỗi thời kỳ lịch sử.
Trên cờ Lungta/rlung-rta (cờ cầu nguyện ở Tây Tạng) thường có sự hiện diện của bốn linh vật ở mỗi góc, được gọi là Tứ linh (Shambhala Terma) có vai trò bảo hộ nguồn năng lượng gia trì của chư Phật và Bồ Tát từ bốn phương, những linh vật huyền thoại này nêu biểu cho phẩm hạnh của chư Bồ Tát trên con đường giác ngộ như sức mạnh, sự hộ trì, quan kiến thanh tịnh, niềm kiêu hãnh kim cương và đại hỷ lạc, chúng bao gồm là Sư tử (seng) là con Sư Tử Tuyết trắng trụ ở phương Đông, Hổ (tak) là con Hổ vàng trụ ở phương Tây, Rồng (druk) là con Rồng Xanh trụ ở phương Nam và Garuda là Mệnh lệnh điểu (kyung) trụ ở phương Bắc. Trong số tứ linh Tây Tạng thì đã có hai loài là linh thú (sư tử và hổ).
Những linh vật cơ bản của Việt Nam là các sinh vật long (rồng), lân (sư tử), quy (rùa), phượng, và ngoài các linh vật nêu trên, văn hóa Việt Nam còn hay để cập đến một số linh vật khác như hổ, voi, hươu, ngựa, cá chép, khỉ. Trải qua nhiều thời kì, giai đoạn lịch sử, văn hóa Việt Nam có giao thoa, học tập nhiều nét từ văn hóa nước ngoài song về cơ bản, linh vật của Việt Nam luôn giữ nét hiền hòa, cân bằng tạo cảm giác yên bình chứ không có tính chất áp chế, đe dọa như linh vật nước ngoài như linh vật Sấu còn gọi là “Sóc” hoặc “Sấu nghê sóc” xuất hiện bắt đầu từ thời Lý tới thời Lê Trung Hưng, con Sấu có đầu Sư tử, đuôi sóc là linh vật thân thiện có ý nghĩa biểu tượng, thường được thể hiện trên mặt dốc thành bậc trước cửa chùa, tháp hoặc lăng mộ, đây cũng là linh vật độc đáo của nghệ thuật Việt Nam.
Ở những chốn tâm linh như đình, chùa, miếu mạo, lăng tẩm, nơi thờ tự có những đồ án trang trí với nhiều hình thù độc đáo, nổi bật nổi bật là hình các linh vật quen thuộc gồm nhóm Tứ linh gồm: Long (rồng), Lân, Quy (rùa), Phượng và thêm bốn con vật khác là Ngư (cá chép), Bức (con dơi), Hạc và Hổ (cọp), được gọi chung là "Bát vật", được thể hiện qua nghệ thuật trang trí sinh động và linh thiêng Nếu như trong dân gian long (rồng) thường hay liên quan đến mây, mưa, sinh sôi nảy nở, mùa màng tốt tươi thì với vương triều phong kiến, rồng thường hay gắn với uy quyền của nhà vua. Phượng và lân là các linh vật thường gắn với tầng trời, là hiện thân của các bậc thánh nhân, người tài trí, phượng còn được gắn với hình ảnh của hoàng hậu trong các triều đình phong kiến (mắt hình giọt lệ, đuôi công). Con lân trong văn hóa người Việt còn có nhiều tên gọi khác như nghê, sấu, cù. Con rùa là vật dưới đất, thường hay đội hạc nhằm tạo nên thế âm dương đối đãi.
Trong chức năng của các loài linh vật, nếu như rồng là đệ nhất gắn với vương quyền thiên tử, phượng gắn với mẫu nghi thiên hạ và hai linh vật này nếu như có nằm trong đồ án “chầu” cũng chỉ chầu những thiên tượng “lưỡng long chầu nhật/nguyệt”, “phượng chầu mặt nguyệt” và xuất hiện ở những vị trí cao nhất (như bờ nóc, mái nhà). Trong khi rùa gắn với chức năng mang vác, đội, đỡ thì nghê gắn với chức năng “chầu rìa”. Vai trò “chầu” của nghê đã được dân gian tổng kết: “làm phượng thì múa làm nghê thì chầu” hoặc “mỗi người đều có một nghề/con phượng thì múa, con nghê thì chầu” hay ngắn gọn hơn là thành ngữ “phượng múa nghê chầu”, “nghê chầu chó chực”. Bài ca dao ở Thanh Hoa nói tới con nghê trong các công trình kiến trúc (cửa, nhà, cầu, quán) cũng làm nhiệm vụ “chầu”: “Bốn cửa anh chạm bốn nghê/Bốn con nghê đực chầu về tổ tông”. Trong bộ Tứ linh có con rồng (Long) là vua của loài có vảy, con Lân là vua của loài có lông mao, con Phượng mà hậu của loài có lông vũ.

### Kỳ lân

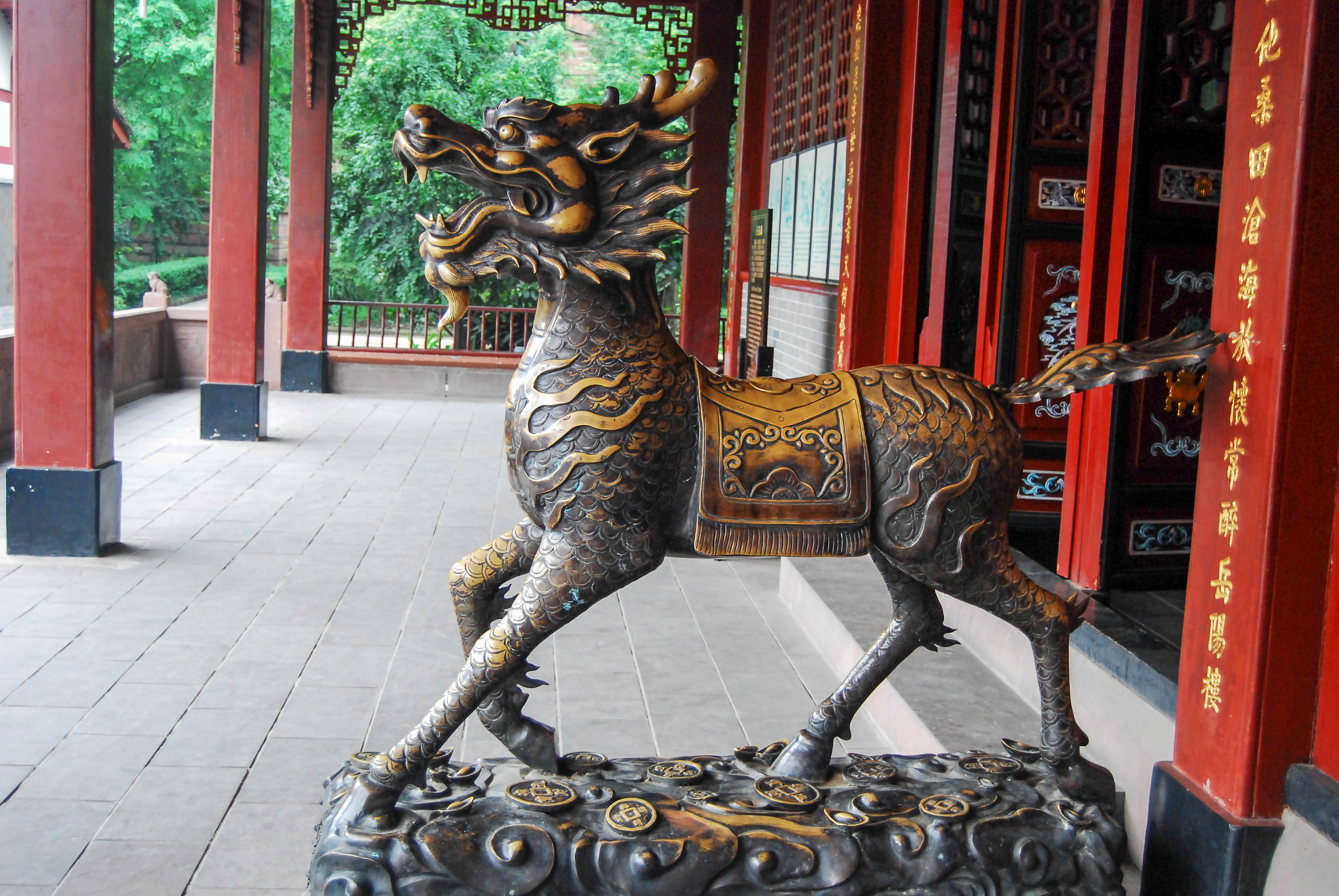
Tượng Kỳ lân ở Tứ Xuyên

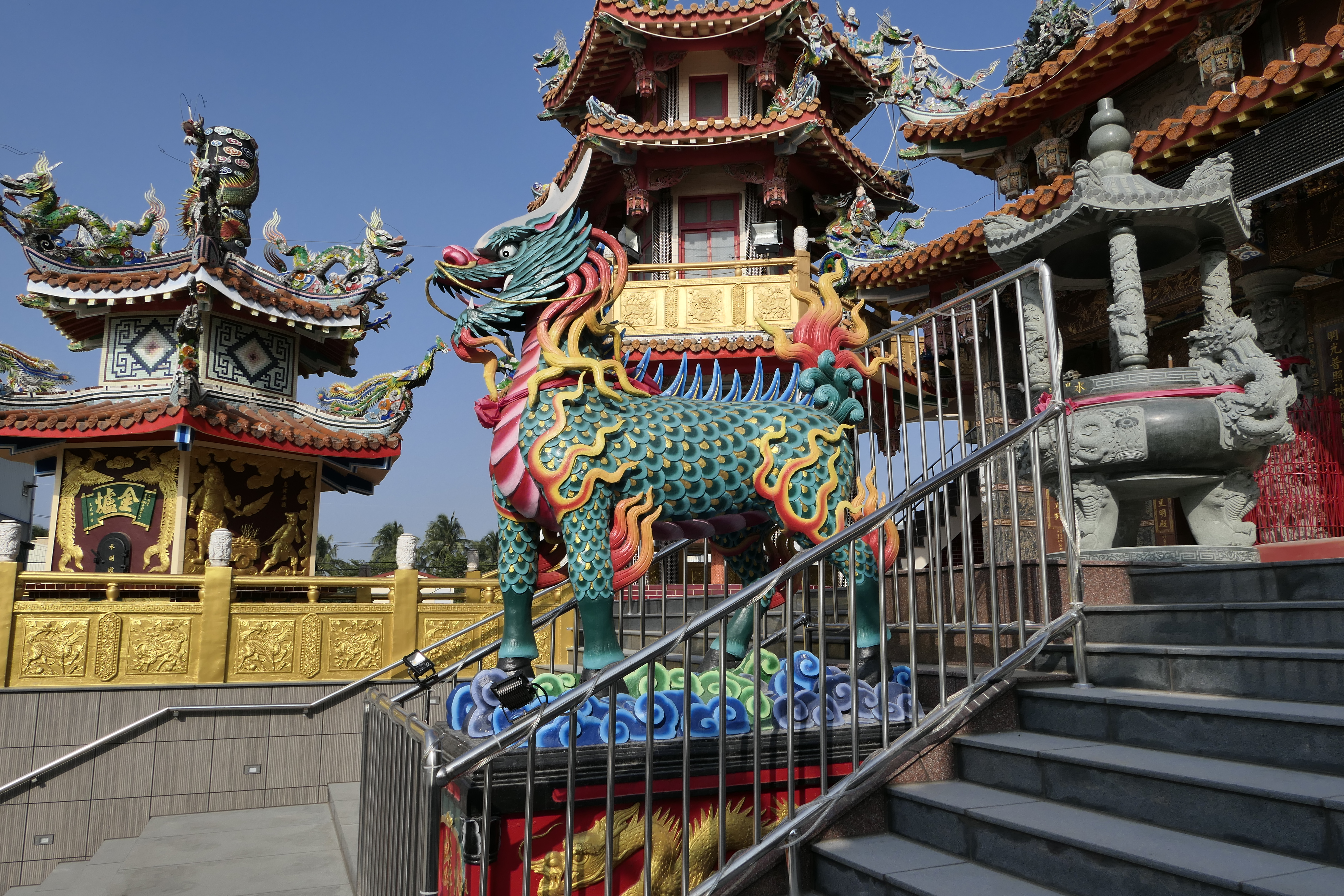
Tượng con Kỳ lân Trung Hoa trong ngôi chùa ở Đài Loan

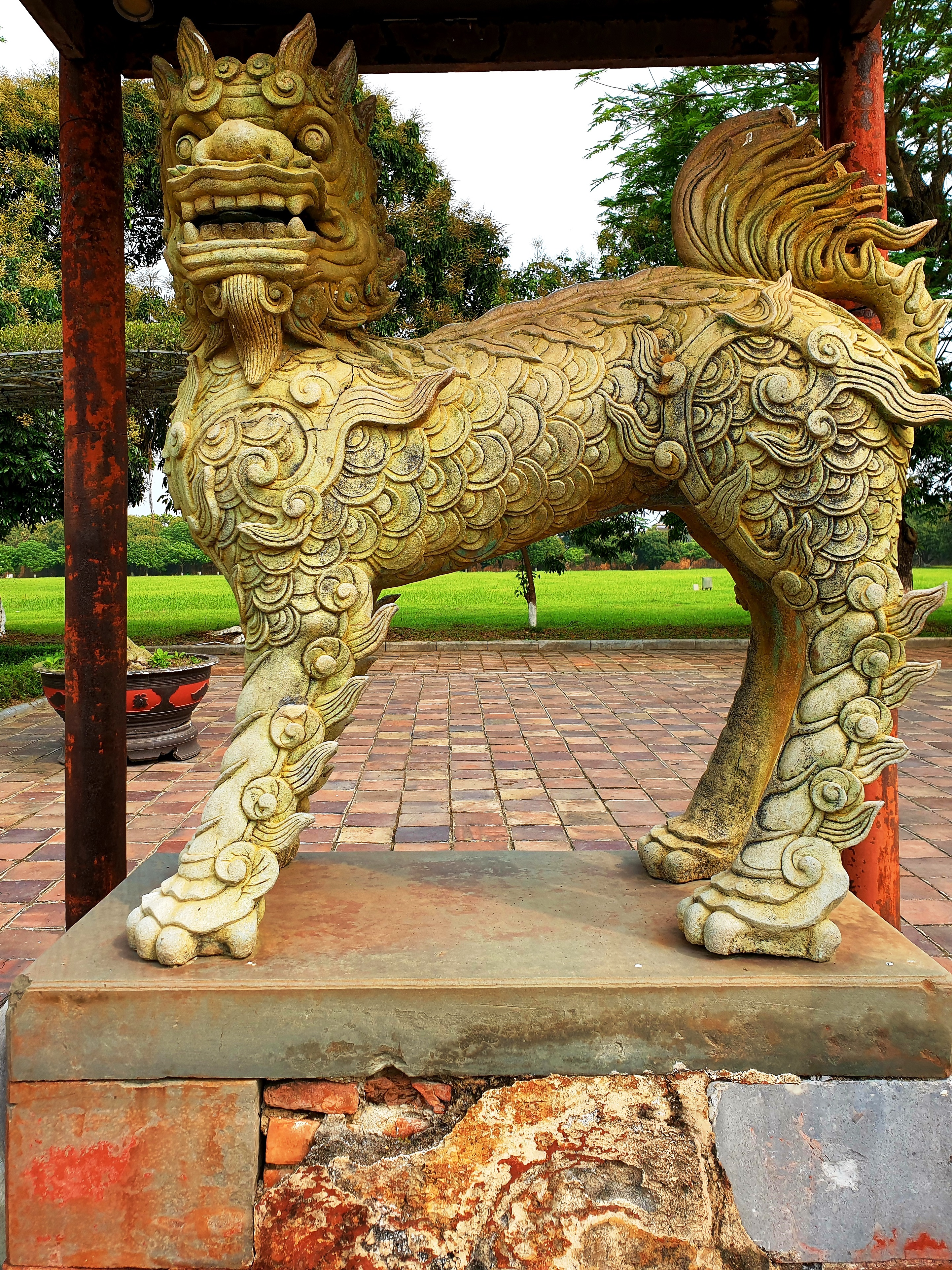
Kỳ lân tại điện Thái Hòa trong Hoàng thành Huế

Kỳ lân phương Đông Kỳ Lân đứng hàng thứ hai trong bộ tứ linh, tượng trưng cho sự bất tử, nhân từ và nhất là cát tường tức điềm lành. Mỗi khi nó xuất hiện là điềm báo thái bình thịnh trị, có thánh nhân ra đời. Chúng là linh thú báo hiệu điềm lành, là biểu tượng của sự thông thái, trường thọ, sự cao quý và của niềm hạnh phúc lớn lao. Kỳ lân cũng là biểu tượng của lòng nhân từ và sự trung thành. Kỳ lân là tên ghép, trong đó kỳ là con đực và lân là con cái. Theo các từ điển Trung Hoa, từ đôi kỳ lân chỉ hai con vật (cũng giống như cặp phụng–hoàng), kỳ là con đực và lân là con cái. Ngoài ra, tương truyền, linh vật Long Mã là hóa thân của kỳ lân, là sự kết hợp đặc biệt giữa rồng, kỳ lân và con ngựa.
Kỳ lân bẩm tính rất nhân từ, khi di chuyển nó tránh dẫm lên các loài côn trùng, không làm hư hại các loài cỏ mềm dưới chân. Nó cũng không ăn thịt hay làm hại bất kỳ con vật nào và không bao giờ uống nước bẩn. Về mặt đặc tính tập tính, kỳ lân được xem là loài vật tốt bụng, tốt tính, được mệnh danh là “nhân thú” vì khi bước đi, theo bản năng tự nhiên, con vật cẩn trọng để không dẫm lên bất cứ thảo mộc nào đang xanh tươi hay bất cứ một sinh vật nào, kể cả côn trùng, sâu bọ. Nó cũng không ăn thịt, không uống nước bẩn và không làm hại ai. Với đạo Phật, nó là hiện thân của bát nhã tức là trí tuệ, minh triết, thiêng liêng, trong sáng đẹp đẽ đầy chất huyền linh của sự vận động và tĩnh mịch.
Theo truyền thuyết, kỳ lân được miêu tả là một con thú bốn chân, thuộc hàng tứ linh với những quyền năng, hội tụ đặc điểm của một số loài vậy khác, nó là sự kết hợp của các loài, như có đầu nửa rồng nửa thú, mình hươu (thân hình của hươu), đuôi bò, trán sói, vó (móng) của ngựa, sừng nai, tai chó, thân lạc đà, mắt quỷ, mũi sư tử, miệng rồng, có vẩy cá. Kỳ lân vốn xuất xứ từ hươu nên thoạt đầu, kỳ thủy giống hươu nhưng sau được cách điệu, biến dạng thành đầu rộng, bườm sư tử, đuôi bò, thân phủ vẩy như rồng nhưng dấu vết của hươu vẫn còn ở thân, chân, sừng mềm vì vốn là lộc nhung hươu, chân có hai móng, về sau mới thành năm móng.
Có khi giống lân mà thân mọc đầy lông, lúc giống nghê mà thân lại phủ vẩy, đôi khi thân trơn nhẵn, đuôi thì chẳng sư tử cũng chẳng bò, bó lông đuôi vắt vẻo, song song thuôn dài. Ở miền Nam Việt Nam trước đây, dòng gốm Cây Mai cũng thường tạo hình Kỳ lân dưới dạng con thú có râu dài, có một sừng và có hai bông hoa lớn, ý chỉ là loài không ăn thịt, cũng là có nghĩa ca ngợi tính nhân hậu của Kỳ lân. Da kỳ lân có 5 màu đỏ, vàng, xanh, trắng, đen, dưới bụng có màu vàng. Con kỳ có một chiếc sừng ở giữa trán, nhưng nói chung kỳ lân thì thường có hai sừng khôi vĩ như sừng hươu.
Tạo hình Kỳ lân ở Việt Nam tuy không hoàn toàn tuân thủ theo nguyên tắc của truyền thuyết nhưng đặc điểm nhận dạng cơ bản là thân của động vật móng guốc, phủ kín vảy cá, sừng của kỳ lân có bọc da, đầu mút thịt đầy đặn, kỳ lân vốn xuất xứ từ hươu nên thoạt kỳ thủy giống hươu, có một (sau thành hai) sừng nhưng mềm vì chỉ là lộc–nhung. Sừng của kỳ lân được coi là biểu tượng để chỉ đức tính hiền lành của con vật. Dù đủ sức gây chiến và đánh nhau nhưng con vật vẫn ước muốn hòa bình, từ lân giác, sừng của lân cái, nghĩa là vũ khí vô hại, muốn gọi ra đức tính bản thiện như thế của con vật, có ý kiến cho rằng những con kỳ lân một sừng hay thần thú một sừng có nguyên mẫu từ loài tê giác ở phương Nam.
Kỳ lân là vật hiệu của nhà vua, tượng trưng cho mọi mặt đức độ của ông ta. Chỉ những vị quân vương hiền minh mới xứng đáng được trông thấy nó. Khi nhà vua lấy đức mà trị dân, thái bình thịnh trị thì kỳ lân xuất hiện như dưới triều vua Nghiêu, vua Thuấn. Kỳ lân còn biểu hiện cho uy quyền của nhà vua. Kỳ lân còn là linh thú biểu trưng cho thái tử trong mối quan hệ: rồng (nhà vua)-kỳ lân (thái tử)-phượng hoàng (hoàng hậu). Kỳ lân còn gắn với điềm báo thánh nhân xuất hiện, là biểu tượng của sự thông thái, trường thọ, sự cao quý và của niềm hạnh phúc lớn lao. Kỳ lân còn là con vật tiêu biểu báo điềm lành. Không những thế, nó còn có khả năng phân biệt tà ngay, nhận ra kẻ xảo trá, người lương thiện. Do đó, nó còn giúp nhà vua thi hành công lý bằng cách dùng sừng trừng trị kẻ tội phạm.
Trong không gian kiến trúc của người Việt, có khi kỳ lân được bài trí thành từng cặp, đứng chầu trước cung điện của vua, đầu hướng về phía cung điện nhằm biểu hiện lòng trung thành, được bài trí ở trước điện thờ, đền miếu, mặt hướng ra bên ngoài, biểu tượng cho sự tôn nghiêm, kính cẩn. Ở Việt Nam, hình tượng Kỳ Lân xuất hiện phổ biến từ thời Lê sơ, khi Nho giáo phát triển đến đỉnh cao. Trong đời sống dân gian thường có sự lẫn lộn giữa Kỳ Lân và Sư tử, nhiều hình Sư tử cũng gọi là Lân. Những đồ án nghệ thuật phổ biến gắn với kỳ lân chính là hình tượng “Kỳ lân hý cầu”, có thể là “Độc lân hý cầu”, “Song lân”, “Tam lân” (ba con lân cùng vờn–nô đùa, tranh nhau một trái cầu). Kỳ lân được xem là một biến thể của rồng, chủ trì việc làm mưa, kỳ lân hý cầu (trái cầu tượng trưng cho mặt trời) là sự mô phỏng cho hành động chống chọi lại mặt trời và các hiện tượng thiên thực.

### Tỳ hưu

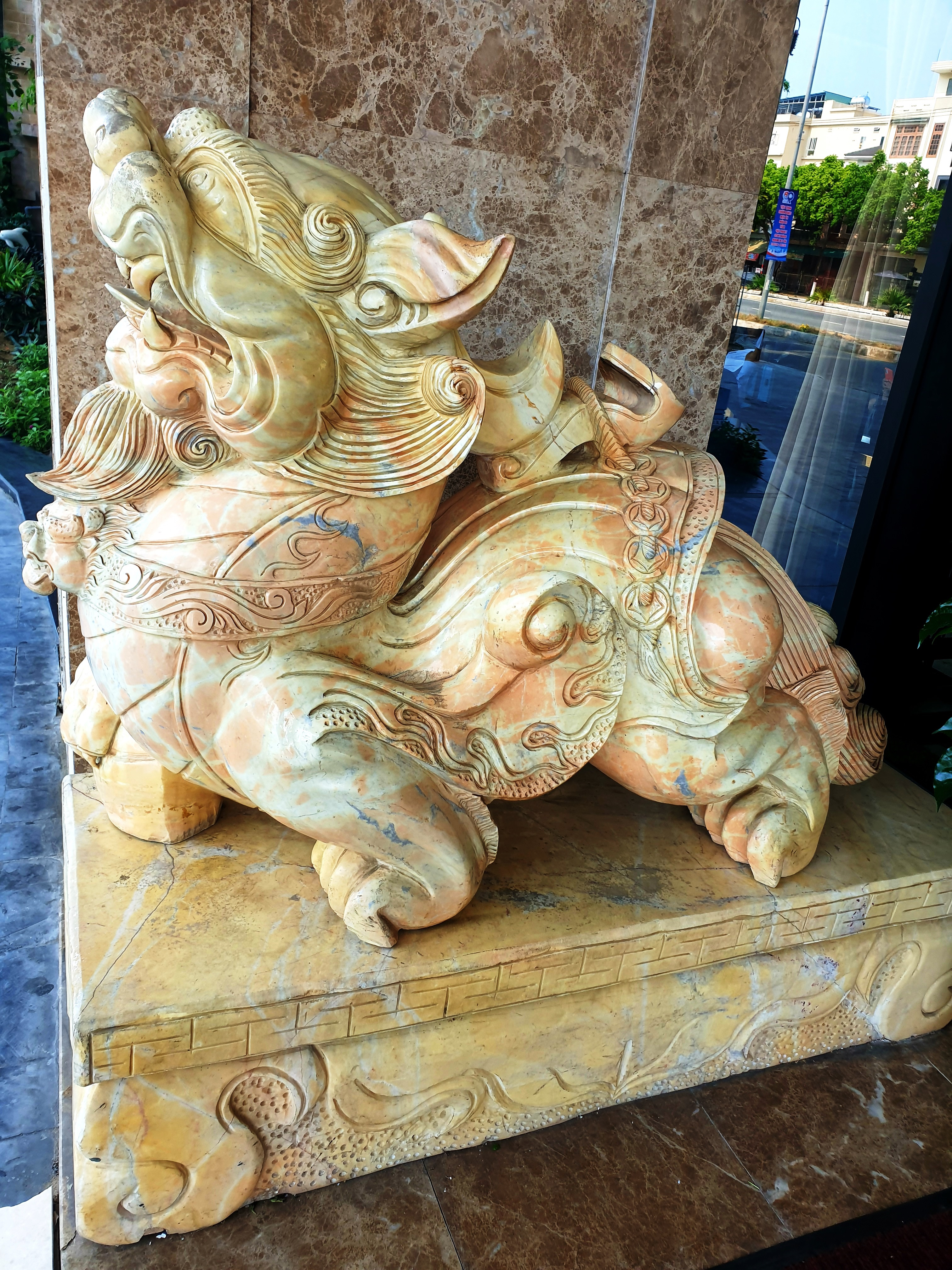
Tượng Tỳ hưu bằng đá cẩm thạch với khối đá lớn ở Đà Nẵng

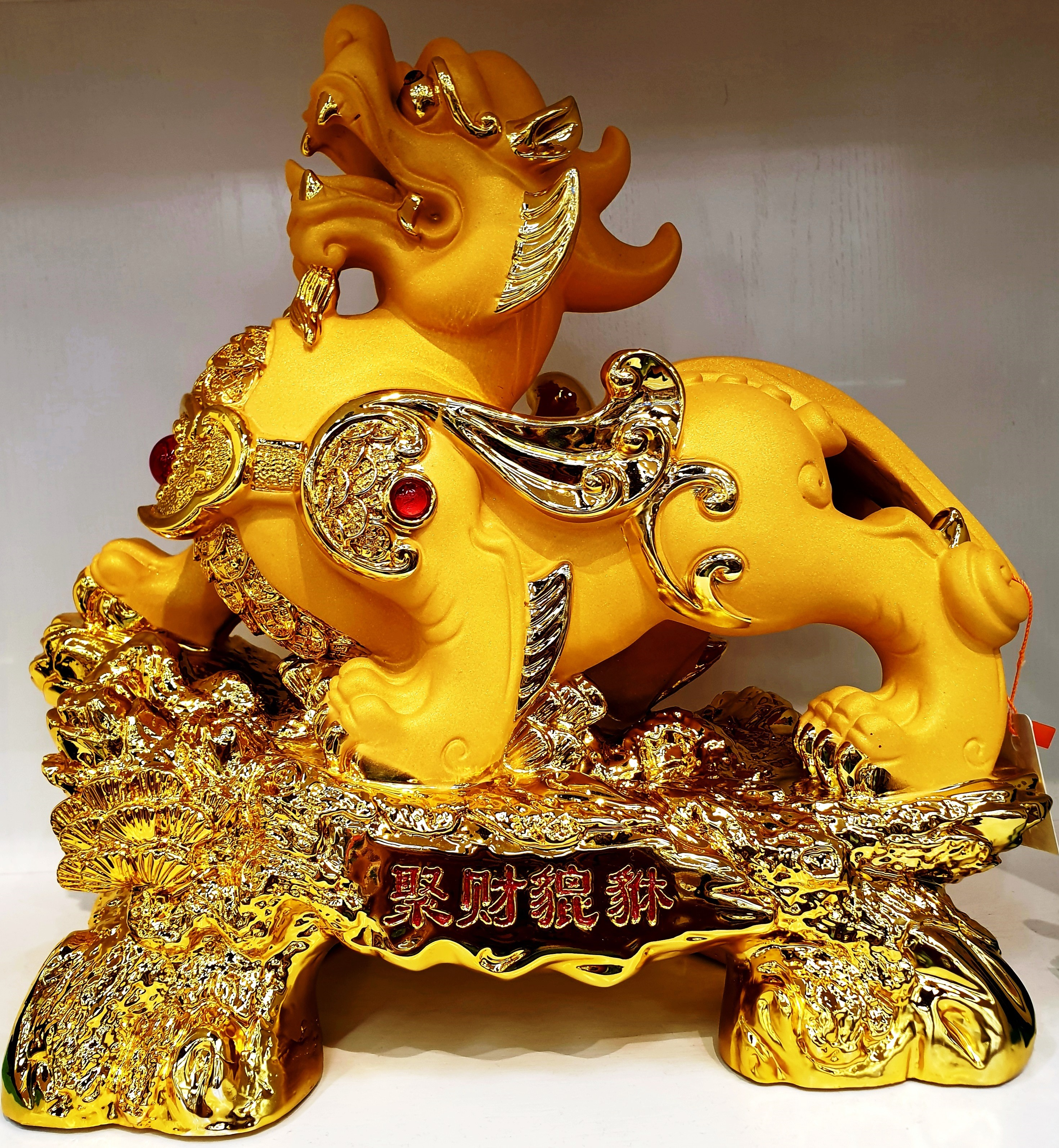
Tượng Tỳ hưu phong thủy bằng gốm mạ vàng bày bán với giá thành cao

Tỳ hưu (hay Tì hưu) được coi là thần thú giữ của của người Trung Quốc. Theo quan niệm của người Trung Hoa xưa, thức ăn của Tỳ hưu là vàng, bạc, châu báu, là những loại của quý, do con vật này không có hậu môn nên nó được xem như một loại “thần giữ của” (thông dụng ở Đài Loan, Trung Quốc, và ngày nay ở Việt Nam như là linh vật phong thủy). Tỳ hưu là một linh vật hưu cấu nên biểu hiện của nó cũng mang tính bất nhất. Đặc điểm Tỳ hưu không có hậu môn chính là điểm phân loại quan trọng để phân biệt Tỳ hưu với các linh vật đồng dạng như kỳ lân, nghê, sư tử đá Trung Quốc.
Trong tên gọi của nó thì Tỳ (貔-pí) là một loài mãnh thú, giống như hổ, lông màu trắng tro. Còn hưu (貅-xiu) là một giống mãnh thú theo truyền thuyết là con gấu. Danh từ Tỳ hưu (貔貅) chỉ con gấu trắng (bạch hùng), một giống thú rất mạnh cho nên đời xưa gọi các dũng sỹ là Tỳ hưu. Truyền thuyết khác lại cho rằng Tỳ hưu là một trong những đứa con của rồng (Long sinh cửu tử), chúng có đầu như Kỳ Lân, có sừng, vẩy giống rồng nhưng có thân của loài gấu, trên lưng có cánh.
Khi mới chào đời, tỳ hưu đã mang dị tật là không có hậu môn. Vì thế, nó chỉ sống được vài ngày là qua đời. Vì chết từ lúc còn quá nhỏ nên tỳ hưu được Ngọc Hoàng thương tình, cho hóa thân thành linh vật nhà trời, chuyên phò về tài lộc. Ngoài tên gọi Tỳ hưu, chúng còn được gọi bằng các tên khác như Tỳ Ngưu, Tu Lỳ. Tỳ hưu được phân ra hai loại. Loại một sừng là loại cực kỳ hung dữ và nguy hiểm, chuyên đi cắn hút tinh huyết của yêu quái, ma quỷ nên còn được gọi là con Tịch Tà. Loại Tỳ hưu hai sừng thì chỉ hút châu báu, vàng bạc trong trời đất nên chúng được cho là con vật giữ tài lộc. Tỳ hưu hai sừng có các đặc điểm như miệng to, ngực to, mông to.
Truyền thuyết về loài linh vật thần thú không có hậu môn có nhiều dị bản, trong đó có thuyết kể rằng vào thời vua Chu Nguyên Chương mới lập nghiệp, ngân khố còn trống rỗng, Vua mơ thấy một con vật trông như con lân, nhưng có mình và chân to, mông to, trên đầu có sừng, con vật này xuất hiện và nuốt tất cả những ngọc ngà, châu báu trong hoàng cung. Tỉnh dậy, vua cho mời thầy phong thủy và được biết con vật xuất hiện này có tính ham ăn nhưng chỉ chọn vàng, bạc, châu báu, nó lai không có hậu môn nên ăn được bao nhiêu cũng không thể đưa ra ngoài. Sau này, lúc nhà Thanh cai trị cũng tin vào sự linh thiêng của linh vật này và đặt tên nó là Tỳ hưu, vì con Tỳ hưu quay miệng ra Sơn Hải quan nên người Mãn đánh mãi không được, khi người Mãn Châu xui vua Sùng Trinh quay đầu Tỳ Hưu về Nam thì Sơn Hải quan mới vỡ trận, nên nhà Thanh cũng sùng kính con Tỳ Hưu đó, bắt dân gian không ai được giữ Tỳ Hưu.
Tín ngưỡng Tỳ hưu được du nhập vào văn hóa Việt Nam ít nhiều trong giai đoạn phong kiến và bùng nổ trong giai đoạn phát triển kinh tế Việt Nam từ sau giai đoạn sau này thời hội nhập. Tỳ hưu phong thủy được chế tác thành nhiều loại muôn hình muôn vẻ, từ tỳ hưu ngọc, đá quý đến tỳ hưu đá bán quý, tỳ hưu trang sức, tỳ hưu bằng bột đá, tỳ hưu bằng đồng, tỳ hưu Bắc Kinh với giá thành cao. Không chỉ mua làm trang sức phong thủy, người dân còn dùng để bày biện trong nhà, bày ở công ty với mục đích thu hút tài lộc, nhưng có ý kiến phân tích rằng chính con vật không có hậu môn này lại là một sự phá hoại đối với nền kinh tế của Việt Nam trong bối cảnh hiện nay vì cái sự vung tiền mua về những lợi ích không rõ ràng.
Ở mức độ thông thường, việc sử dụng Tì hưu là một thú chơi, một sở thích cá nhân của người chơi, nhưng cần có sự hiểu biết về những bức tượng trang trí này để không biến thành miếng mồi cho kẻ khác trục lợi. Việc tiêu tốn một số tiền lớn cho một loại sản phẩm phi thẩm định như Tì hưu và các linh vật phong thủy hiện nay là một sự phá hoại đối với nền kinh tế của Việt Nam, số tiền để mua linh vật cầu may như Cóc ba chân (蟾蜍,/Kim Thiềm), Tì Hưu phong thủy, Sư tử ngoại lai dường như bị xâm lăng văn hóa và các linh vật phong thủy như Tỳ Hưu, đặc biệt là Tỳ Hưu ngọc phỉ thúy đã du nhập vào Việt Nam thì những linh vật ngoại lai này có sức tiêu tốn tiền bạc lớn hơn nhiều, chúng không chỉ tác động về mặt văn hóa làm méo mó thẩm mỹ truyền thống và tri thức mà còn góp phần tàn phá nền kinh tế nội địa non kém của Việt Nam.

### Con nghê

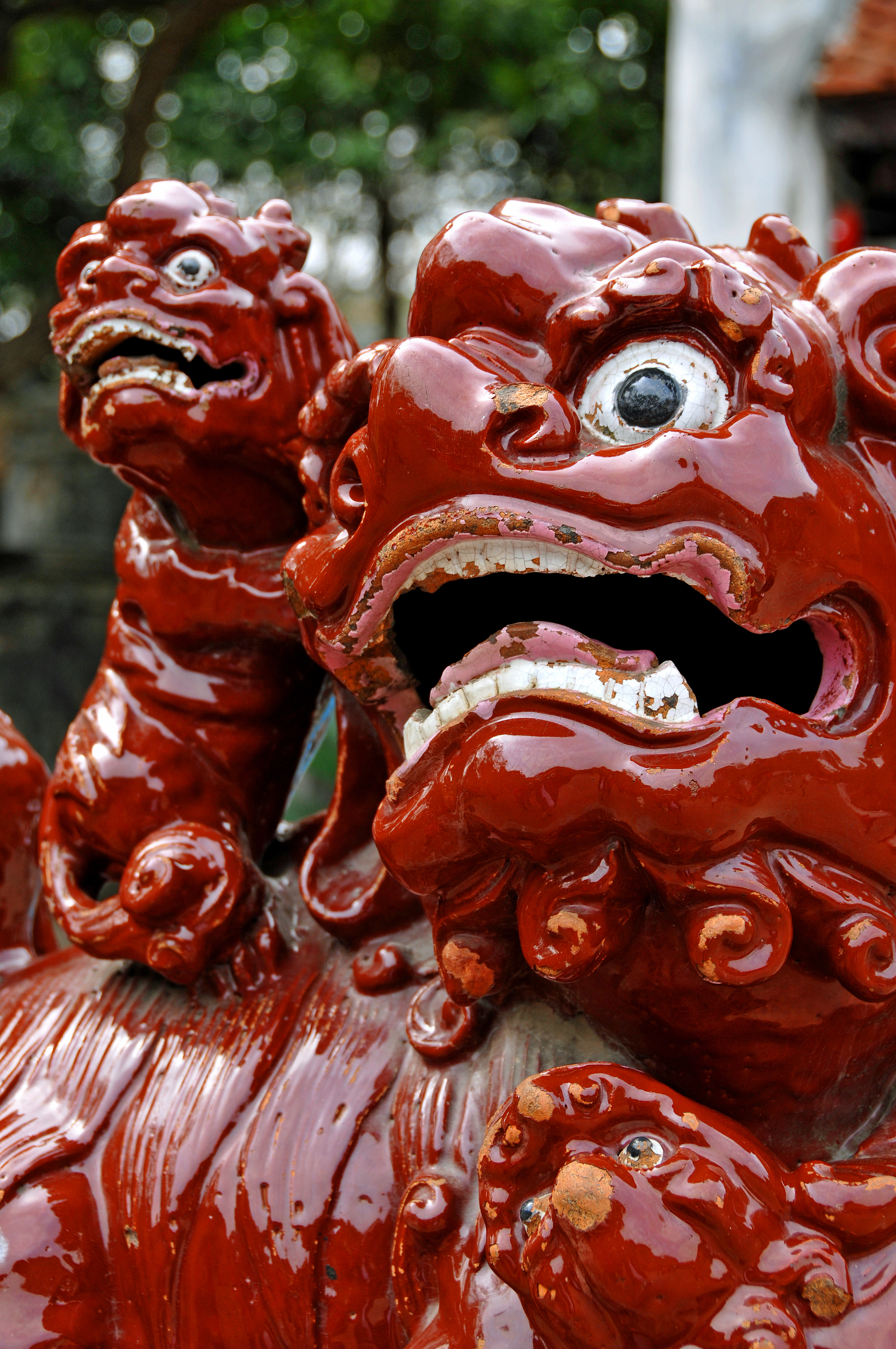
Tượng gốm về con nghê gác lăng, một cặp Nghê mẹ và nghê con

Nghê là linh thú do người Việt sáng tạo ra, là linh vật thuần Việt, phản ánh rõ nét nhân sinh quan, mỹ cảm của người Việt trong việc tiếp thu và biến đổi các yếu tố văn hóa du nhập trên cơ tầng văn hóa bản địa. Nghê là hóa thân của con chó, nếu con chó là vật canh giữ của cải, nhà cửa cho người dân, thì nghê là con vật canh giữ về mặt tinh thần, chống lại các thứ tà ma, ác quỷ. Những con chó đá đã được người Việt linh hiển hóa bằng cách khắc đẽo, thêm thắt những chi tiết trang trí, khiến nó trở nên oai vệ, trang nghiêm và được gọi là con nghê, linh vật bảo vệ đời sống tâm linh của người Việt. Ý nghĩa của Nghê chầu chó chực nghĩa là nghê có chức năng là chầu, quay mặt hướng vào nơi được thờ còn chó có chức năng là chực, quay mặt ra phía ngoài đón khách.
Từ chữ “nghê” (猊) chính là xuất phát ở chữ “Toan Nghê” (狻猊) nghĩa là sư tử Trung Quốc nên con nghê xuất xứ từ con sư tử. Trong chữ “Nghê” có bộ khuyển (犭) nghĩa là con chó do đó, con nghê là sự kết hợp của sư tử và con chó, tuy nhiên phần chó nhiều hơn. Mượn hình ảnh con sư tử của người Hoa nhưng người Việt lại có sự phù hợp với văn hóa. Nghê là tên gọi tắt của Toan Nghê một trong chín đứa con của rồng. Theo thư tịch cổ Trung Hoa, nhận dạng của lân và nghê khá tách bạch, nghê có dạng sư tử thu nhỏ là bờm xoắn mà không có sừng, thân phủ lông chứ không vẩy, đuôi chùm xòe ra từng lọn, bàn chân nhiều móng phủ lông. Cao tăng Huệ Lâm đời Đường cho rằng Toan nghê tức là sư tử, đến từ Tây vực.
Từ điển Thiều Chửu cũng cho rằng “toan nghê” tức là con sư tử. Đại Nam quốc âm tự vị của Huỳnh Tịnh Của định nghĩa: Nghê (猊) là “loại thú giống sư tử” và “tại sông Đồng Nai có gộp đá lớn giống hình con trâu, người ở đó gọi là con nghê”. Mặt con nghê có nét giống sư tử, trong một số trường hợp, minh văn lại khẳng định danh tính linh vật là sư tử như trên linh vật ở chùa Nành có chữ sư tử trên lưng hoặc cặp sư tử ở đền Gióng. Khác với kỳ lân, con nghê có kỳ mà không có sừng, mình thon nhỏ, dáng chó, đuôi dài. Nghê không chỉ xuất hiện ở các làng quê Bắc Bộ mà còn hiện diện trong các kiến trúc cung đình Huế. Khác với hình tượng các con nghê ở Bắc Bộ, hai đôi nghê ở Huế đã được “cung đình hóa” với các chi tiết chạm trổ cầu kỳ, tạo thành các chòm lông xoắn ở đầu, mang tai và đuôi, xen kẽ các đao lửa ở chân và sống lưng.
Biểu tượng con chó trong nghệ thuật dân gian của người Việt vốn giản dị và có phần thấp kém hơn về địa vị nếu so sánh với các linh vật khác như kỳ lân, rồng nên khi văn hóa Khổng–Nho từ Trung Hoa ảnh hưởng đến văn hóa Việt Nam thì con vật canh cửa giản dị đó cần được phải tương xứng với những vai trò và vị trí mới nên các nghệ nhân dân gian xưa đã thêm vào nhiều đặc tính để cho sang trọng những linh vật canh cửa. Nên vậy, khuôn mặt nghê hiện ra lúc thì trầm lắng, trang nghiêm, lúc thì nghênh nghênh, hớ hênh phóng túng, miệng ngoác ra cười đến tận mang tai, cung cách bông lơn như những chú cún, bộ dạng dung tục đến hồn nhiên vẻ như bất chấp lễ giáo và khuôn phép của những gã nghê được đục đẽo, tô đắp một cách hả hê, làm náo nức các mảng chạm, bất kể đó là ở đình, ở chùa hay lăng tẩm, đền miếu, hiếm có linh vật nào có thần thái sinh động như nghê. Con nghê được hình tượng hóa từ trâu và chó, hai con vật gắn với nếp sống và lao động của người Việt, con nghê thời Nguyễn là tổng hợp của sư tử thời Lý-Trần-Lê, giữa Phật giáo và Nho giáo.

## Các loài thú
Một số loài thú được ghi dấu trong văn hóa truyền thống trên thế giới, trong tự nhiên, các loài vật nói chung là các loài thú luôn cho con người nhiều bài học về lối sống và thành công khi quan sát và chiêm nghiệm chúng, đặc biệt là những loài mạnh mẽ như hổ, sư tử, sói cho đến các con vật thân thiện như chó, mèo, các loài thú có nhiều ảnh hưởng về mặt văn hóa (dưới đây chỉ giới thiệu một số loài thú, để biết đầy đủ xin xem các bài chi tiết) như:

### Con chó

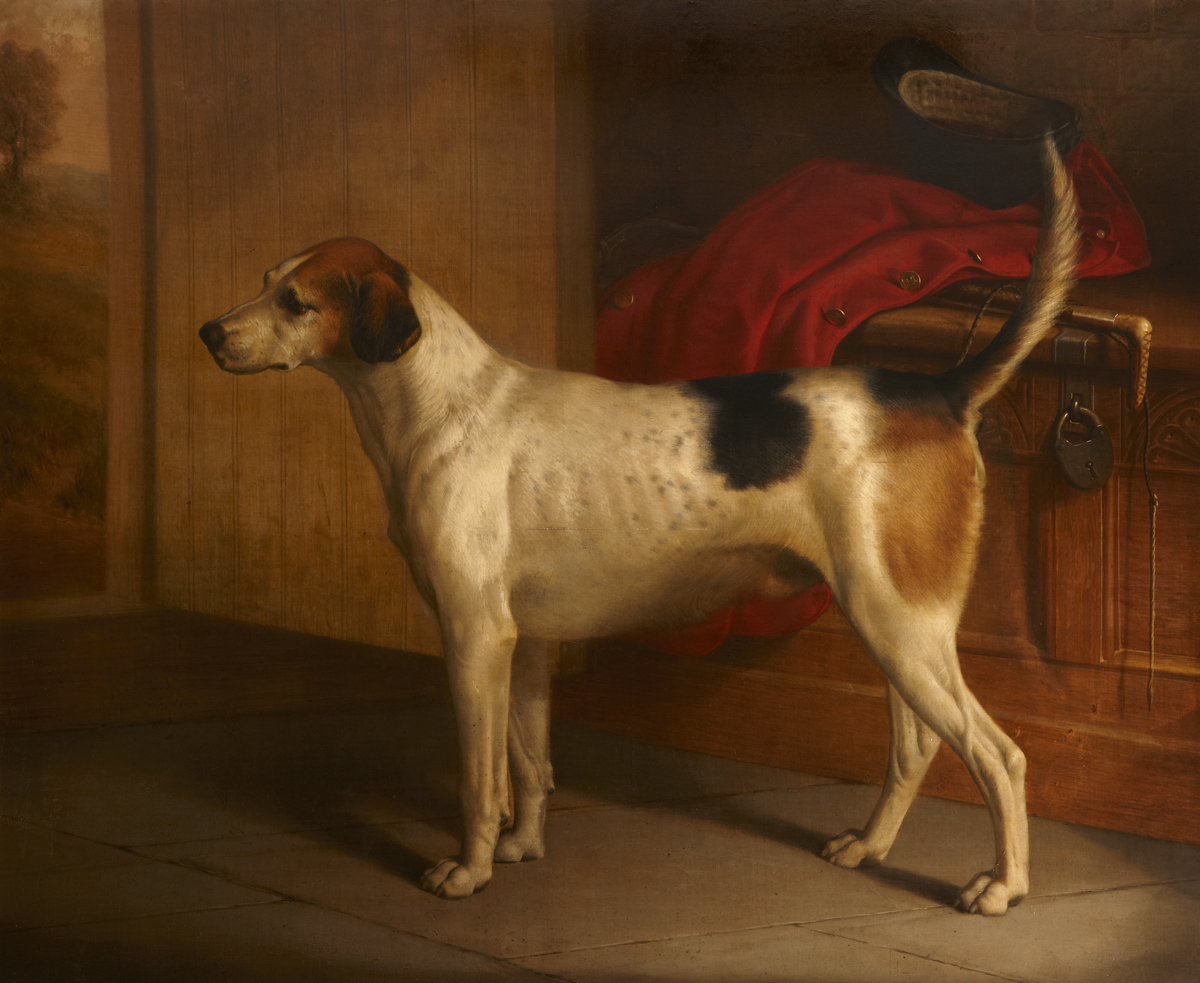
Tranh sơn dầu phương Tây về một chú chó nhà

Chó là động vật thân thiết gắn bó từ rất lâu đời với con người và là người bạn trung thành với con người (“Người bạn tốt nhất của con người”-Man's best friend). Ở những nước phương Tây như Hoa Kỳ và Vương quốc Anh, chó là vật nuôi phổ biến trong các hộ gia đình, chó ở Paris được xem như là một tầng lớp đặc biệt, có cả một hệ thống phục vụ dành riêng cho chúng, người phương Tây không có thói quen ăn thịt chó. Chú chó Waldi là Linh vật chính thức trong Thế vận hội Mùa hè 1972 ở Munich, là linh vật đầu tiên xuất hiện trong một kỳ thế vận hội. Trong Hồi giáo, chó là loài vật mất vệ sinh, dơ bẩn, xấu xa đê tiện nhất, người Hồi giáo không chạm vào chó.
Theo quan niệm tâm linh của một số dân tộc, đây là loài vật đem đến những điều may mắn, mang đến thuận lợi và nhiều niềm vui. Dân gian quan niệm rằng chó đến nhà là điềm tốt, thịnh vượng. Có khá nhiều điềm báo tốt xấu liên quan đến chó, nếu bỗng nhiên có một con chó lạ nào đó vào nhà đó là dấu hiệu sự may mắn, tốt lành đến với gia đình nhưng tự nhiên con chó rên rỉ dưới cửa là điềm báo sự không may. Tự nhiên chó cái ở đâu đến đẻ bên nhà là điều may mắn. Con chó đến nằm dài trước cửa ra vào mặt quay ra trước là dấu hiệu có người trong nhà sẽ rời khỏi gia đình. Chó là linh vật gần gũi với đời sống tâm linh của người Việt.
Người Việt Nam thường tạc chó đá trấn giữ trước cổng nhà hoặc cổng đình, đền, miếu, phủ để cầu phúc, trừ tà, canh gác. Nhiều làng quê ở miền Bắc Việt Nam có các đền miếu thờ chó đá, chó đá cũng được đặt trước cổng làng, cổng đình, hay cổng nhà để bảo vệ cho cộng đồng hay cho gia chủ. Thành ngữ “chó chực” là chó có nghĩa vụ canh gác, bảo vệ, trông coi tựa như nhiệm vụ “gác cửa” nên đứng quay mặt thẳng ra ngoài. Nhiều gia đình còn đặt tượng chó ở trước cửa cổng và hướng ra ngoài để trấn an, mang lại điều may mắn và tốt lành cho nhà. Chó đá ở nhà dân thường nhỏ, không to lớn như chó đá ở các công trình kiến trúc tôn giáo, tín ngưỡng. Chó đá Trong tiếng Tày-Nùng đọc là Ma hin. Ở Trung Quốc, giống chó Bắc Kinh được coi là những con chó linh khuyển vì có truyền thuyết về Thạch Sư Khuyển có khả năng xua đuổi tà ma cho gia chủ.

### Con mèo

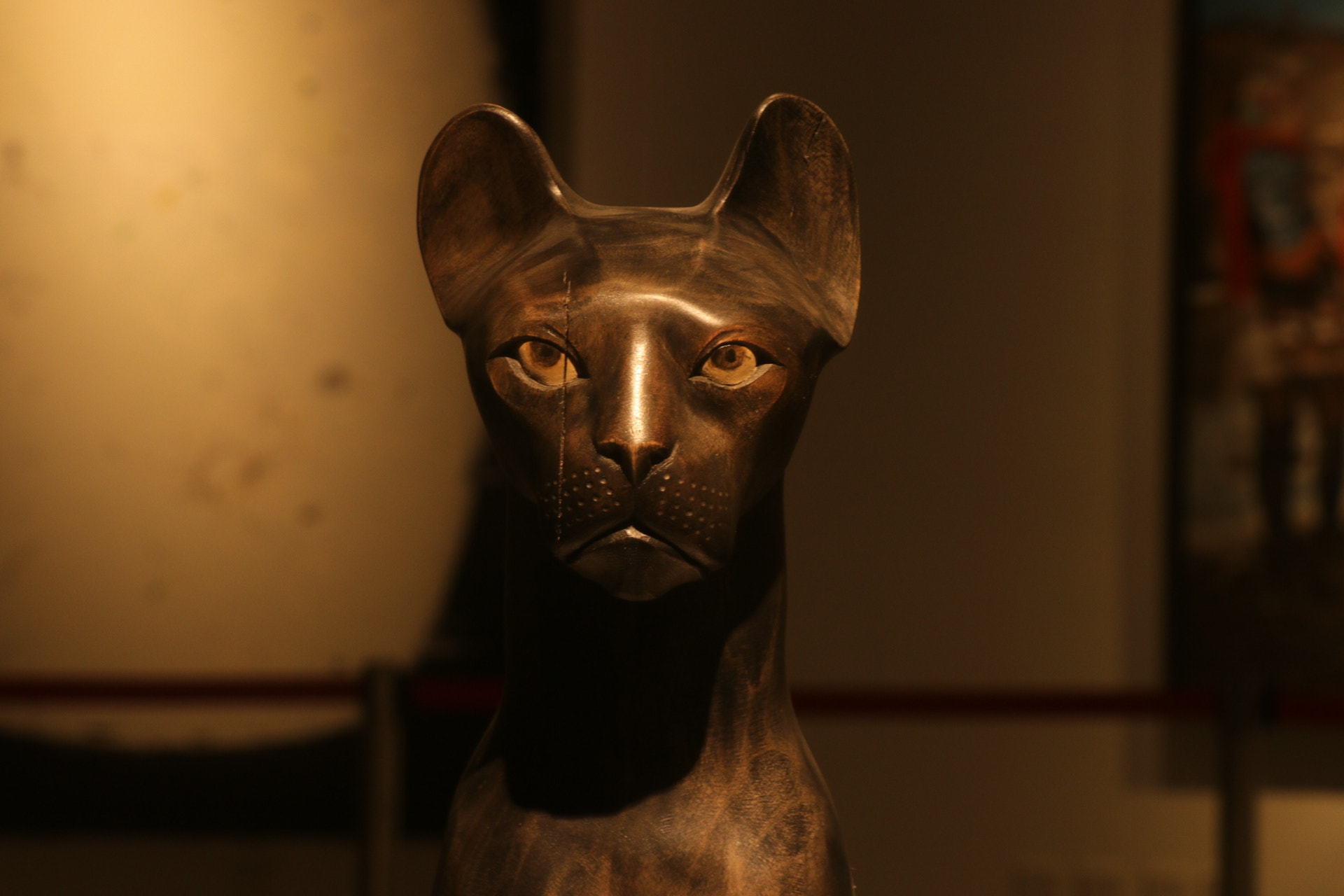
Tượng đồng về con mèo

Con mèo có một cuộc sống hai mặt là kẻ trưởng giả an nhàn nằm dài trên chiếc gối nệm, hiền lành dụi thân hình mềm mại khi được con người ve vuốt và là tên sát thủ đáng gờm trong góc nhà khi nó tha con chuột, còn bình thường, nó chỉ là một chú mèo hiền lành, hơi lười biếng. Thời gian loài mèo xuất hiện và gây ảnh hưởng lên lịch sử nghệ thuật nhân loại là một tiến trình phức tạp, kéo dài từ thời kì cổ đại đến ngày nay. Mèo là một chủ thể nghệ thuật độc lập từ thời trung cổ và được người dân tôn thờ như một vị thần. Trong một số thần thoại khác, mèo được gọi là Mau, cái tên này bắt nguồn từ tiếng kêu của chúng và ở một vài nơi khác, do tập quán sinh hoạt về đêm nên người dân còn xem loài mèo là biểu tượng tối cao của vị thần mặt trăng.
Trong văn hóa Ai Cập cổ đại, con mèo được tôn vinh là một loài vật linh thiêng là nữ thần mèo tên là Madfet, người Ai Cập cổ còn tôn thờ nhiều thần mèo khác, nhưng nổi bật nhất là thần mèo Bastet, dưới hình dạng một phụ nữ với cái đầu mèo đen là vị thần bảo trợ phụ nữ và trẻ em, được người dân Ai Cập ngưỡng mộ và tôn thờ, nếu một người nông dân Ai Cập nằm mơ thấy mèo, anh ta sẽ coi đó là điềm báo trước của một vụ mùa bội thu. Mèo xuất hiện rộng khắp trong các câu chuyện thần thoại Ai Cập, được biệt đãi như những vị hoàng tộc, khi qua đời, chúng được ướp xác, chôn cất trong những ngôi mộ riêng biệt và được tiến hành các nghi thức linh thiêng để linh hồn của nó có thể đến được thế giới bên kia. Người ta quan niệm rằng mèo là linh vật mà chỉ có các vị Pharaoh mới được quyền sở hữu, người ta còn tin rằng loài mèo là những chiến binh bảo vệ loài người khỏi thế lực xấu xa thông qua giai thoại Nữ thần đầu mèo Bast đã trảm thủ vị thần thế giới ngầm đầu rắn Apophis
Ở châu Âu, hình ảnh con mèo đen nằm cạnh một bà phù thủy già với chiếc mũi khoằm nhọn hoắt thường xuất hiện nhiều trong các truyện dân gian, đã là hình ảnh của một thế lực ma quái đầy bí ẩn, chuyên gây ra những tai họa, bệnh tật khủng khiếp cho con người. Con mèo ở thời kì trung cổ lại là biểu tượng của sự tiêu cực, u ám, họ cũng cho rằng phụ nữ và mèo là mối gắn kết trung tâm giữa các thế lực siêu nhiên, sở hữu phép thuật và chế tạo bùa chú. Còn những tên cướp biển cho rằng mèo có thể đem lại cả sự may mắn và rủi ro, vì nếu con mèo đen đi về phía ai, người đó sẽ gặp xui xẻo, còn khi nó tránh xa anh ta có nghĩa là người đó nhất định sẽ gặp may, tận ngày nay vẫn còn những người tin vào điềm xấu khi gặp mèo đen, như sinh viên đi thi, thương gia đi ký kết giao dịch Tại nơi làm việc, con mèo gọi tiền là tốt nhất được đặt trên bàn làm việc, hoặc bên cạnh một máy tính tiền. Trong nhà nên đặt các biểu tượng của con mèo vẫy tay gọi trong khu vực Đông Nam (giàu có). 

Họa phẩm về Vườn địa đàng, trong đó chú mèo co quắp xuất hiện nằm cạnh Adam và Eva, đây là nét sáng tạo khác biệt với những mô típ cổ điển.

Mèo cũng có thể nhìn thấy trong bóng tối và sẽ chiến đấu với cảm giác lo sợ hoặc sẽ trừng trị bất kỳ linh hồn ma quỷ có ý định xấu đối với thành công. Vì ngoại hình khác thường và những giai thoại về tập tính ăn uống của mình, mèo đen được nhiều quốc gia như Ấn Độ, Trung Quốc, Nhật Bản, Myanmar, Thái Lan gắn liền với những chuyện kể ma quái, quỷ mị. Nhiều nơi, mèo đen được gọi là linh miêu, nhiều người cho rằng chúng là loại mèo ma sinh ra từ một con mèo cái đen tuyền và một con rắn hổ mang chỉ ăn thịt cóc. Câu chuyện thường gặp trong dân gian về mèo đen, đó là nó thường mang điềm báo kinh hoàng, dự đoán được cái chết đang đến gần đối với ai đó.
Một bức tranh ra đời vào những năm cuối của thế kỉ 16 tại Anh, minh họa một nữ phụ thủy đang cho gia đình của mình dùng bữa ăn sau khi biến họ thành các con vật xấu xí. Một số nhà sử học tin rằng đây là giai đoạn tiền Kito giáo, hình ảnh loài mèo gắn liền với ma thuật càng được phổ biến rộng rãi. Tại Pháp, người ta tạo ra biệt từ “chatoyer” để so sánh đôi mắt phát sáng của mèo trong màn đêm như là đốm lửa dưới địa ngục. Những người hành nghề phù thủy được tin rằng có khả năng biến hóa thành mèo, cưỡi mèo và thậm chí nuôi mèo con bằng chính sữa từ ngực mình. Trong thời kì này, mèo cũng được dùng như hình ảnh ẩn dụ về tình dục và các mối quan hệ yêu đương không hợp pháp, Kito giáo đề cập mèo như là đại diện của những con người lười biếng và đầy nhục dục.
Dân gian quan niệm rằng mèo vào nhà xui. Nếu con mèo nhà tự nhiên dùng chân chùi mặt, cào móng lên tai ba lần thì đó là dấu hiệu có khách quý sắp đến nhà. Mặc dù có câu “mèo đến nhà thì khó” nhưng nếu là mèo đen hoặc con mèo lông xám tro thì lại là điềm lành, riêng về mèo trắng vào nhà thì nhiều người cho rằng đó là điều đáng e ngại, nghi ngờ sắp xảy ra nên cẩn thận. Tại Scotland, một con mèo đen lạ vào nhà sẽ đem theo sự thịnh vượng cho gia chủ. Các thủy thủ tại Anh lại tin tưởng sự may mắn mà chú mèo sẽ đem lại cho con tàu của họ, đặc biệt là mèo đen, những người vợ thủy thủ cũng nuôi mèo ở nhà, với hy vọng chúng sẽ bảo vệ người chồng của họ trên biển. Trong thần thoại Phần Lan, mèo lại đóng vai trò dẫn dắt những linh hồn người chết xuyên qua thế giới ngầm đầy cạm bẫy nguy hiểm để đến được cuộc sống mới. Người ta chỉ ưa chuộng mèo trắng bởi quan niệm mèo đen là hiện thân của quỷ dữ. Trong thần thoại Nhật Bản, bất cứ con mèo nào khi chết đi đều trở nên nguy hiểm bởi linh hồn của chúng sẽ trở về dương gian và biến thành hình dạng con người, đặc biệt là hình dạng của những người phụ nữ đã giết chúng. 

### Con chuột
Trong 12 con giáp, Tý (chuột) là linh vật đứng đầu, khởi tạo một chu kỳ thời gian mới. Ý nghĩa đó gần giống với biểu tượng cho sự tái sinh của chuột ở một số nền văn hóa khác. Trong thần thoại Hy Lạp, thần chữa bệnh Asclepius khởi thủy là thần chuột, đã sáng tạo mô hình mê cung từ hang của mình. Hệ biểu tượng về chuột ở người Hy Lạp có tính nước đôi vừa là sự phá hoại, vừa là bảo vệ khỏi sự phá hoại và trong văn hóa Ấn Độ với truyền thuyết một thần chuột là con của thần Rudra vừa phát tán bệnh dịch vừa có khả năng chữa bệnh. Thời Hy Lạp cổ đại cho thấy nhiều bộ lạc đã coi chuột là vật tổ (totem), dùng tên chuột để đặt tên thị tộc, lấy hình ảnh chuột làm biểu tượng cho cộng đồng hoặc in trên đồng tiền. Song những nguy hại khủng khiếp mà loài chuột gây ra cho người châu Âu, các cơn đại dịch khiến chúng mất dần địa vị và sự tôn thờ trong văn hóa phương Tây.

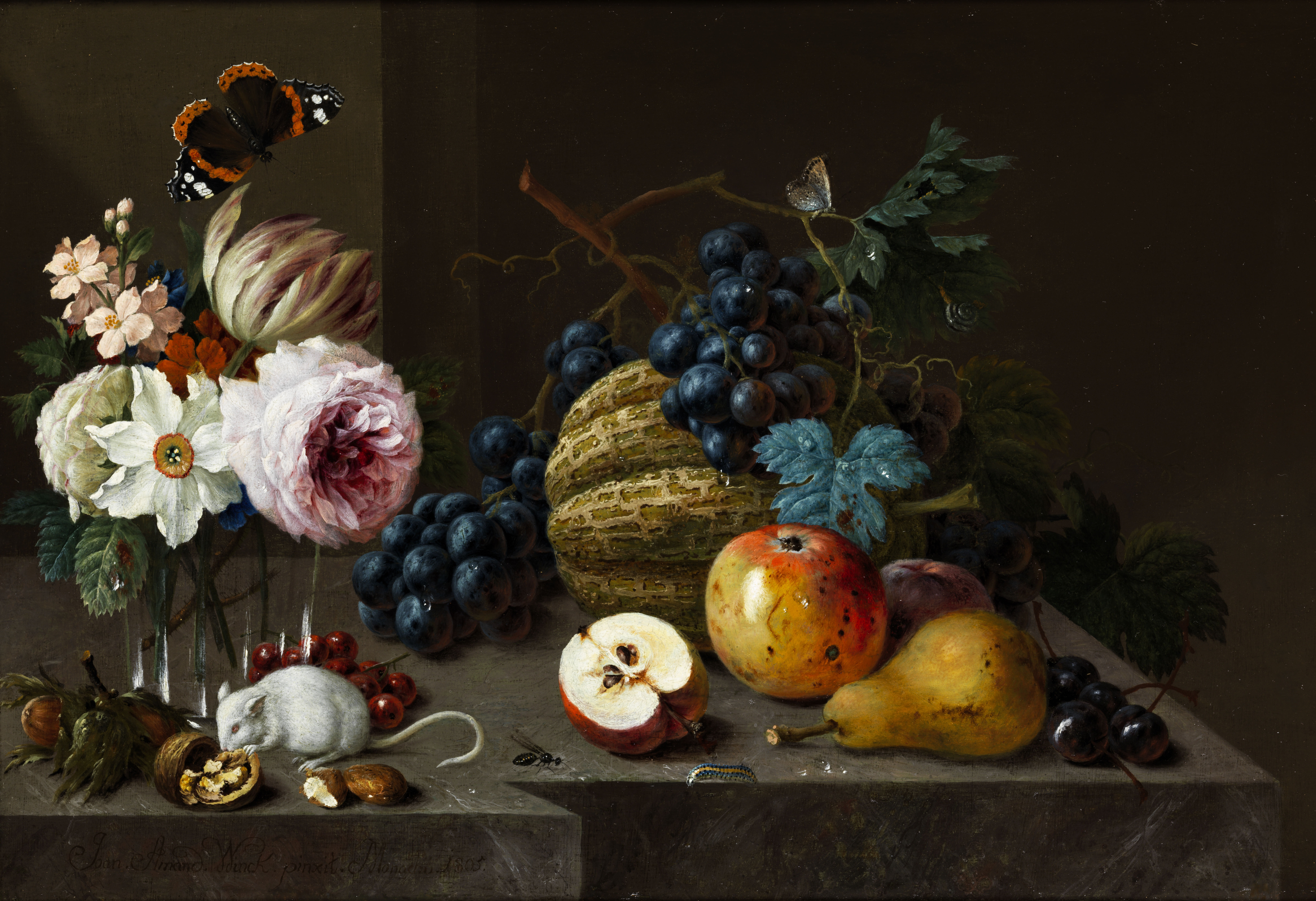
Họa phẩm về chú chuột trên bàn tiệc, theo quan niệm, ở đâu có chuột là ở đó có thức ăn

Tính chất nước đôi, phong phú trong văn hóa, tín ngưỡng, tôn giáo cho thấy chuột là một trong những loài vật đồng hành với nhân loại từ thuở sơ khai. Do những đặc tính loài, chuột vừa khiến con người sợ hãi, ghét bỏ, vừa được con người tôn quý, thờ phụng. Từ biểu tượng văn hóa, hình ảnh chuột đã dịch chuyển, khúc xạ vào đời sống con người. Nó chuyên chở nhiều biểu trưng độc đáo, thú vị trong ngôn ngữ và văn hóa nhân loại, trở thành chủ đề được không ít nhà văn quan tâm khai thác. Trên thế giới, so với các loài vật khác, mặc dù chuột ít khi được lựa chọn làm nhân vật trung tâm trong văn học, song không vì thế mà hình tượng này trở nên ít đặc sắc. Trong văn học viết, hình tượng chuột cũng xuất hiện khá nhiều với những màu sắc đa dạng. Biểu tượng chuột đã nối kết những kí ức văn hóa nhân loại với cuộc sống.
Là những chủng loài tàn sát và hủy diệt các loài bản địa trong quá trình du nhập, chuột và người là những kẻ đồng hành trên những dấu chân chết chóc. Nếu như người phương Tây thường tỏ ra sợ hãi chuột, xem chúng là những sinh vật gớm ghiếc, thì loài chuột đối với người Việt Nam vừa sợ lại vừa thân quen, vừa là kẻ thù nhưng cũng là biểu tượng cho sự sinh sôi nảy nở hay khát vọng đấu tranh của những người bị trị. Tư tưởng tôn trọng sinh mệnh tự nhiên và những dấu ấn văn hóa Totem thờ động vật, ngay cả những động vật gây hại cho đời sống con người đã trở nên quen thuộc, giống như tổ tiên người Việt từng thờ rắn, thờ hổ, thờ cá sấu, thờ thuồng luồng. Trong nền văn hóa phương Đông, trong đó có Việt Nam, chuột là con giáp đứng đầu tiên chứ không phải hổ, rồng, rắn là những động vật đầy sức mạnh hoặc mang tính huyền thoại, hay là trâu và ngựa là những con vật đầy cương mãnh và sức sống.
Các dân tộc, cộng đồng được ghi nhận là có sự đề cao, trân trọng, tôn sùng loài chuột như dân tộc Kammu ở miền bắc Thái Lan, người Indonesia, người Nhật Bản, người Ấn Độ, chuột giữ một vị trí đáng kể trong tín ngưỡng, tôn giáo người Ai Cập cổ đại, cộng đồng thổ dân Trung Mỹ (Toltec, Aztec, Maya), người Inca cổ ở Nam Mỹ, nhiều nơi ở châu Phi, tín ngưỡng thờ chuột được cho là ra đời ở Hi Lạp cổ đại. Trong một vài trường hợp, chuột có thể trở thành hóa thân của trẻ em, cũng là dấu hiệu của sự sung túc, thịnh vượng. Ở Nhật Bản, chuột là bạn của Daikoku, thần của sự giàu có. Một số vùng ở Sibir (Xibia) cũng có cách hiểu về biểu tượng sung túc của chuột gần như vậy. Người Trung Hoa là dân tộc gắn cho loài chuột nhiều màu sắc, khắp mọi miền văn hóa đều có dấu ấn của chuột. Trong văn hóa Hán, chuột được xem là biểu tượng của sự trung thực, lòng vị tha, óc cầu tiến, tính cách dễ dãi và sự hào phóng.

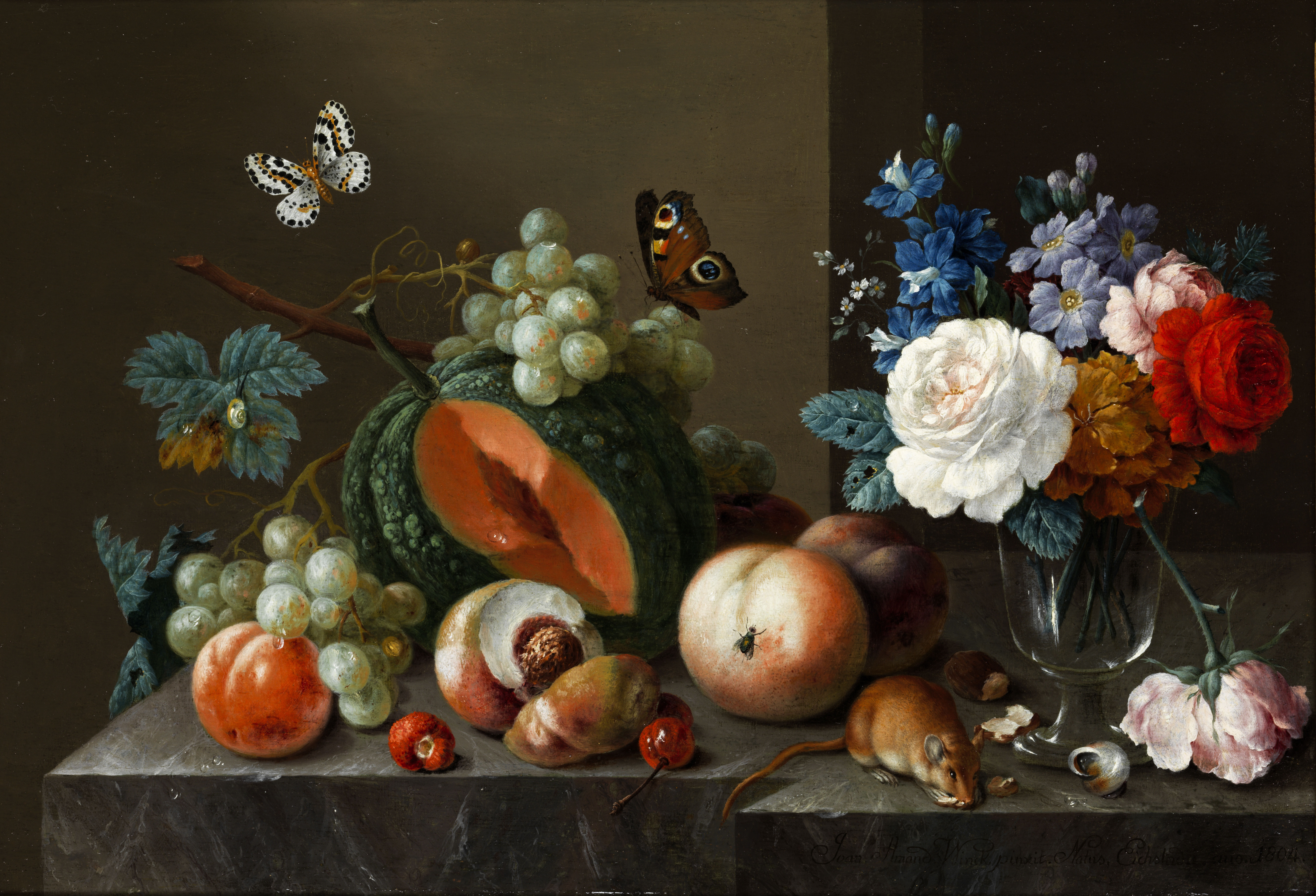
Họa phẩm Tây phương về chú chuột

Trong rất nhiều nền văn hóa trên thế giới, loài chuột được coi là biểu tượng của những điều xấu xa, ti tiện, đặc biệt là trong văn hóa phương Tây. Nhưng văn hóa Trung Hoa là ngoại lệ khi dành cho con chuột nhiều điều tốt đẹp. Theo quan niệm truyền thống của người Trung Hoa, chuột được xem là biểu tượng của sự trung thực, lòng vị tha, óc cầu tiến, trí thông minh, tính cách dễ dãi và sự hào phóng. Đây cũng là con vật đứng đầu trong 12 con giáp. Do có khả năng sinh sôi nảy nở rất nhanh, người Trung Hoa cũng coi con chuột là biểu tượng cho sự thịnh vượng, phát đạt trong cuộc sống, thể hiện qua hình tượng con chuột ngậm tiền hoặc chuột nằm trên đống vàng xuất hiện khá phổ biến trong hội họa và điêu khắc truyền thống Trung Hoa. Chỉ có hai loài vật được người Trung Quốc gọi kèm danh xưng “Lão” ngụ ý kính trọng là chuột (lão thử) và hổ (lão hổ).
Trong kho tàng văn hóa dân gian của cộng đồng người Hoa ở Việt Nam nói chung và ở Chợ Lớn nói riêng thì loài chuột với bản chất thông minh, tinh ranh, tiêu biểu cho sự sung túc, thịnh vượng, được ưu ái đứng đầu trong 12 con giáp và trở thành một linh vật tạo cảm hứng sáng tạo cho các nghệ nhân người Hoa chế tác tượng chuột phong thủy (tượng thú nhỏ). Theo quan niệm dân gian người Hoa, trong âm dương Ngũ hành, thì con chuột thuộc hành Thủy, do đó việc bày tượng chuột phong thủy tại gia sẽ thể hiện mong ước, khát vọng có sự bắt đầu mới và sự phát triển trường tồn bền vững, dù rằng chuột là con vật tuy nhỏ bé, nhưng lại đứng đầu trong bộ 12 con giáp, là biểu tượng của sự nhanh nhẹn, tinh ranh, thông minh, nhạy bén, linh hoạt, giỏi kiếm ăn, biết thừa cơ ứng biến, tính toán kỹ lưỡng trước khi hành động, trong phong thủy tượng linh vật chuột được cho có khả năng đối phó khéo léo với tình huống.
Trong tác phẩm "The Adventure of the Sussex Vampire" có chi tiết về một sinh vật là con chuột khổng lồ bí ẩn ở đảo Sumatra (the Giant Rat of Sumatra) xuất hiện trong một tác phẩm của nhà văn trinh thám Sir Arthur Conan Doyle. Theo các nhà nghiên cứu văn học, dúi má vàng chính là nguyên mẫu của sinh vật này. Dúi hay chuột dúi, chuột tre là một nhóm các loài gặm nhấm sống ở vùng đồi núi, chuyên ăn thực vật, có ngoại hình gần với chuột, trong đó, dúi má vàng hay dúi má đào (Rhizomys sumatrensis) là loài dúi có kích thước lớn nhất, Loài "chuột khổng lồ" này dài từ 40–50 cm, nặng từ 3–4 kg, chúng có thể to hơn cả một con mèo nhà trưởng thành nên với ngoại hình của mình, dúi má vàng không có gì phải ngại khi đối đầu với mèo như nhiều họ hàng nhỏ bé của chúng. Ở một số nơi của Việt Nam như Đắk Nông, Sơn La thì những con dúi là đối tượng nuôi giúp tăng thu nhập, thịt dúi thuộc diện món ăn đặc sản mà theo như cách gọi của người dân thì những con dúi này là loài thú biết ăn xương trâu, bò, ăn cỏ voi, tre, nứa như ranh, không cần uống nước, sống trong bóng tối, không thích tiếng ồn, không chịu được nhiệt độ nóng.

### Con ngựa

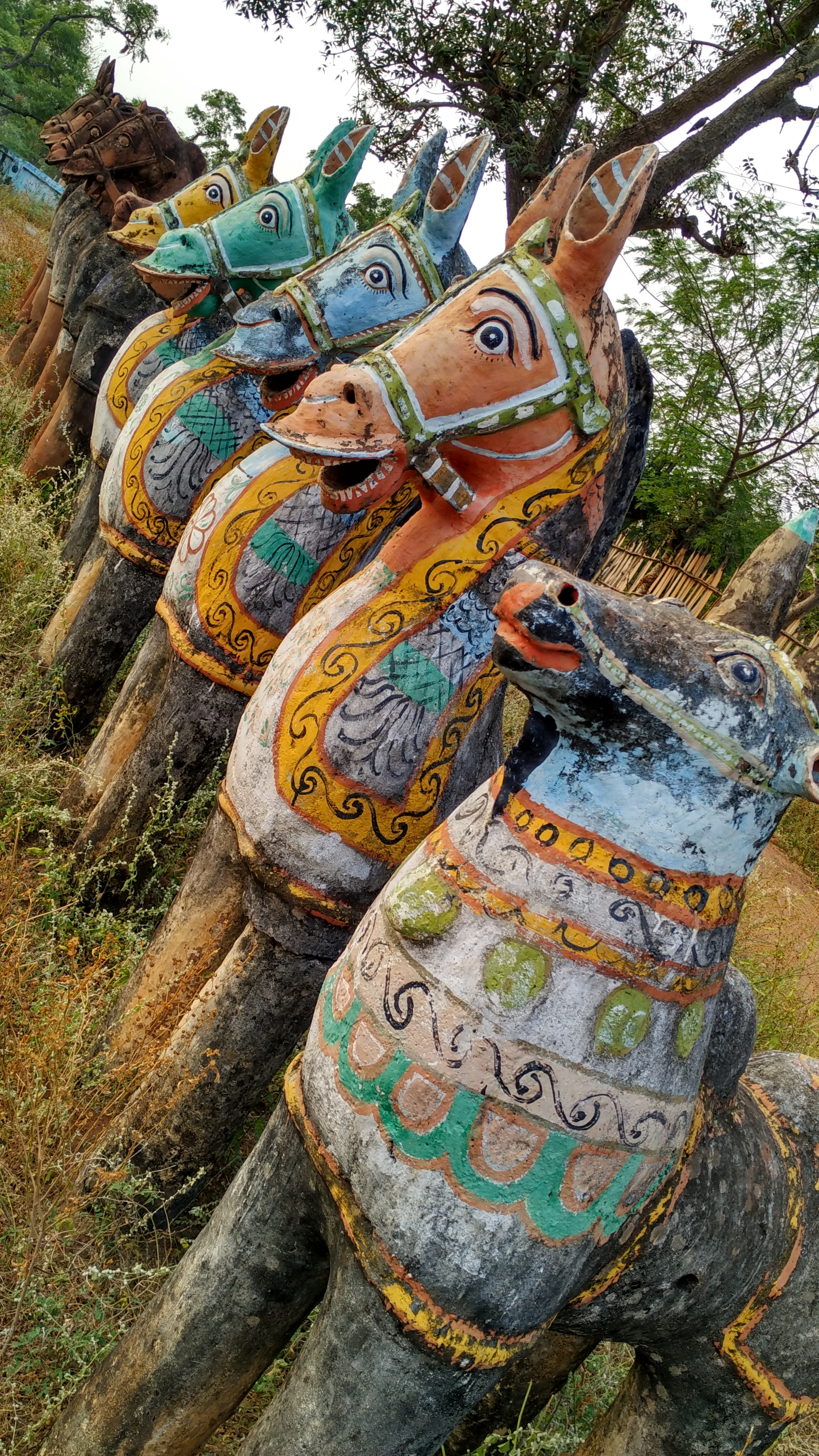
Tượng gốm ngựa để thờ cúng ở Tamilnadu thuộc Ấn Độ

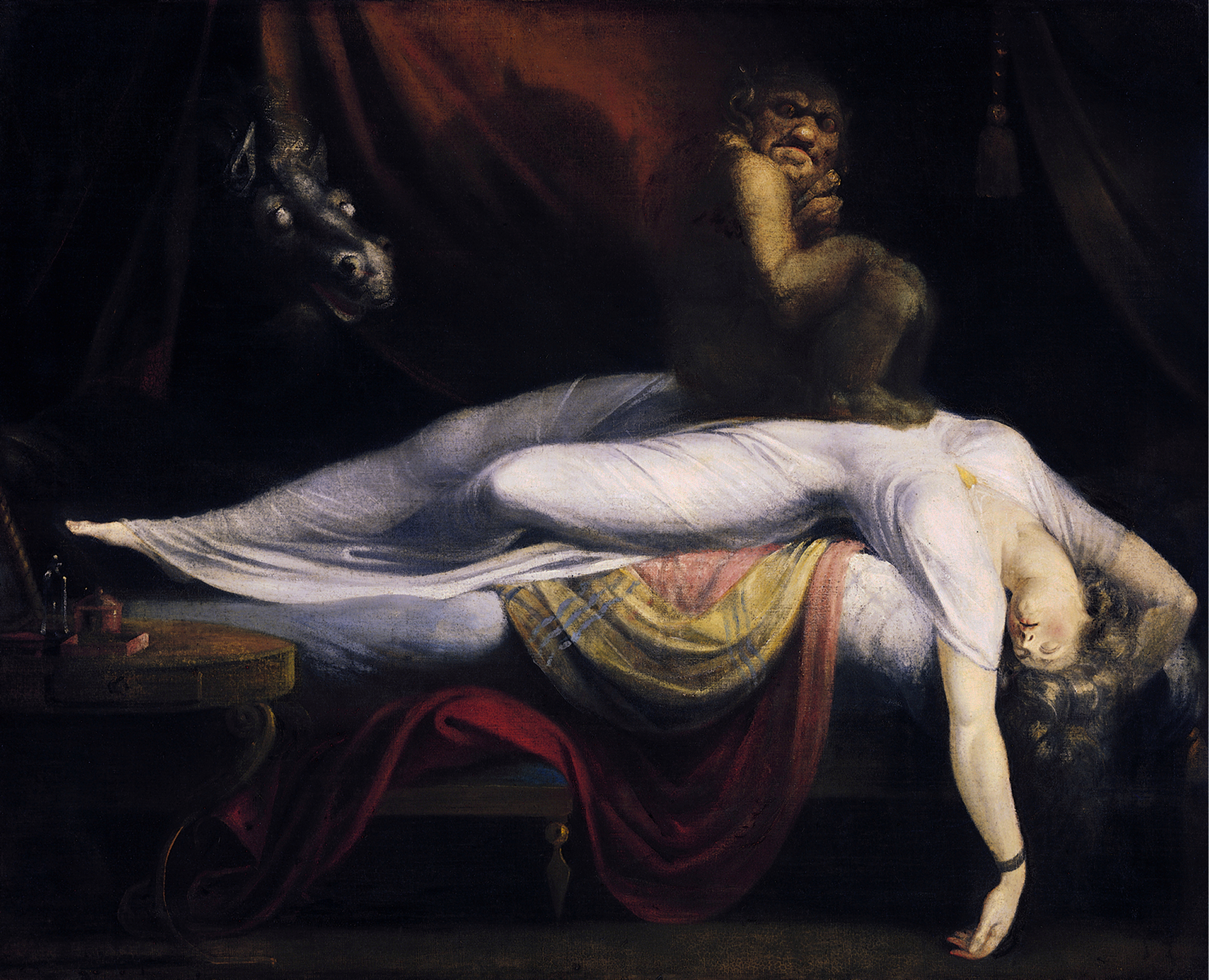
Tranh vẽ về cơn ác mộng, trong đó có một con ngựa cái lông đen

Ngựa đã là loài vật gắn bó với con người, bởi đó là phương tiện di chuyển chủ yếu thời đó, đồng thời nó cũng loài vật duy nhất được đưa ra chiến trận và có vai trò quan trọng trên sa trường. Bên cạnh chiến binh, ngựa được coi là chiến mã, tượng trưng cho sự dũng cảm, thần tốc và lòng kiêu hãnh, nhiều võ tướng, hiệp sĩ luôn được tái hiện dũng mãnh và sinh động trong hình ảnh cưỡi ngựa xông pha trận mạc, ngựa còn được sử dụng rất nhiều khi binh lính ra trận. Những vị danh tướng trong các truyền thuyết luôn có ngựa hay cùng nhau vào sinh ra tử, xông pha trận mạc.
Ngựa gắn bó với con người, giúp thồ hàng (ngựa thồ), kéo xe (ngựa kéo), là phương tiện di chuyển ở những vùng khó khăn, hiểm trở. Nên người dân coi đó là biểu tượng của lòng trung thành, sự kiên trì, cần mẫn. Trong cuộc sống đời thường, ngựa giúp con người lao động, làm những việc nặng nhọc như thồ hàng, kéo xe, thậm chí bần cùng, ngựa có thể thay trâu bò kéo cày. Ngựa chuyên dùng để di chuyển ở những nơi hiểm trở, khó đi nên ngựa đối với người phương Đông còn là biểu tượng của lòng trung thành, sự kiên trì, nhẫn nại, cần mẫn, hình ảnh về con ngựa đại diện cho những điều tốt đẹp trong cuộc sống.
Khi xe cơ giới chưa ra đời thì con ngựa là phương tiện di chuyễn nhanh nhất. cho nên từ “Thiên lý mã” để chỉ những con ngựa chạy nhanh nghìn dặm, phi ngựa là cưỡi ngựa chạy như bay. Ngày nay xe cơ giới đã phát triển đến trình độ rất cao nhưng người ta vẫn lấy sức ngựa (Mã lực viết tắt là HP-tiếng Anh là Horse power) làm tiêu chuẩn tính sức mạnh của động cơ. Loài động vật này là biểu tượng cho sự trung thành và tận tụy, đồng thời là biểu tượng cho tài lộc và thành công. Xuất phát từ đặc điểm tự nhiên của loài ngựa mà hình tượng con ngựa luôn đại diện cho những gì đẹp đẽ.
Ngựa vừa có dáng vẻ đẹp đẽ, tính cách mạnh mẽ, sức lực sung mãn, vừa có đức tính trung thành, tình nghĩa thủy chung. Người ta nhìn nhận hình ảnh về con ngựa dựa trên nguồn gốc trong lịch sử, những câu chuyện có thật trong truyền thuyết, trong sự hiện hữu của chúng trong thiên nhiên và đời sống hàng ngày. Ngựa đã có mặt một cách sinh động nơi văn chương, hội họa, âm nhạc, điêu khắc, kiến trúc. Trong điêu khắc, hội họa, nhiếp ảnh, hình ảnh những chú ngựa phi nước đại cũng thường xuyên trở thành đề tài sáng tác bởi hình ảnh này rất truyền cảm hứng, tạo ra ấn tượng mạnh mẽ về sự dũng mãnh, khí thế.
Ở phương Tây, ngựa là yếu tố thủy tính, trong bốn yếu tố, nước là yếu tố thường được tìm thấy nhất liên quan đến con ngựa, cho dù con vật được ví như một sinh vật sống dưới nước mà phương Đông hay gọi là thủy thú, hình dạng phổ biến nhất của chúng trong mỹ thuật và hội họa phương Tây là một con ngựa xám đen, trắng hoặc xám rất đẹp, có vẻ như bị lạc bơ vơ ngơ ngác và đang đứng ở mép nước nơi nó gặm cỏ lặng lẽ, nhưng bên trong nó là một con quái vật và vượt xa mọi truyền thuyết, trí tưởng tượng thường liên tưởng đến những con ngựa với những con sóng xô bờ.
Ngựa thủy sinh (Kelpie, Aughisky, Bäckahäst) thường được xem là có yếu tố thần tiên, siêu linh, kỳ ảo vẫn được nhắc đến trong văn hóa dân gian của nhiều nước Tây Âu, chúng có chung một mối quan hệ gắn với nguyên tố nước cũng như có một vẻ đẹp mê hoặc không thể cưỡng lại được. Một số sinh vật lốt ngựa được biết là rất nguy hiểm vì thói quen dụ dỗ con người muốn cưỡi lên thân thể chúng, sau đó từ từ dìm chết họ, hoặc thậm chí ăn thịt họ, đây chính là sự ẩn dụ của sự cám dỗ nhục dục, “vẻ ngoài lừa dối” khiến người ta chìm đắm, nó trở thành nguyên mẫu cho những “con ngựa của cái chết”.
Theo quan niệm của người phương Đông, ngựa tượng trưng cho tính dương, đại diện cho hành Hỏa trong Ngũ hành, ở một số quốc gia, ngựa tượng trưng cho mặt trời tỏa sáng. Con Ngựa cũng được cho là có thể mang lại phương pháp hữu hiệu cho doanh nghiệp của và giúp nuôi dưỡng một danh tiếng tốt. Trong phong thủy, con ngựa, đi bộ hoặc chạy, lại có ý nghĩa tập trung năng lượng của một người vào con đường của thành công hay nổi tiếng. Tuy nhiên, nó cũng có thể mang lại năng lượng dương quá mức, do nó gắn với yếu tố lửa, vì vậy để cân bằng nó, hãy dùng nó với một biểu tượng năng lượng âm. Đặt hai con ngựa cùng nhau để tạo ra một quan hệ đối tác mạnh mẽ trong kinh doanh hoặc hôn nhân. Ngựa phải đối mặt với cửa hoặc cửa sổ. Một con ngựa được đặt ở góc phía tây nam của căn phòng sẽ tiếp sinh lực may mắn trong các tình huống xã hội.

### Con khỉ

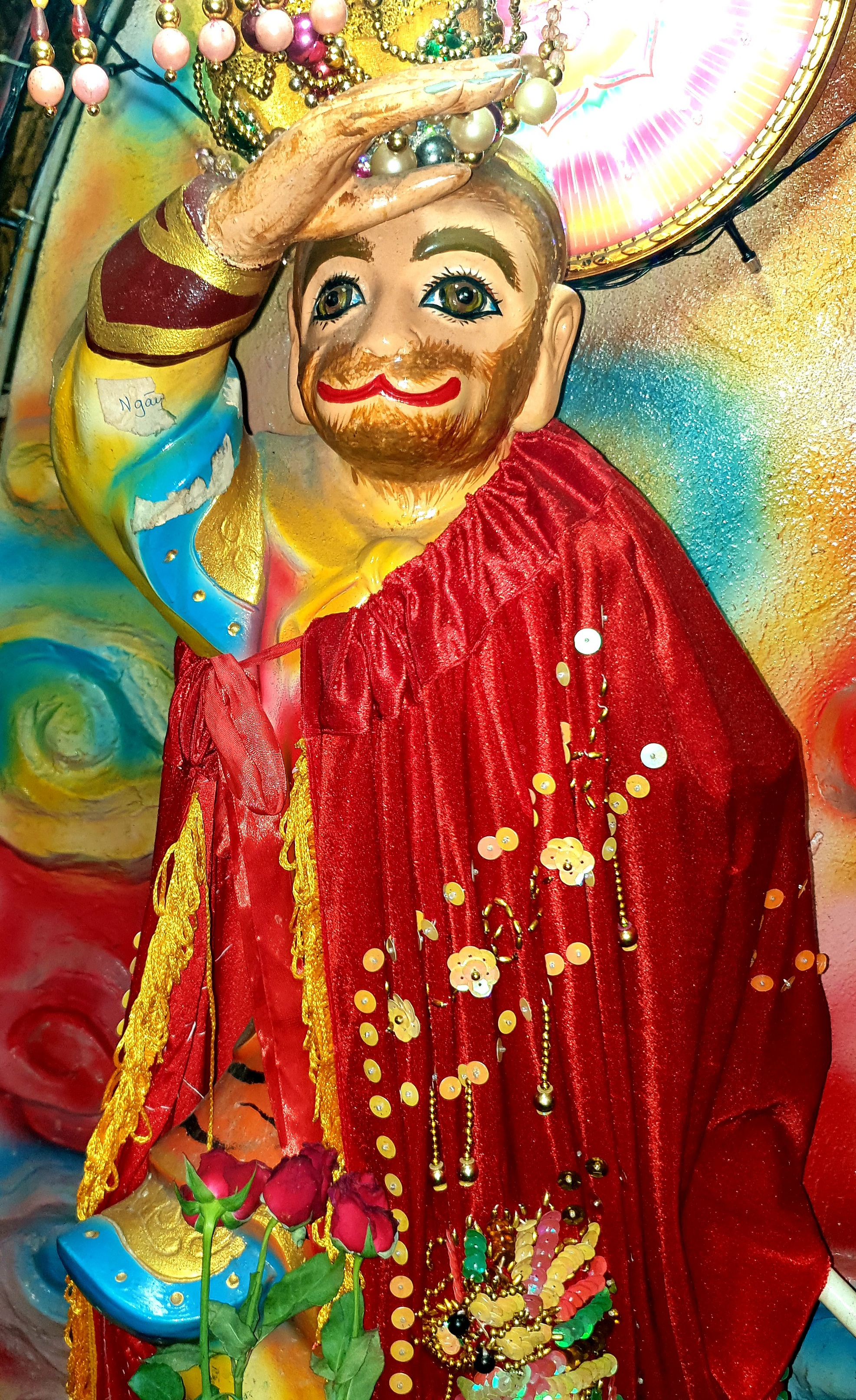
Tượng thờ Tề Thiên ở Miếu bà Bình Long, từ hình tượng văn học, con khỉ Tôn Ngộ Không đã được cộng đồng người Hoa và cư dân địa phương thờ cúng, nhang khói

Khỉ và họ hàng của khỉ như vượn, đười ươi, khỉ đột, voọc đã hiển hiện và gắn bó với con người có thể phân biệt rạch ròi giống loài này. Trong Phương Đông, khỉ là một trong 12 con giáp (Thân) tượng trưng cho tâm tính của con người. Ở phương Tây, có hình tượng con khỉ đột trong văn hóa đại chúng (King Kong). Phim Kingkong đầu tiên xuất hiện vào năm 1933. Từ đó đến 2005 có rất nhiều phim chủ đề này như “King kong”, “Con của Kingkong” (Son of Kingkong), Quái thú quyết chiến với Vua khỉ đột” (Kingkong vs Godzilla) từ đó hình tượng con khỉ đột khổng lồ đã trở nên quen thuộc qua màn ảnh.
Trong nền văn hóa phương Tây, hình ảnh con khỉ xuất hiện khá mờ nhạt bên cạnh các con vật thần thoại như nhân mã, nhân sư, mỹ nhân ngư. Theo văn hóa phương Tây thì con Khỉ gần như không có ý nghĩa tâm linh như phương Đông, hầu như phương Tây ít ai tôn sùng loài Khỉ, nhưng có trường hợp đặc biệt là tại nước Nga, vùng Latvia có họa sỹ Sergey Dyomin đã dám trêu tức giáo hội Chính thống Giáo khi vẽ các vị Thánh của Giáo Hội là những con Khỉ (Holy Monkeys) như tác phẩm Khỉ Xanh (Blue Monkey), Những con Khỉ Chính thống giáo (Othodox Monkeys), đây là trường hợp đặc biệt, hiếm thấy.
Ở Ấn Độ, theo sử thi Ramayana của nước này, con Khỉ Hanuman rất được tôn sùng ở những nước theo đạo Bà La Môn. Thần khỉ Hanuman là một nhân vật trong thần thoại Hindu được kể lại trong sử thi Ramayana của Ấn Độ. Trong sử thi huyền thoại này, Hanuman đã giúp đỡ cho người anh hùng Rama trong cuộc chiến chống lại vua quỷ Ravana. Thần khỉ Hanuman là nhân vật trung tâm trong hai bộ sử thi vĩ đại và lừng danh của Ấn Độ là Ramayana và Mahabharata. Các đền thờ khắp nước Ấn Độ đều có hình ảnh Hanuman, vị thần khỉ nổi tiếng với vũ khí là quả chùy (gada) với sức mạnh ngàn cân, thần khỉ Hanuman còn là biểu tượng của lòng dũng cảm.
Thần khỉ Hanuman rất sùng bái người bạn của mình là Rama (vị vua anh hùng được kể trong sử thi Ramayana), và cũng được Rama thương yêu nhất, nên có khi người ta vẽ Hanuman với hình Rama xăm trên ngực. Rama được coi là hóa thân của Vishnu, là Đấng bảo tồn trong quan niệm Trimurti của Ấn giáo. Trong cuộc chiến đấu giữa vua Rama anh hùng và quỷ Ravana, thì Hanuman là người phụng sự vua đắc lực nhất, trung thành với vua nhất. Thần khỉ Hanunan được đạo Hindu (Ấn Độ giáo) tôn thờ. Hanuman là vị tướng Khỉ rất giỏi, giữ vai trò tiên phong của Hoàng tử Vì Hanuman là con Khỉ màu đen có tài thao lược giỏi giang, cừ khôi, cho nên được người xưa phong danh hiệu là Hắc Hầu Vương.
Một môn võ lợi hại ra đời có tên là hầu quyền đã bắt nguồn từ thời kỳ cuối của xã hội nguyên thủy, những điệu "múa khỉ" (hầu vũ) là mô hình thu nhỏ của dạng vận động của môn võ hầu quyền một môn phái hình ý quyền mô phỏng động tác nhanh nhẹn, múa may, nhảy nhót linh hoạt của loài các khỉ, nhất là kỹ thuật thủ pháp và di chuyển, hầu quyền ảnh hưởng từ hình tượng thần thông võ nghệ của nhân vật Tôn Ngộ Không với tuyệt chiêu đánh gậy Như ý (Kim Cang Bổng). Trong môn võ hầu quyền mô phỏng động tác của các loài khỉ với đặc điểm chung đều là nhẹ nhõm linh hoạt, hình tượng, đưa kỹ thuật của võ thuật vào dạng khỉ. Sau này Hầu quyền trong bài múa có rời động, nhòm ngó, xem đào, leo vít, hái đào, leo cành, làm liều, giấu đào, ngồi xổm, ăn đào, mừng rỡ kinh sợ, vào động đều do các động tác của khỉ vượn mà tập hợp lại rồi thành các động tác phân hóa thêm trong quyền thuật. Hình thái động tác có thể khái quát là cương, nhu, nhẹ nhàng, linh hoạt, mềm mại, khéo, nấp, né, vươn, co. Thủ pháp (đòn tay) thì có tóm, duỗi, chọn, cắt, giảo (hoạt), bắt, khép, đẩy. Thoái pháp có quấn, dậm, tạt, bật là các đòn chân. Về khí giới thì gồm các bài múa hầu côn, hầu kiếm.

## Các loài chim

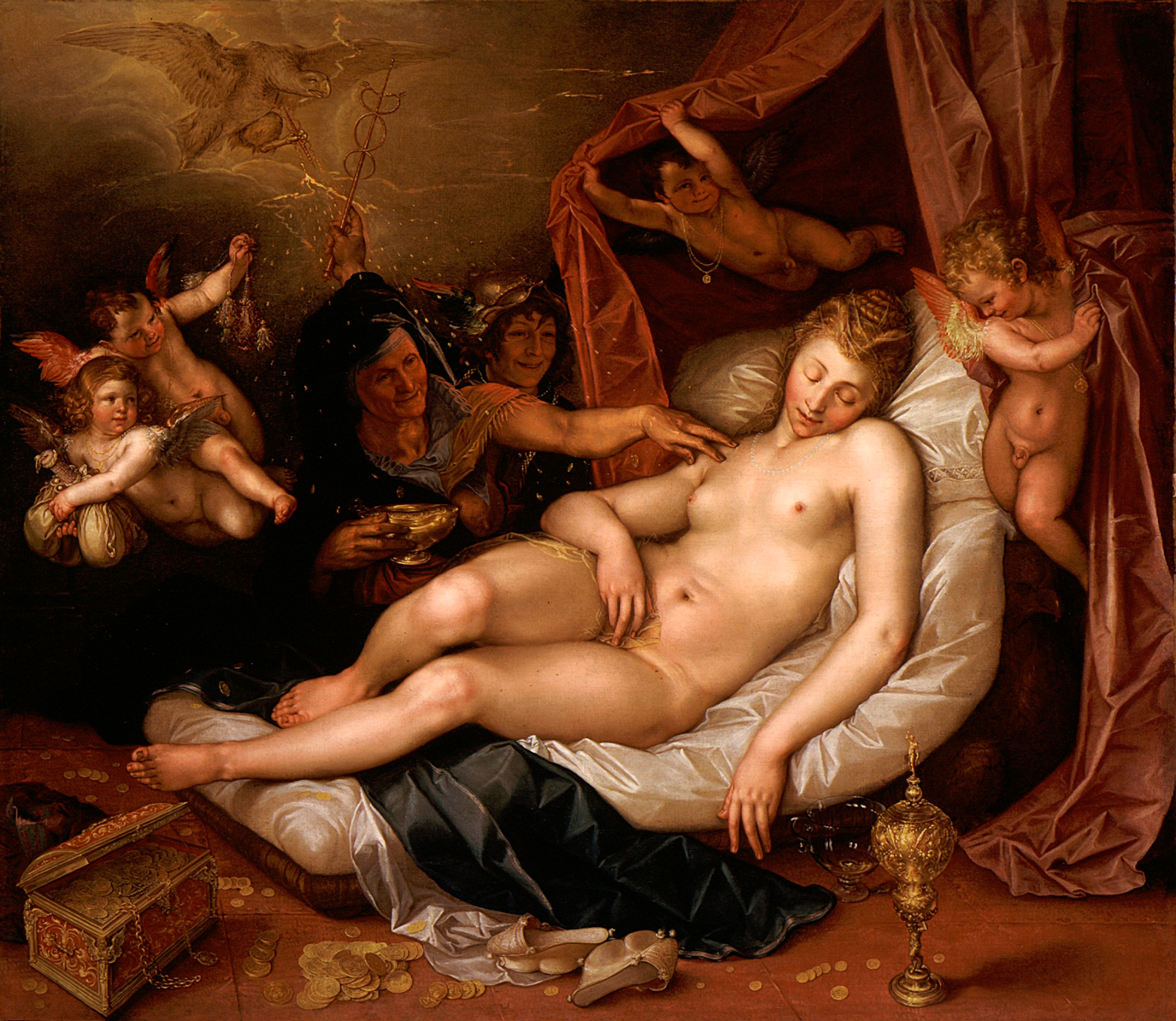
Hội họa phương Tây về các vị Thiên sứ nhỏ với đôi cánh chim đang bay quanh một phụ nữ, đôi cánh trắng của các thiên thần là đặc trưng của loài chim

Chim muông là các loài thường thấy, dễ bắt gặp nên con người đã có mối quan hệ với chúng kể từ buổi bình minh của loài người. Các loài chim thuần hóa được nuôi để lấy thịt và trứng, được gọi là gia cầm, vốn là nguồn cung cấp protein động vật chính yếu cho con người ăn. Thịt gà chiếm phần lớn lượng gia cầm tiêu thụ của con người, mặc dù thịt gà tây, thịt vịt và thịt ngỗng nhà cũng tương đối phổ biến. Trong lịch sử, con người từ việc săn bắt các loài điểu cầm hoang dã đã chuyển sang chăn nuôi gia cầm với quy mô ngày càng lớn và hiện đại để thỏa mãn nhu cầu thức ăn của con người.
Các loài chim đóng vai trò nổi bật và đa dạng trong tôn giáo và thần thoại. Trong tôn giáo, các loài chim có thể đóng vai trò là sứ giả mang đến sứ điệp của một vị thần, chẳng hạn như Giáo phái Makemake, chúng cũng có thể là biểu tượng tôn giáo, bản thân các loài chim đã được thần thánh hóa, như trong trường hợp của loài công. Trong các tranh ảnh, di chỉ tôn giáo được lưu giữ từ các đế chế Inca và Tiwanaku, các loài chim được miêu tả cụ thể trong quá trình vượt qua ranh giới giữa các thế giới tâm linh trần gian và dưới lòng đất, chúng như có năng lực tương linh. Các dân tộc bản địa của vùng trung tâm Andes vẫn truyền tai nhau truyền thuyết về các loài chim bay đến và đi từ thế giới siêu hình.
Các loài chim đã xuất hiện trong văn hóa và nghệ thuật từ thời tiền sử, khi chúng được thể hiện trong các bức tranh hang động thời nguyên thủy và sau này là những tác phẩm nghệ thuật trung đại, đương đại, cận đại. Các loài chim sau đó được sử dụng như biểu tượng của quyền lực, như chiếc Ngai Công lộng lẫy của các hoàng đế Mughal và Ba Tư. Nhận thức về các loài chim khác nhau giữa các nền văn hóa. Những loại chim được biết đến như mang điềm may mắn như chim phướng, chim sáo, chim thợ rèn, chim cu gáy thì còn có những loài chim chuyên gieo rắc tai ương, bệnh tật. Trong huy hiệu, các loài chim, đặc biệt là đại bàng, thường xuất hiện với tần suất khá cao. Một số loài chim (gồm cả gia cầm) có tính biểu tượng và đi vào văn hóa truyền thống (dưới đây chỉ giới thiệu một số loài chim, gia cầm, để biết đầy đủ xin xem các bài chi tiết) có thể kể đến như:

### Con gà
Ý nghĩa hình tượng con gà trong các nền văn hoá rất phong phú và đa dạng trong đó, ý nghĩa phổ biến nhất là biểu tượng của Mặt trời, dấu hiệu ngày mới bắt đầu, gà còn có ý nghĩa biểu tượng của gà là niềm tự hào, sự trung thực, lòng can đảm, tính cảnh giác, kiêu hãnh. Con gà trống, hiện diện trong nhiều nền văn hóa phương Đông và phương Tây, là vật nuôi được con người thuần hóa từ lâu trong lịch sử, gắn bó với cuộc sống con người, nhất là trong tôn giáo và thần thoại. Từ thời cổ đại, gà đã là loài vật linh thiêng trong nhiều nền văn hóa, gắn chặt với nhiều hệ thống tín ngưỡng, hoạt động thờ cúng tôn giáo như là lễ vật. Theo quan niệm dân gian của nhiều nước Á Đông, gà cúng là vật phẩm cúng lễ không thể thiếu để kính dâng lên tổ tiên, thần thánh. 

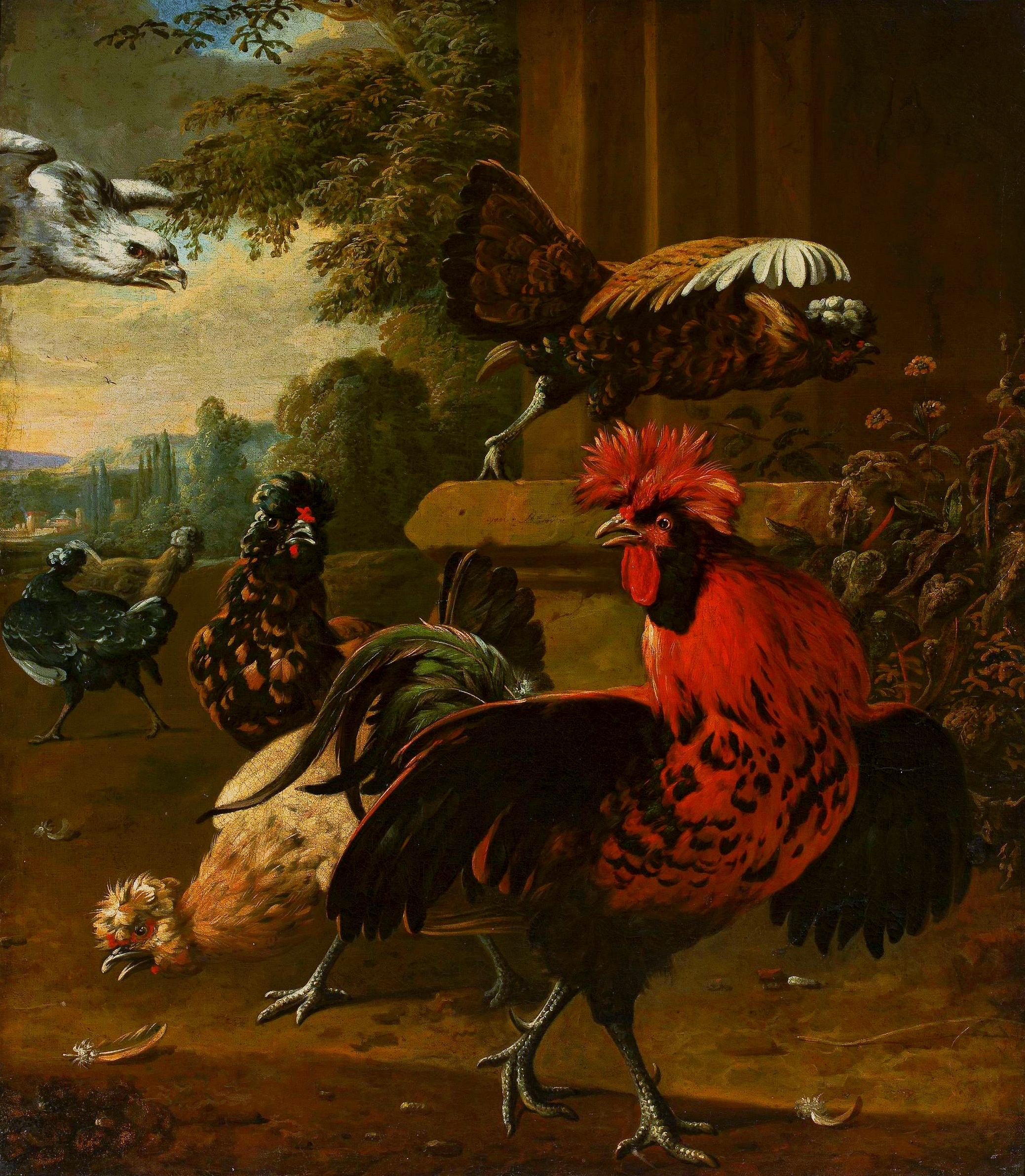
Họa phẩm phương Tây về đàn gà

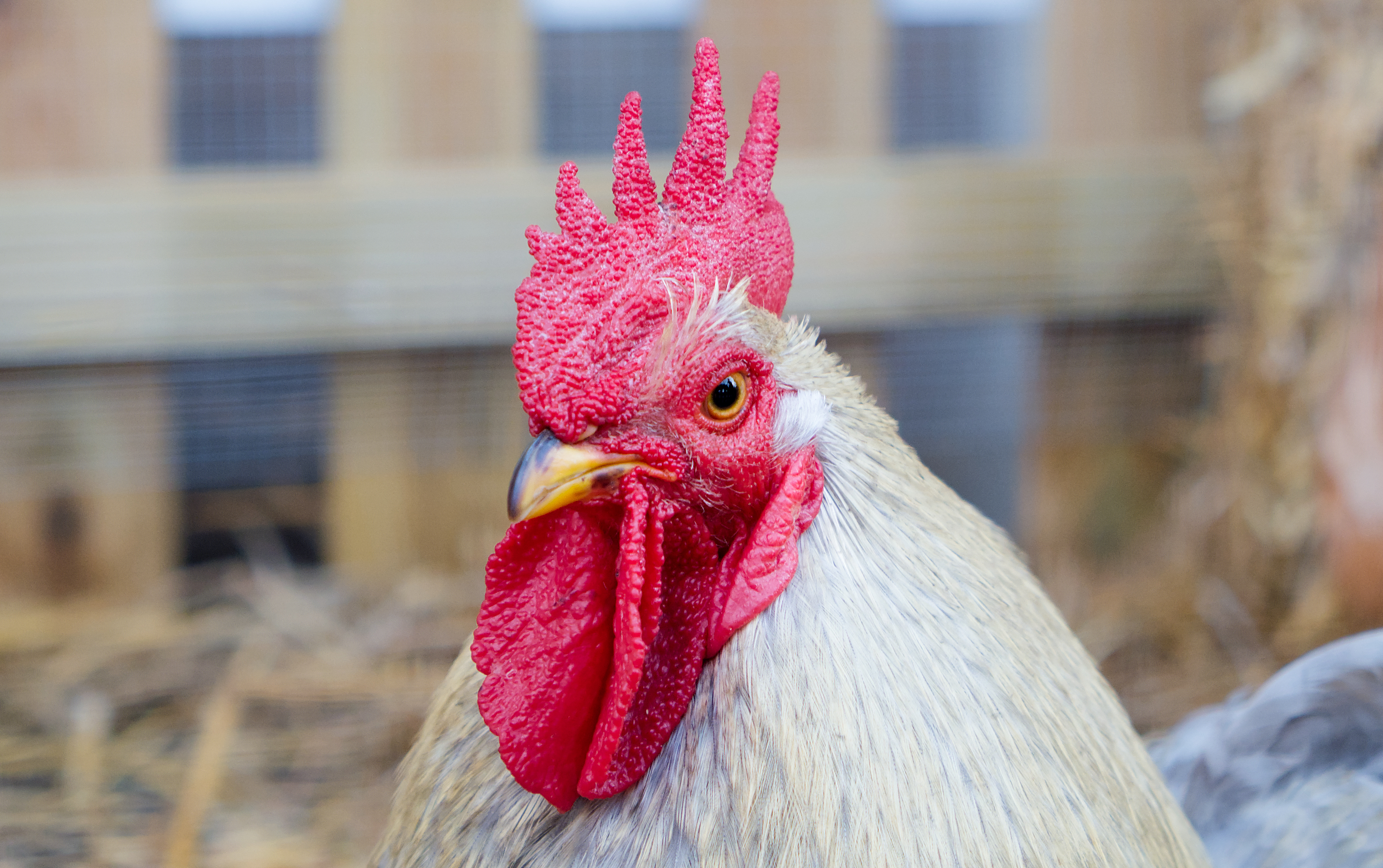
Một con gà trống lông trắng, chúng được hư cấu trong Manga kinh dị có tựa đề Tiếng gáy sát thủ (Bougyaku no Kokekkou) là lũ gà khát máu luôn xem con người là mục tiêu ăn thịt

Người Hy Lạp cổ đại cho rằng tiếng gáy của gà trống là tín hiệu Mặt trời lên, là biểu tượng của chiến thắng. Và vì bao hàm ý nghĩa tượng trưng cho Mặt Trời nên được người Hy Lạp coi là biểu tượng của thần Ares, Heracles và Athena. Với người La Mã, họ cho rằng, gà trống có mối liên kết với thần Mercury, người đưa tin của các vị thần và cũng là người chịu trách nhiệm đưa các linh hồn người chết về thế giới bên kia Đối với người La Mã, gà trống có ý nghĩa quan trọng về mặt tôn giáo.
Người La Mã cho rằng gà trống có mối liên hệ với thần Mercury, người đưa tin của các vị thần, cũng là người chịu trách nhiệm về tích lũy tài sản, bảo trợ cho hoạt động buôn bán, đi lại, vị thần của vận may, mánh lới. Thần Mercury thường được hộ tống bởi một chú gà trống choai, biểu tượng của ngày mới, một con dê đực biểu tượng của sản sinh, một chú rùa biểu trưng cho sáng tạo huyền thoại của thần-cây đàn lia vốn được thần Mercury làm từ một chiếc mai rùa, điều này cho thấy từ xa xưa, con gà cũng được trọng thị.
Trong văn hoá Bắc Âu và văn hoá Celtic, gà là sinh vật biểu tượng cho Thế giới ngầm (Underworld). Gà đóng vai trò như vật trung gian nhắn gửi thông điệp từ Thế giới ngầm như đưa ra cảnh báo trước hiểm nguy hay tiếng kêu khóc của những linh hồn liệt sĩ ngã xuống trong trận chiến. Tiếng gà gáy trong giấc mơ được cho là điềm báo nên cảnh giác, cẩn thận, đề phòng một số việc xui xẻo có thể xảy ra. Nhưng nếu mơ thấy con gà to lớn và sặc sỡ lại mang thông điệp nên mở lòng để người khác hiểu mình hoặc đã đến lúc chứng tỏ khả năng của bản thân. Từ xa xưa, con gà đã trở thành một biểu tượng văn hóa có ý nghĩa quan trọng. 

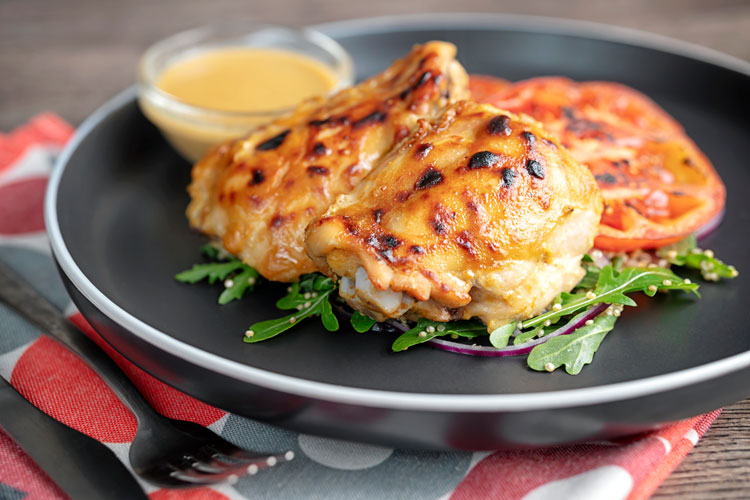
Món thịt gà trong một bữa ăn, ở nhiều nơi, thịt gà là nguyên liệu quan trọng của những món ăn

Đối với người Châu Âu, người ta có thành ngữ “gà mái đẻ trứng vàng” để chỉ những gì tạo ra giá trị lớn bất ngờ, nằm ngoài mọi dự kiến. Ngoài ra, một biểu tượng nổi tiếng của nước Pháp, đó chính là hình ảnh con gà Gô-loa. Từ “Gallus” theo chữ Latinh vừa có ý nghĩa là “Gà trống” vừa là “người Gô–loa”. Vào thời trung đại Pháp, gà Gô-loa được sử dụng rộng rãi như một biểu tượng tôn giáo, tượng trưng cho niềm tin và hạnh phúc. Trong thời kỳ Phục hưng, với cái mào đỏ rực rỡ cùng chiếc đuôi dài, cong vút màu xanh đen, vẻ đẹp oai vệ của gà trống đã trở thành biểu tượng cho người Pháp.Vào thời kỳ Cách mạng Pháp, Gà trống lại mang ý nghĩa biểu trưng cho căn tính quốc gia dù chưa được công nhận là biểu tượng quốc gia một cách chính thức nhưng với người Pháp, hình ảnh gà trống luôn có một vị trí đặc biệt trong tâm trí.
Trong văn hóa Việt, gà gắn liền với đời sống nhà nông. Hình tượng gà và đặc biệt là tiếng gà gáy là những hình ảnh và âm thanh thân thương quen thuộc ở nông thôn, làng xóm Việt Nam, con gà hiện diện trong văn hóa, nghệ thuật với vẻ đẹp, những bức tranh làng Hồ với hình ảnh gà trống tượng trưng cho những điều tốt đẹp (đại cát). Con gà xuất hiện sớm nhất trong văn học dân gian, ở đó sính lễ của Sơn Tinh đi hỏi Mỵ Nương công chúa gồm “voi chín ngà, gà chín cựa, ngựa chín hồng mao”. Trong truyền thuyết về vua An Dương Vương xây thành Cổ Loa cũng có xuất hiện hình ảnh của gà ở núi Thất Diệu có một con gà trắng sống đến ngàn năm hóa thành yêu tinh ẩn trong núi. Trong võ thuật cổ truyền Việt Nam, có “Hùng kê quyền” (quyền gà chọi) mô phỏng các kỹ thuật của gà chọi.
Người Việt còn có thuật xem bói chân gà (xem các đường chỉ trên chân gà) để đoán biết việc của năm mới mọi sự lành dữ, cát hung và cũng có câu “huyết sấp, chấp giò”. Người Pu Péo có tục lệ phải đón “cướp giọng gà” ngày Tết là lúc đêm giao thừa, gia đình phải canh chừng lũ gà trống, khi chúng vỗ cánh, chuẩn bị gáy thì họ lập tức đốt một vài quả pháo, ném vào chuồng khiến lũ gà giật mình, nhảy lên thi nhau gáy và mọi người liền cùng nhau hát vang nhà để át tiếng gà với quan niệm tiếng gà gáy vừa hay vừa thiêng, đánh thức thần Mặt Trời dậy, ai át được tiếng gà thì năm mới sẽ hát hay, gặp nhiều may mắn và thành công.
Người Tày và người Nùng quan niệm trong đêm giao thừa, với các vật nuôi, nếu gà kêu hoặc gáy trước tiên thì gia đình sẽ may mắn, hạnh phúc năm mới và lễ vật đi Tết quan trọng nhất là gà trống thiến, còn đi ăn hỏi quan trọng nhất là một đôi gà. Người Mông coi gà trống là cầu nối giữa thế giới con người và thế giới thần linh. Người Cơ Tu coi con gà là biểu hiện cho sự sống, gắn liền với ánh sáng, với mặt trời. Người Khơ Mú, cô dâu chú rể trong ngày cưới phải chìa đầu gối ra cho ông mối rỏ tiết gà tươi vào (nếu giọt tiết chảy xuôi theo ống chân xuống thì hai vợ chồng sẽ sống hạnh phúc, hòa thuận, còn nếu chảy lệch hẳn sang một bên hoặc chia làm hai ngả thì cuộc sống hôn nhân sẽ đối mặt với nhiều thử thách).
Trong những nghi thức cúng tế thần linh, ngoài những sinh vật tế hiến như trâu, bò, heo, dê thì người Jrai hay sử dụng con gà, vì gà có khả năng bay gần giống chim, có bộ lông vũ và có cánh, có chân và mỏ như nhiều loài chim, nội tạng gà cũng giống như chim. Gà rừng được người Jrai thuần dưỡng từ lâu để ngày nay trở thành gà nhà và luôn được dùng làm sinh vật tế hiến cần thiết trong các nghi thức. Giống gà nuôi của người Jrai rất nhỏ so với các giống gà khác. Theo người Jrai, gà có khả năng gọi mặt trời mọc lên được kể trong một câu chuyện dân gian. Trứng gà biểu tượng của sự bình an khoẻ mạnh, gà là hình ảnh chim rừng được thần linh ban cho con người nuôi dưỡng để làm của lễ dâng cúng và sẽ làm đẹp lòng thần linh hơn so với những con vật khác vì gà có đủ đặc tính của loài chim, có thể bay lên cao đến xứ sở các thần linh đem theo lời cầu xin của con người.

### Đại bàng
Đại bàng hay chim ưng là Chúa tể bầu trời trong quan niệm của nhiều nơi trên thế giới, nhân loại đã tôn vinh hình tượng đại bàng vì vẻ uy nghi của nó. Hình ảnh đại bàng là biểu tượng của sự sáng suốt, lòng quả cảm và quyền lực. Trên không trung, đôi cánh đại bàng xoải rộng phô bày mãnh lực cùng ý chí tự do. Tầm nhìn của đại bàng xa đến mức có thể phát hiện ra con thỏ cách đó một cây số. Đại bàng bay vút lên nhờ tận dụng những luồng khí nóng. Khi tìm được luồng khí nóng, nó sải cánh và lượn vòng trong luồng khí này, càng lúc càng lên cao hơn. Đại bàng không dùng sức riêng để lướt đi trên những chặng đường dài. Đại bàng chỉ bay với đại bàng, đại bàng không sợ những cơn bão đó là những phẩm chất con người ngưỡng mộ và đáng học hỏi.

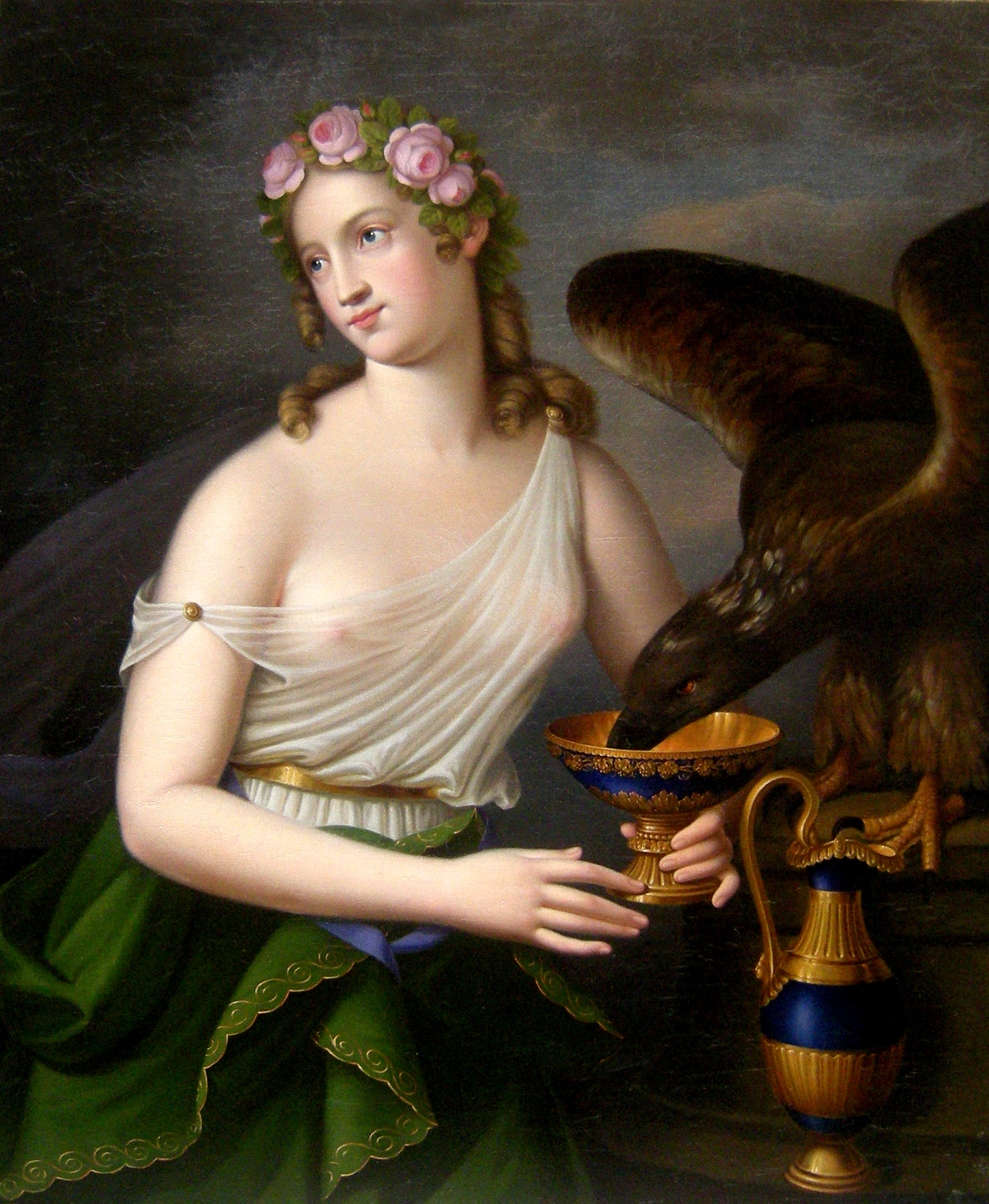
Hội họa Tây phương về nữ thần Hebe và con Đại bàng của thần Dớt, đại bàng tượng trưng cho vị thần tối cao là thần Dớt

vựng trong Kinh Thánh nhiều lần đề cập đến đại bàng, và cái bóng nổi bật của loài chim này là hình ảnh quen thuộc ở vùng Đất Hứa. Từ trong những tổ được xây trên vách đá rất cao, đại bàng rình mồi và “mắt nó thấy mồi ở xa” (Gióp 39:30-32) và như đại bàng thấy ở xa, Đức Giê-hô-va có thể thấy xa đến tận tương lai. Kinh Thánh cũng ví những người tin cậy Đức Chúa Trời với đại bàng: “Ai trông-đợi Đức Giê-hô-va thì chắc được sức mới, cất cánh bay cao như chim ưng” (Ê-sai 40:31).
Ngoài Kinh thánh, các tôn giáo trên thế giới cũng đề cao đại bàng, nhưng trong quan niệm dân gian, đại bàng, chim ưng cũng thuộc về các thế lực ác, chẳng hạn như câu chuyện Thạch Sanh của Việt Nam. Đại bàng/chim ưng cũng được chọn để xuất hiện trên các biểu tượng chính thức. Con chim vàng có tên gọi là "Great Zimbabwe Bird" (Chim đại Zimbabwe) xuất hiện trên quốc kỳ như biểu tượng của Zimbabwe thể hiện mối liên kết chặt chẽ giữa con người và động vật, thiên nhiên. Chim Vàng (Đại bàng) giữ vai trò linh vật dẫn dắt tinh thần rất quan trọng và được người dân Zimbabwe tôn thờ.
Đại bàng đầu hói là biểu tượng Quốc gia của Hoa Kỳ sau cuộc cạnh tranh với con gà tây. Quốc kỳ Đông Samoa mang biểu tượng con đại bàng nước Mỹ tượng trưng cho mối quan hệ thân thiết tôn trọng lẫn nhau giữa Mỹ và Samoa ngầm thể hiện sức mạnh bá chủ của Mỹ cũng như sự bảo hộ của quốc gia này đối với Samoa. Quốc kỳ Kazakhstan có hình tượng mặt trời tỏa sáng cùng với cánh chim đại bàng phía dưới, chim đại bàng xuất hiện trên lá cờ của bộ tộc Kazakh từ nhiều thế kỷ nay, nó mang ý nghĩa đại diện cho sự tự do, quyền lực và khát khao bay hướng tới tương lai, bản thân người dân ở đây cũng có tục đi săn với đại bàng.
Trên nền quốc kỳ đỏ của Albani là đại bàng hai đầu, biểu tượng đại bàng hai đầu được sử dụng rộng rãi bởi các gia đình cao quý ở Albani từ thời Trung cổ và được duy trì làm quốc kỳ cho tới ngày nay. Quốc huy trên lá cờ của Mexico là hình ảnh một con chim đại bàng quắp một con rắn đậu trên cành xương rồng mọc trên một mỏm đá bên hồ nước. Hình tượng này xuất phát từ một truyền thuyết cổ xưa của người Aztec, theo đó nếu người của bộ tộc nhìn thấy con đại bàng mang theo con rắn như vậy đậu xuống nơi nào thì đó là nơi thuận lợi để lập kinh đô, ngày nay chính là thủ đô Mexico. Quốc kỳ Ai Cập với biểu tượng con chim ưng trên nền trắng, hình ảnh chim ưng ngẩng cao đầu ưỡn thẳng tượng trưng cho sự dũng cảm và thắng lợi, nó được gọi là con "Chim ưng Salaitna" theo tên của vị lãnh tụ vĩ đại đã đánh bại quân thập tự chinh của châu Âu vào năm 1175 Công nguyên. 

### Con quạ

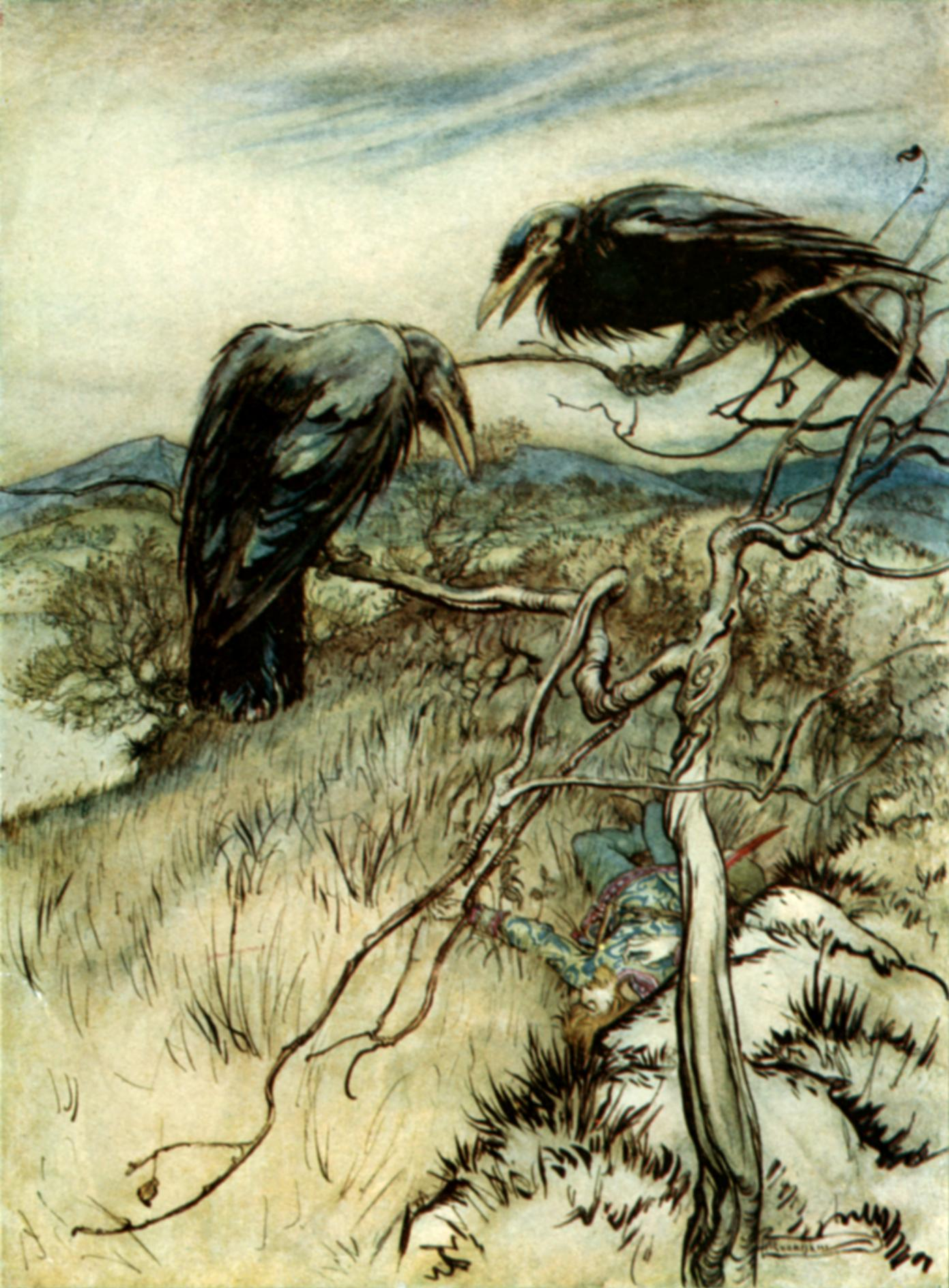
Bức tranh Hai con quạ (The Twa Corbies) của Arthur Rackham (1867–1939) trong trong Những bản ballad của Child, bức họa này là biểu tượng thị giác của dòng nhạc Ballad

Con quạ xuất hiện trong nhiều điển cố, điển tích ở cả hai nền văn hóa Đông Tây, nhưng quan niệm về loài vật này lại khác nhau rất lớn. Trong khi ở phương Tây, quạ được xem như một biểu tượng của linh hồn, của ranh giới sống và chết, trong thần thoại Hy Lạp, quạ là sứ giả của thần Apollo trong thế giới loài người, tuy nhiên nó lại là kẻ báo hiệu điềm gở. Ở phương Đông, những vương giả của loài vật này lại xuất hiện trong nhiều truyền thuyết và thậm chí được thờ phụng. Con quạ không chỉ mang ý nghĩa biểu tượng phản diện thuần túy. Ở nhiều quốc gia, kể cả phương Tây và phương Đông, nó được coi là linh điểu (loài chim linh thiêng), gắn với nghĩa tốt đẹp.
Theo sách Sáng thế (Kinh thánh), quạ là biểu tượng của sự thông minh, sáng suốt, được Nô-ê sai đi thám thính sau trận đại hồng thủy, còn trong huyền thoại Scandinavia, quạ biểu trưng cho nguyên lý sáng tạo, đối lập với hình ảnh sói là biểu trưng cho nguyên lý hủy hoại. Trong thần thoại Hy Lạp, huyền thoại của người Celtic hay Maya, con quạ là sứ giả của thần linh, thực hiện chức năng tiên báo, xua đuổi vận xấu. Ngoài ra, quạ còn biểu thị cho sự dũng mãnh, báo hiệu điềm lành và biểu hiện của niềm hi vọng, người dân bản địa Canada rất mực yêu quý loài chim này, thường khắc hình ảnh chúng trên các điêu khắc vật tổ (Cột Totem).
Trong thần thoại Celtic, nữ thần chiến tranh Morrigan hiện thân dưới hình tượng quạ trong chiến trận. Trong một số sử thi phương Tây, quạ còn là loài vật báo hiệu cái chết của các vị anh hùng trong những trận đánh lớn. Chúng thường đi thành cặp, và thường xuất hiện trước người phụ nữ là mẹ hoặc vợ của các anh hùng để đưa tin dữ. Ngày nay, người phương Tây vẫn thương xem quạ là hiện thân của điềm gở. Người Pháp tin rằng quạ là linh hồn của các linh mục xấu xa. Người Đức coi con quạ là hiện thân của linh hồn bị nguyền rủa. Còn đối với người Thụy Điển, quạ kêu vào ban đêm báo hiệu cho linh hồn của người chết không được an táng đầy đủ.
Trong văn hóa truyền thống của Hàn Quốc, quạ cũng được sùng bái như một tín ngưỡng thờ vật tổ. Trong văn hóa Nhật Bản, quạ tượng trưng cho tình cảm gia đình, còn là biểu tượng cho sự sống, sự trường tồn mãnh liệt. Truyền thuyết Nhật có câu chuyện thú vị về chú quạ ba chân Yatagarasu là sứ giả do thần linh gửi xuống với loài người. Với người Trung Hoa cổ đại, quạ vốn là “con chim của mặt trời”, gắn với tính chất biểu thị của bản nguyên dương. Biểu tượng con quạ ba chân (Tam túc ô) mà người Nhật và người Hàn Quốc tôn thờ, từ đời nhà Hán cũng đã được đặc biệt coi trọng, nó được khắc giữa vầng thái dương trên những pho tượng đá và được xem là con chim truyền sinh khí cho mặt trời. Ba chân của quạ mang ý nghĩa biểu trưng được ví như “cái kiềng ứng hợp” chỉ ba mốc thời gian trong ngày: sáng–mặt trời mọc, trưa–mặt trời lên cao, và chiều–mặt trời lặn.
Ở Việt Nam, con quạ là kẻ tham ăn, vì thế nó đã phải mang bộ lông màu đen suốt đời, là biểu tượng của điềm dữ, thường gắn liền với những bất hạnh của con người. Người Jrai ở Tây Nguyên quan niệm sau sự chết còn có nhiều sự sống khác tiếp nối trong đời sống hồn ma, một trong những hình ảnh của sự sống tiếp nối nhau sau khi chết là hình ảnh chim quạ. Phong tục người Jrai sau khi chôn người chết phải thực hiện công việc gọi là čem asơi ăk (có nghĩa là “đem cơm nuôi quạ”). Chim quạ và các loài chim khác sống trong nghĩa trang là hình ảnh biểu trưng sự sống của thế giới người chết, sự hiện diện của các hồn ma người chết gần gũi với con người được bà thần Yă Bôt ngự trong cây đa cai quản. Hình ảnh chim quạ còn được người Jrai diển tả là một trong ba nhân vật quan trọng cai quản thế giới các hồn ma gồm: Nha tơwat (con quạ), Nha tơwit (chim diều hâu), và Nha tơmom (con cù lần hay còn gọi là con culi).

### Con cú

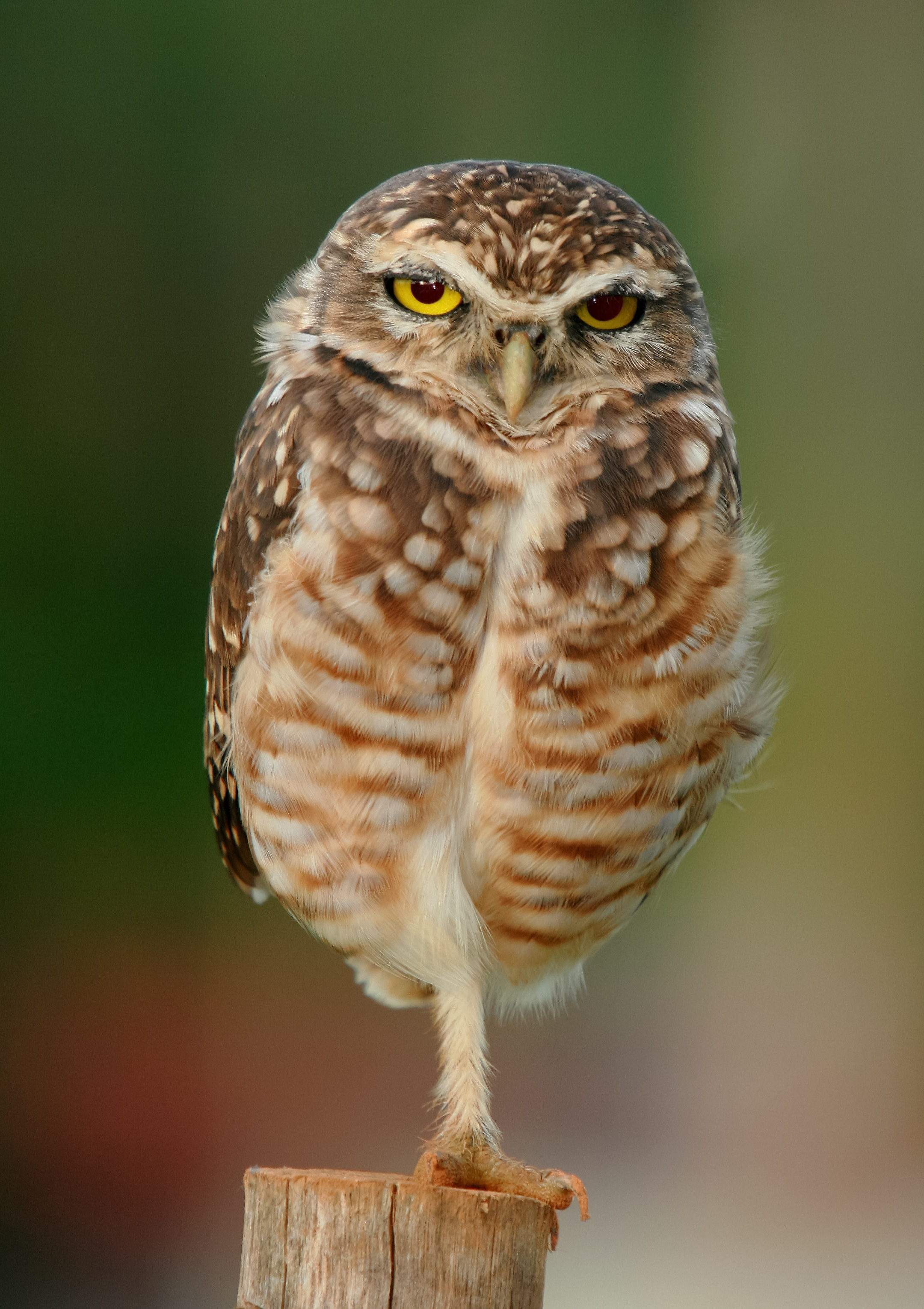
Chim cú tượng trưng cho bậc trí giả, học thức vì đôi mắt to như cặp kính cận và chúng còn có thói quen thức suốt đêm như những học giả tận tâm.

Trong văn hóa phương Tây, loài chim cú là biểu trưng cho sự thông thái, với câu "as wise as an owl" (tạm dịch: trí giả như con cú), loài cú ngụ ý sự điềm tĩnh và sự trang nghiêm, chẳng hạn như câu nói "he peers owlishly at us through his glasses" (tạm dịch: ông ta nghiêm nghị nhìn chúng tôi qua cặp kính một cách chăm chú) có thành tố chỉ loài cú ("owlishly"). Tuy vậy, một số loài cú, nhất là cú mèo, cú lợn có khuôn mặt lạ lùng cùng tập tính sống bí ẩn nên thường đại diện cho bóng tối và sự ma quái, đó là lý do trong tiểu thuyết Harry Potter luôn có sự xuất hiện của loài chim cú mèo. Thực tế, cú mèo là loài có ích và không đáng sợ đến vậy, thực tế, loài cú giải quyết các xung đột bằng cách hợp tác là hành vi của loài cú đáng để học hỏi.
Tập tính ăn thịt sống của cú, cùng tiếng kêu oang oang vào buổi tối, đặc biệt lúc khuya khoắt là những điều để nhiều người quan niệm cú báo điềm gở, vì mang tội báo điềm gở, cú đã bị con người xua đuổi. Mỗi loài được sinh ra không chỉ mang giá trị đa dạng sinh học nói riêng mà chúng còn liên quan đến cả hệ sinh thái, hệ sinh thái này nếu thay đổi sẽ ảnh hưởng trực tiếp đến loài người, nên cần trả lại môi trường sống vốn có của cú, không vì sự mê tín của một số người mà kết án tử loài chim cú. Dù chim lợn kêu có liên quan đến người chết, song không nên đổ do chim lợn vì thực tế thì dù chim lợn không kêu vẫn sẽ có người chết.
Tiếng kêu của chim lợn hoàn toàn không phải là một điều kỳ bí, mang màu sắc tâm linh hay chỉ đem đến điều xui xẻo việc tin hay không tin vào một điều gì đó là tuỳ thuộc ở quan niệm của mỗi người. Việc chim lợn kêu rồi có người chết có thể là đặc tính của loài này thông thường, con người sẽ phát ra một thứ sóng điện từ. Với người sắp chết sẽ có một thứ sóng (mùi vị) rất đặc trưng mà chỉ một số người hoặc một số loài vật mới nhận ra, trong đó có chim lợn, điều này cũng giống như chuyện kền kền chuyên ăn xác thối phát hiện ra nguồn thức ăn của mình
Chính vì đặc điểm nguồn thức ăn của chim lợn thường sống gần với người, vậy nên chuyện chim lợn thường kêu ở khu dân cư, trên mái nhà, trong vườn, chim lợn là loài sống về đêm, tiếng kêu của chúng vang vọng giữa không gian tĩnh mịch dễ gợi cho người ta suy tưởng về những điều kỳ bí nhưng đó chỉ đơn thuần là hoạt động sinh học, chưa có công trình khoa học nào chứng minh được rằng chim lợn kêu báo hiệu người chết vì chúng phát hiện được mùi tử khí
Theo người Jrai, trong đêm khuya thanh vắng, khi nghe trên không trung có tiếng kêu của một loài chim ăn muỗi hay còn gọi là čim kulŏ (Caprimulgus monticolus tức Cú muỗi lưng xám) thì phải lay gọi con cháu mình thức dậy để bơngăt (linh hồn) của chúng quay về thân xác vì sợ rằng chúng đang rong chơi sẽ bị loài chim này săn đuổi và ăn thịt. Chim heo (chim cú lợn, Tyto alba) tượng trưng cho ma lai (rơhung), chúng thường đi săn mồi vào ban đêm và đối tượng săn là những bơngăt đang ra khỏi thân xác, người Jrai gọi chúng là Asâu rơngit có nghĩa là "chó săn trên trời". Khi nghe tiếng loài chim này kêu réo trên không, người ta thường gỏ ầm ỉ vào vách nhà, vào đồ vật để chúng bay đi nơi khác vì ma lai là hình ảnh của sự chết chóc, nghe Asâu rơngit kêu trên cao, người ta phải ngồi bệt xuống đất, sàn nhà và hai chân duổi thẳng về hướng Đông nếu không chim sẽ bắt hồn của họ, có chuyện kể rằng người làng nọ bắt được một con chim cú lợn, họ rút mỏ chim, bẻ gảy chân chim, ghim hai cánh của chim dang ra trên đất, cùng ngày trong làng có người ngã cầu thang bị gảy chân, bể đầu và chết, mọi người đều nói rằng người bị tai nạn chết là ma lai vì hồn của ông ta, con chim cú lợn bị bắt và giết chết mất.

### Con sếu
Sếu là loài chim xuất hiện trong các truyền thuyết và truyện cổ tích của nhiều dân tộc trên thế giới. Sếu cũng là một trong những biểu tượng văn hóa của dân tộc, ở mỗi một dân tộc, hình tượng sếu lại có những ý nghĩa riêng. Ở một vài nơi trên thế giới, sếu là tượng trưng cho sự sinh sôi, là loài chim mang những cơn mưa thuận gió hòa đến trên đôi cánh của mình. Người Ai Cập cổ đại gọi sếu là con chim của mặt trời (ở nhiều nơi, mệnh danh này được dùng để chỉ những con đại bàng chúa, còn đối với người Trung Hoa thì con chim của mặt trời lại là quạ), một số loài sếu được gọi là hạc và là những biểu tượng văn hóa của sự thanh tao.
Đối với người La Mã, những con sếu lại gắn liền với nhiều phẩm chất tốt đẹp của con người, như lòng trung thành, tốt bụng, từ bi, thân thiện và sự chín chắn. Theo truyền thuyết của người Kavkaz thì không đơn giản là linh hồn người đã mất, mà linh hồn của các chiến binh dũng cảm sau khi hy sinh sẽ hóa thân thành sếu, do vậy, họ rất coi trọng những con sếu. Người Slavơ lại coi những con sếu là sứ giả của Chúa Trời. Họ quan niệm rằng, cứ mỗi độ thu về, những con sếu sẽ đưa linh hồn những người đã khuất lên thiên đàng, rồi khi xuân sang sẽ mang linh hồn của những em bé sắp chào đời xuống trần gian. Và đó cũng là cách để những con sếu thông báo cho người dân biết, mùa đông sắp về hay mùa xuân đang đến. 

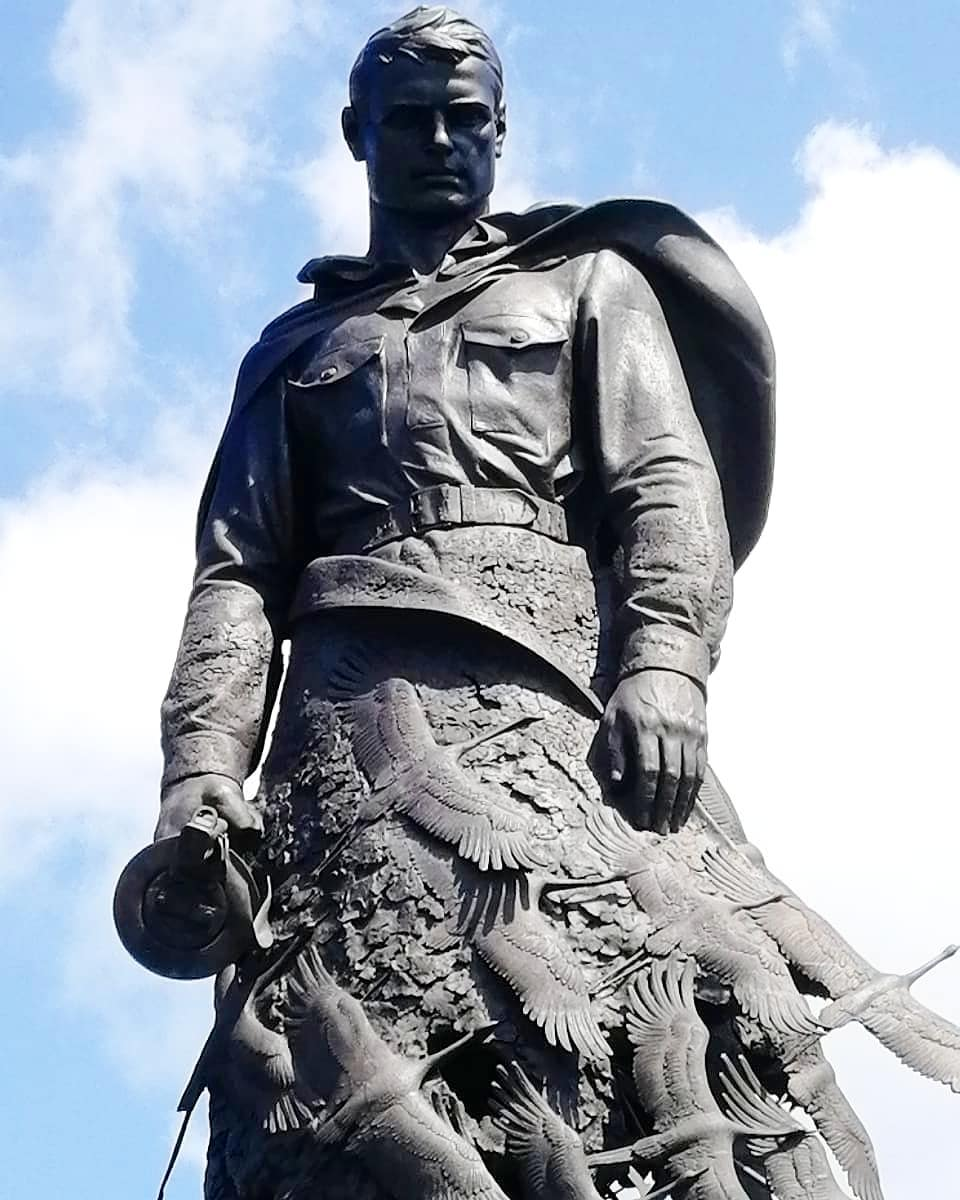
Tượng người lính Xô Viết và đàn sếu tại Rzhev được xây dựng từ cảm hứng đến từ bài hát Đàn sếu và bộ phim Khi đàn sếu bay qua

Sếu là loài chim gắn bó mật thiết với người dân Nga, giữ một vai trò quan trọng trong cuộc sống của người Nga, và gắn bó mật thiết với đời sống của mỗi người dân Nga, đối với người Nga cổ, sếu biểu tượng cho niềm vui và hạnh phúc, thì ngày nay, hình ảnh đàn sếu lại tượng trưng cho những người lính đã hy sinh với các tác phẩm như Đàn sếu của Rasul Gamzatov, người đã xây dựng hình ảnh đàn sếu bay tự do trên bầu trời như linh hồn người lính đã hy sinh, hình tượng đàn sếu về sau đã trở thành biểu tượng cho những người lính Liên Xô trong chiến tranh vệ quốc.
Ngoài những truyền thuyết hay truyện cổ tích, hình ảnh đàn sếu còn được nhiều tác giả Nga đưa vào thơ ca và các tác phẩm văn học của mình và sau này là những bộ phim truyền hình. Nhà văn Konstantin Georgiyevich Paustovsky trong tác phẩm “Một mình với mùa thu”, nhà văn đã miêu tả rất biểu cảm tiếng kêu của sếu, bộ phim “Khi đàn sếu bay qua” và bài thơ “Mùa lá rụng” của Olga Berggoltz với những câu thơ: “Những đàn sếu bay qua/Sương mù và khói toả/Matxcơva lại đã thu rồi!”. Tiếng kêu vang như xé toạc cả bầu trời xanh, tiếng sếu kêu khắc khoải, lay động, chân thành trên bầu trời xa xăm và suy tư, vĩnh hằng.
Nhiều người Nga coi trọng những con sếu bay về vào mùa xuân vì đó là hình ảnh của những con chim mang đến niềm vui và hạnh phúc. Họ cầu mong những con sếu mang lại cho họ sức khỏe, sự sinh sôi và bình an cho gia đình. Việc nhìn thấy cả đàn chim sếu đang bay trên bầu trời vào mùa xuân là dấu hiệu của việc gia đình sắp có thêm thành viên mới, hoặc sắp được đoàn tụ với người thân, còn hình ảnh đàn sếu xếp theo hình cái nêm bay đi trú rét vào mùa thu lại tượng trưng cho sự buồn nhớ cố hương, dân làng thường chạy theo đàn sếu và kêu “Колесом дорога!”, để chúng nhớ đường trở về vào mùa xuân.
Hình tượng sếu là một biểu tượng văn hóa của dân tộc Nga. Ở nước Nga thời cổ đại, việc tình cờ nhìn thấy đàn sếu bay trên bầu trời được coi là một điềm tốt. Còn nếu những con sếu đậu ở trên cánh đồng, thì có nghĩa vụ mùa năm đó sẽ rất bội thu. Hay việc tận mắt nhìn thấy những con sếu nhảy nhót cũng là một điềm báo trước cho niềm vui và vận may. Giết sếu bị coi là một tội lỗi lớn, vậy nên, nếu ai giết sếu, thì người đó và gia đình họ sẽ sớm gặp điều bất hạnh, thậm chí là cái chết. Người Nga hay nhắc con cháu mình không được chỉ tay vào những con sếu đang bay, vì điều đó sẽ làm những con sếu bị lạc đường; không được phá hoại nơi trú ngụ của những con sếu, nếu có tình cờ bắt gặp thì lặng lẽ đi qua, chứ không được phá đám chúng.
Chung quanh nhà mồ Jrai, ngoài những trụ tượng hình người, hình thú vật người ta còn thấy người Jrai khắc tượng chim và chôn vào vị trí riêng tư đặc biệt ở giữa, phía trước nhà mả, trên các trụ tượng nhà mả. Hình tượng chim này có tên “čim sing”, một loại hạc ăn đêm là hạc cổ trắng (Ciconia episcopus). Truyền thuyết Jrai kể về bà Yă Pôm rất nghèo nhưng giàu lòng nhân ái vớt được một quả trứng to đem về cất trong ghè, sáng hôm sau tiếng trong ghè vọng ra, khi nhìn vào bà thấy quả trứng đã nở thành một con chim hạc nhỏ. Một ngày nọ bà chợt nghe tiếng khóc than sau đó xuất hiện một con chim hạc to lớn khóc vừa than mất trứng, bà già nhớ đến con chim hạc nhỏ ở nhà, bà dẫn chim mẹ về và trao cho nó con chim nhỏ khoẻ mạnh. Chim cảm ơn bà lảo tốt bụng và cùng con về rừng. Từ ngày ấy, mỗi sáng thức dậy bà Pôm thấy trước hiên nhà mình có rất nhiều cá do chim hạc mẹ đem đến cho. Sau này mỗi sáng người ta thấy chim hạc đem cá đặt trên mộ bà. Từ ngày ấy, dân Jrai đẻo tượng chim hạc đặt chôn trước mộ người thân với mong ước linh hồn người chết luôn được chăm sóc, có của ăn đầy đủ trong thế giới hồn ma. Chim hạc còn được người Jrai coi là gà của thần mặt trời. Mỗi khi trời hừng sáng, chim kéo nhau bay về hướng Đông nơi thần mặt trời cư ngụ.

### Chim công

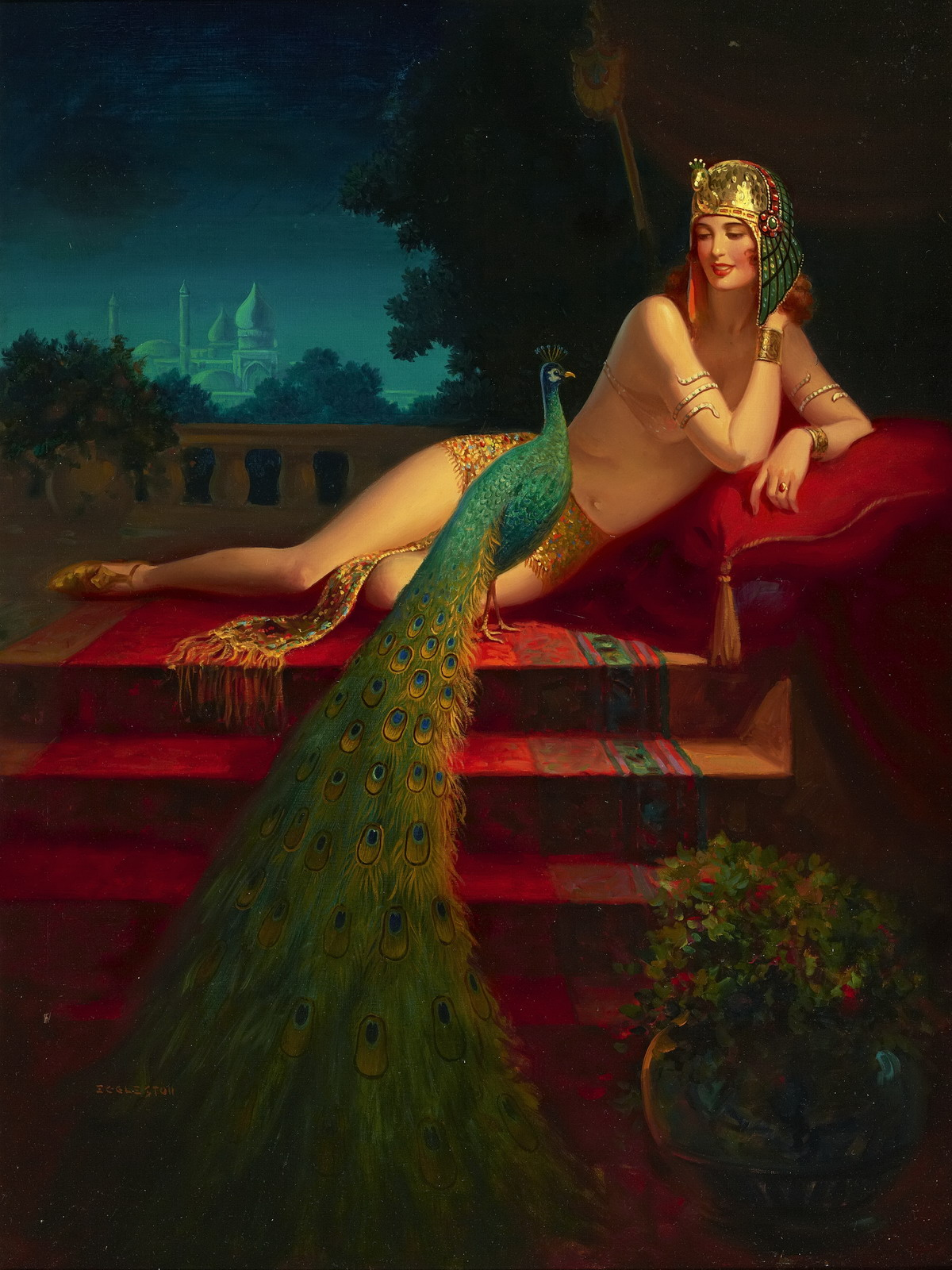
Tranh về Nữ hoàng Ai Cập Cleopatra và chim công của họa sĩ Edward Mason Eggleston

Chim công được chính phủ Ấn Độ công nhận là Quốc điểu từ năm 1963, nhưng đã là biểu tượng cao quý trong văn hóa Ấn Độ từ xa xưa. Hình ảnh công đã có trong một số di vật khai quật được ở hai thành phố cổ đại Mohenjodaro và Harappa. Chim công xuất hiện trên một số chỉ dụ khắc trên đá của hoàng đế A Dục vương, trong khu bảo tháp Phật giáo ở thánh địa Sanchi, hiện diện trên một số đồng tiền thời Gupta, trên quốc huy của một số triều vua Tughlak theo đạo Hồi, đặc biệt lên đến đỉnh cao với Ngai Công là một cái ngai vàng chạm khắc hình chim công bằng nhiều viên đá quý do hoàng đế đạo Hồi Shah Jahan đặt làm.
Công là con vật thiêng trong thần thoại Ấn Độ, nó là vậy cưỡi (kỵ tọa) của thần Kartikeya (con trai thần Shiva) cưỡi lên, khi ông ở cương vị tổng chỉ huy quân đội của các vị thần. Thần Indra (đồng thời là thần mưa gió) cũng từng có lúc hóa thân thành chim công, một lý do vì sao mỗi khi có mưa, chim công xòe đuôi xòe cánh hân hoan múa lượn. Vị thần Krishna cũng học cách quyến rũ bạn tình của chim công. Trước cửa những ngôi đền thờ thần Krishna thường thấy chim công như một hình ảnh phổ biến. Chim công cũng là hình tượng nổi bật và là nguồn cảm hứng của thi ca, hội họa, điêu khắc, ca múa ở Ấn Độ. Công còn biểu tượng cho vẻ đẹp và sức hấp dẫn trong tình yêu.
Trong thần thoại Phật giáo, chim công là biểu tượng của tình thương và sự quan tâm. Trong Jataka (Bản sinh kinh), có truyện Mahamor (Chim công vĩ đại) kể rằng một kiếp trước của Phật là con Công vàng. Đảng kỳ Liên minh Quốc gia vì Dân chủ ở Miến Điện mang đặc điểm một con công, là một biểu trưng của Myanmar. Con công nhảy múa (con công khi tán tỉnh hoặc khi đang trình diễn bộ lông) là đặc điểm thường thấy trong các hiệu kỳ phong kiến Myanmar cũng như các biểu trưng dân tộc chủ nghĩa quốc nội, hình tượng con công trong tư thế chiến đấu có liên hệ với cuộc đấu tranh dân chủ kéo dài nhiều thập kỷ chống lại chế độ độc tài quân sự nước này, nó gần giống với công lục Java do có mào mọc thành búi chứ không thành hình cái quạt xòe. Là một trong các loài chim có bộ lông tuyệt đẹp, Công được coi là biểu hiện của Phượng hoàng, màu sắc của bộ lông cùng "nghìn con mắt" ở đuôi được coi là yếu tố may mắn.

### Chim nhạn
Nhạn (雁) trong Hán ngữ và phù hợp với ý nghĩa biểu tượng của nó trong thơ văn Việt Nam là một giống chim thuộc họ Vịt, sắp đến mùa rét thì bay thành hàng dài xuống phương Nam để tránh rét, kiếm ăn ở ven biển, ở ven sông, ở các hồ đầm hoang vắng. Nhạn và én là hai loại chim khác nhau về đặc điểm, chúng tạo thành một cặp tương phản. Nhạn bay rất cao thành hàng dài thẳng tắp, trong khi én bay lượn rất thấp không theo hàng lối. Người ta thường thấy từng đàn chim nhạn trên trời vào mùa thu, khi chúng bắt đầu bay về phương Nam để để tránh rét, nhưng lại được ngắm nhìn từng đàn chim én bay lượn về mùa xuân khi mùa rét đã trôi qua. Trong tiểu thuyết Thiên Long Bát Bộ có nhắc đến địa danh Nhạn môn quan là cổng trấn biên giới giữa Liêu và Tống.
Nhạn và én khó gặp nhau, dương như chùn luôn luôn ở hai phương trời cách biệt. Ở miền Bắc Việt Nam, cuối mừa thu, khi chim nhạn từ phương bắc bay về thì chim én (chịu rét kém hơn) đã tìm đến nơi xa hơn, ấm hơn. Trong bài Cảm thu và tiễn thu của Tản Đà đã viết: Nhạn về én lại bay đi/Đêm thì vượn hót, ngày thì ve ngâm. Giữa nhạn và én có những đặc điểm tương phản nên, trong thơ ca, mỗi khi nhạn và én cùng được nhắc đến trong một tình huống, chúng đều đứng ở những vị trí tương phản: Đổi thay nhạn yến đã hòng đầy niên; Nhạn về én lại bay đi hoặc là Những là én bắc nhạn nam, hoặc như trong ca dao: Nhạn về biển bắc nhạn ơi/Bao thuở nhạn hồi để én đợi trông/Nhạn nam én bắc lạc bầy/Biết bao giờ lại duyên vầy ái ân. Ở Việt Nam thì chim nhạn không gần gủi như chim én, nhưng trong văn thơ và ca dao, sau chim én thì chim nhạn được nói đến nhiều hơn các loại chim khác. Nhiều khi chim nhạn là hình tượng thích hợp để đưa vào những câu thơ tả cảnh, tả tình, như Nguyễn Du đã sử dụng trong Truyện Kiều. Hoặc như trong truyện thơ khuyết danh Bích câu kỳ ngộ, cả trong những câu ca dao trữ tình, lãng mạn. 

### Chim én

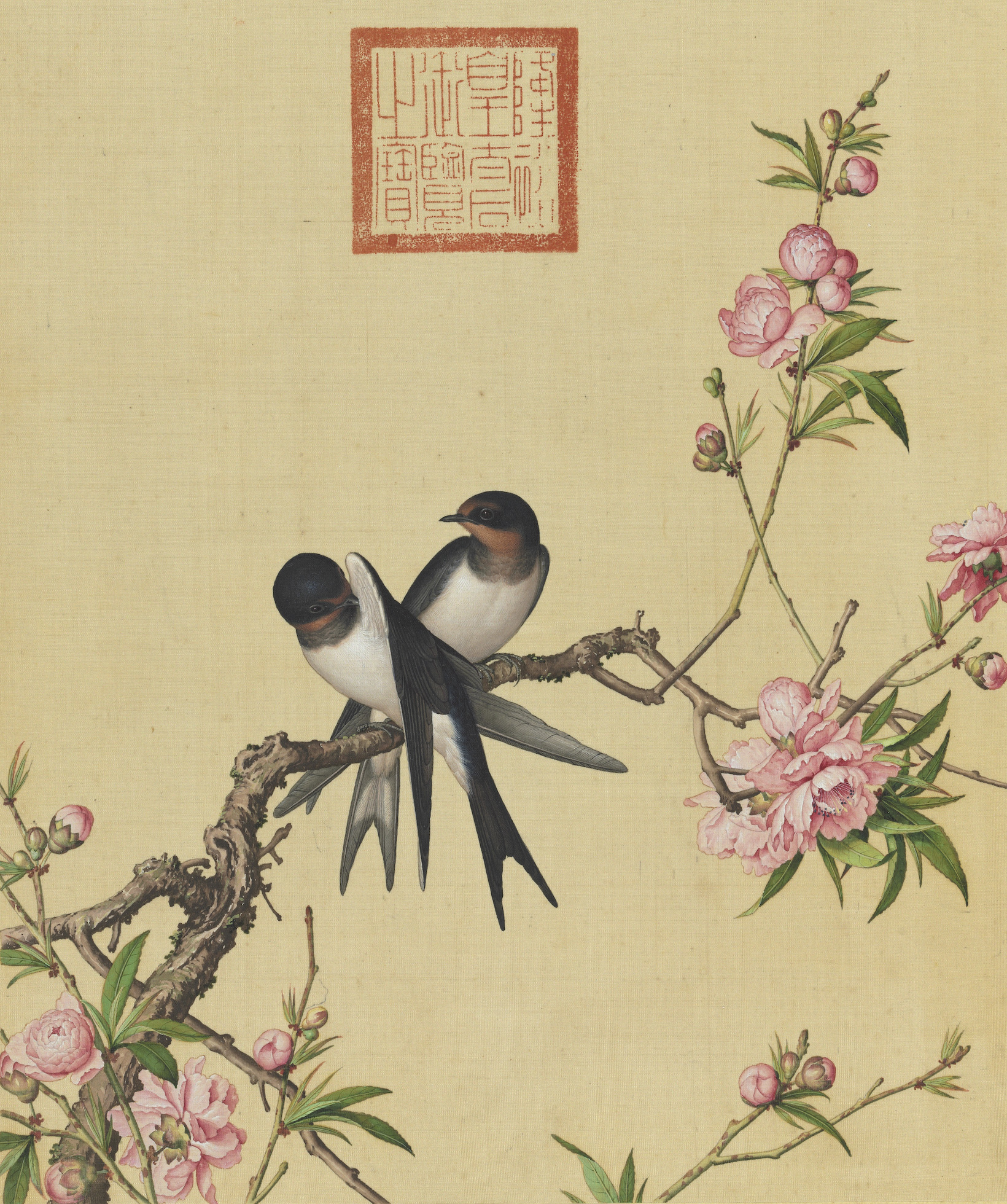
Hội họa Trung Hoa về chim yến

Chim én (hoặc Yến/燕) là loài chim quen thuộc hiền lành được coi là báo hiệu và biểu tượng của mùa xuân. Trong Truyện Kiều có nhắc đến chim én “Ngày xuân con én đưa thoi/Thiều quang chín chục đã ngoài sáu mươi” và ở một số câu thơ khác, với hình tượng chim én để tả tình tả cảnh mà thật khó dùng thứ khác để thay thế: Thiếp như con én lạc đàn; Xập xè én liệng lầu không. Người nông dân theo dõi cách bay lượn của chim én để dự báo thời tiết: Én bay thấp, mưa ngập bờ ao/Én bay cao, mưa rào lại tạnh.
Ở vùng đất Do Thái, Người dân Giê-ru-sa-lem quen thuộc với chim én, là loài thường làm tổ dưới mái hiên nhà. Một số con làm tổ trong đền thờ của Sa-lô-môn. Dường như đối với những chim én thường làm tổ ở khu vực đền thờ mỗi năm, đó là nơi an toàn để chúng được bình yên nuôi con. Một người con cháu của Cô-rê viết Thiên thi khi tại khu vực đền thờ thấy có các tổ chim và ao ước được như chim én ở trong nhà Đức Giê-hô-va: “Lạy Chúa Toàn Năng, đền thờ Ngài thật đẹp! Tôi chỉ ao ước được ở trong sân của đền thờ Ngài... Con chim sẻ tìm được nơi ở, và chim én tìm được nơi xây tổ. Chúng nó nuôi con gần bàn thờ Ngài” (Thi-thiên 84:1-3).
Chim én có mặt trong nhiều bài hát mừng xuân. Chim én đi các tác phẩm âm nhạc nổi tiếng trong thế kỷ XX. Nó đã là đề tài của các nhạc sĩ với một số bài như Cánh én tuổi thơ (của Phạm Tuyên), Tạm biệt chim én (của Trần Tiến), Mùa chim én bay (thơ Diệp Minh Tuyền, nhạc Hoàng Hiệp), Những cánh én mùa xuân (của Nguyễn Hiền); Khi chim én về (của Võ Công Anh). Chim én có mặt trong ca dao, tục ngữ và ở mọi lĩnh vực nghệ thuật khác như văn, thơ, nhạc, họa. Ở Trung Quốc, mô típ Xuân phong yến hỷ/春風燕喜 (Én mừng gió xuân) là một chủ đề trong hội họa suốt nhiều thế kỷ, như tác phẩm của Lữ Kỷ, họa sĩ thời Minh.
Chim én có miệng rộng, cằm bạnh, cho nên hàm én (yến hạm/燕頷) là một đặc điểm về tướng mạo toát lên vẻ uy nghiêm của một võ tướng như Ban Siêu có cổ hùm hàm én (yến hạm hổ cảnh), Trương Phi thì có râu hùm hàm én (yến hạm hổ tu), Từ Hải thì là Râu hùm, hàm én, mày ngài và Hãy còn hàm én mày ngài như xưa. Hoặc câu thơ cảm khái: Chiều chiều én liệng Truông mây, cảm thương chú Lía bị vây trong thành. Khi chim én được gọi là yến, lại đi liền với anh (chim vàng anh) gọi là cặp Yến-Anh thì thường để diễn tả quang cảnh đông vui nhộn nhịp, có khi mang sắc thái trăng hoa: Gần xa nô nức yến anh; Xôn xao ngoài cửa hiếm gì yến anh; Quá chiều nên đã chán chường yến anh; Xôn xao anh yến dập dìu trúc mai; Lạc đàn mang lấy nợ nần yến anh; hoặc: Điều đâu lấy yến làm anh; Quyến anh rủ yến sự này tại ai.

## Linh điểu
Một số loài linh điểu hay chim thiêng, chim thần trong văn hóa:

### Phượng hoàng

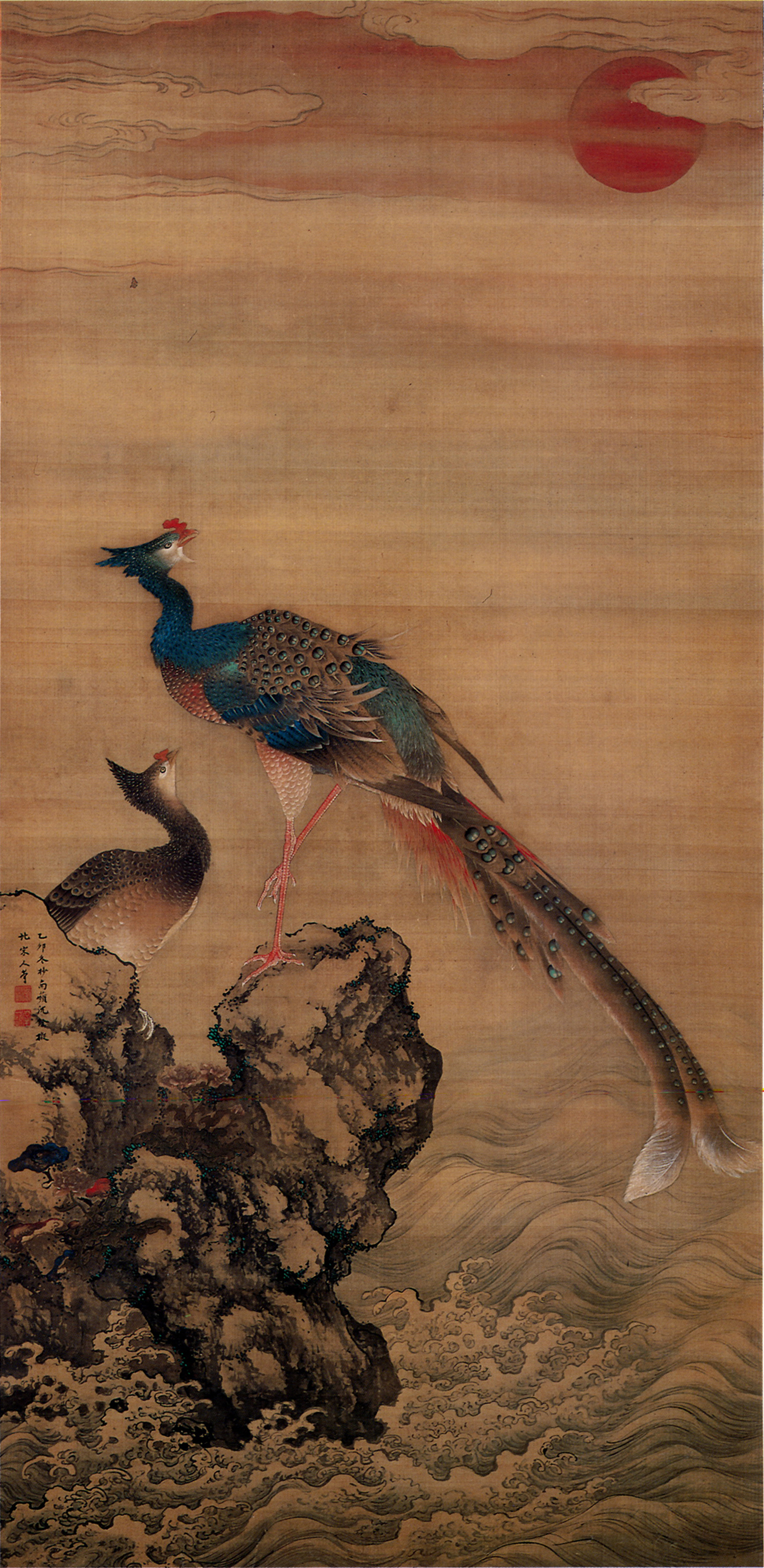
Phượng hoàng trong tranh thủy mặc Trung Hoa

Theo truyền thuyết, Phượng hoàng là vua của các loài chim, mang nhiều đức tính, phẩm hạnh cao đẹp. Phượng chỉ xuất hiện vào thời thái bình và ẩn mình khi thời loạn lạc nên nó là biểu tượng cho thái bình thịnh trị. Phượng còn là hình ảnh tượng trưng cho hoàng thái hậu mẫu nghi thiên hạ, hoàng hậu, công chúa cũng như phụ nữ quý tộc thời phong kiến. Chim phượng được tôn vinh là vua của các loài chim, các loài lông vũ, được sinh ra từ mặt trời và lửa. Chim trống gọi là phượng, biểu tượng cho phúc lộc, chim mái gọi là hoàng, biểu tượng cho hoàng hậu, xuất hiện bên cạnh hình tượng rồng biểu tượng cho vua.
Trong mối tương quan về giới tính thì chim phượng biểu thị cho yếu tố âm, trong khi rồng biểu thị cho yếu tố dương. Trong văn hóa phương Đông, phượng hoàng là một trong bốn “tứ linh” quyền quý và uy lực nhất. Loài linh điểu này cũng là hiện thân của nhiều loài khác như cổ rắn, mỏ gà, đuôi chẻ như đuôi cá, trán của chim hạc, mào của vịt xiêm, cẩm điểu, thân có những dấu vằn của rồng và phần đằng sau cuốn vòm như con rùa. Lông chim phượng có 5 màu, tiếng hót của phượng hoàng như tiếng nhạc. Chim phượng cũng là biểu tượng của hiền đức, không giết hại côn trùng, làm hại cây cỏ, là một loài chim nhân từ, hiếu sinh nên nó là linh điểu của Phật giáo.
Phượng hoàng trong văn hóa phương Tây biểu tượng của sự tái sinh (phượng hoàng lửa), Nhiều công trình kiến trúc và trang trí Phật giáo có sự xuất hiện của chim phượng. Chủ đề chim phượng hoàng và rồng cũng phổ biến trong dân chúng ở các khu vực Á Đông, khi được miêu tả cùng nhau, chúng biểu thị những mối quan hệ hạnh phúc, may mắn như Long phượng trình tường (龍鳳呈祥), Nhân trung long phượng (人中龍鳳). Ở Trung Quốc còn có giống Cửu Phụng là loài thần điểu trong thần thoại Trung Quốc cổ đại với hình dáng một con chim có chín cái đầu.
Sách Sơn Hải Kinh ghi chép về loài dị thú là ở Đại Hoang, có một ngọn núi gọi là Bắc Cực Cử có một loài thân chim mặt người và có tới 9 đầu. Cửu Phụng vốn là vật tổ thờ cúng của người nước Sở, sau này họ không còn sùng bái mà xem loài chim 9 đầu như một loài quái vật. Đó là một loài chim phượng hoàng ngũ sắc, giọng hót nhẹ nhàng như tiếng sáo, chỉ đậu trên cây ngô đồng, chỉ ăn hoa tre và uống nước suốt ngọt dịu. Cửu Phụng là sự kết hợp giữa phượng hoàng và con số 9. Phượng hoàng là vật tổ mà người Sở thờ cúng, còn số 9 là con số người Sở rất sùng bái. Cửu Phụng trong Sơn Hải Kinh là một loài dị điểu, là thần điểu linh thiêng sau này được thay thế bằng nhiều loài chim 9 đầu khác nhau và trở nên kỳ quái.
Cửu Phụng thần điểu mà người Sở tôn sùng đã bị con cháu của họ biến thành một loài chim quái dị với hình ảnh xấu xí, tâm tính hung bạo, truy lùng linh hồn con người, lấy máu người giáng tai họa. Cửu Phụng bình thường đã trở thành thành "đại tai tinh". Cuối nhà Hán đến thời Đường-Tống có nhiều cách gọi loài này như: Quỷ điểu, Quỷ xa điểu, Thương lô, Cô hoạch điểu, Nữ điểu. Trong quyển “Thiên Trung Ký”: “Quỷ xa điểu thường kêu hót và bay lượn vào những đêm cuối tháng âm lịch và có thể nhập vào con người để lấy linh hồn của họ. Một con Quỷ xa điểu có 10 đầu", những con quái điểu 9 đầu rất thích móng tay mà con người cắt đi, vì từ đó chúng có thể biết được tai ương hay phúc phần của người đó, ai có tai họa sắp đến, chúng sẽ đậu ở nhà người đó mà kêu hót cả đêm.
Ở Việt Nam, Phượng/Phụng/Loan là đề tài trang trí phổ biến ở mọi thời đại, trên các lĩnh vực nghệ thuật khác nhau. Trong kiến trúc và trang trí thời Nguyễn, hình tượng chim phượng thường xuất hiện nơi các cung điện hay trên trang phục dành cho hoàng hậu, hoàng thái hậu, thái hoàng thái hậu. Hình tượng phượng (phụng) là đồ án phổ biến sau hình con rồng, là loại chim tượng trưng cho sự trang nhã, quý phái của phụ nữ phương Đông. Khi thể hiện trong tác phẩm trang trí, người ta thường thể hiện phượng ngậm bông hoa có khi là cuộn giấy, hình cổ đồ hay cuốn sách gọi tên là "phượng hàm thư". Tác phẩm nghệ thuật phương Đông có rất nhiều chim phượng hoàng, ở trên mái nhà, trang trí trên các đồ bằng sứ, hay bay liệng ngang các các tấm vải lụa. Các nghệ sĩ thường miêu tả chúng như những con chim cái xinh đẹp, tương tự như con chim công hoặc chim trĩ vàng.

### Kim Sí Điểu
Mệnh lệnh điểu hay Kim Sí Điểu hay Chim cánh vàng, còn gọi là Garuda (Ca-lâu-la) trong Hindu giáo được xem là vị vua của các loài chim, được cho là một trong những hóa thân của Đức Phật. Mệnh lệnh điểu có thể bay từ đầu này sang đầu kia của vũ trụ chỉ trong một sải cánh. Mệnh lệnh điểu nêu biểu cho lòng dũng cảm, và giúp hộ trì chúng sinh đạt giác ngộ. Linh vật này là biểu tượng cho sự khoáng đạt rộng lớn của tâm và không bị trói buộc bởi những xung đột của xúc tình tiêu cực. Tâm thức sáng rõ thì có thể đến mọi nơi, giống như những tia nắng mặt trời, và tạo nên sự sinh trưởng của đời sống và trí tuệ.
Đặc biệt ở trong Phật giáo, từ truyền thuyết trong Hindu giáo, thì ở trường phái Mật tông Tây Tạng, loài Garuda chính là Mệnh lệnh điểu trên cờ Lungta nêu biểu cho hạnh bố thí Ba-la-mật (Dana Paramita), giống như những tia nắng mặt trời ban tặng sự sống cho Trái Đất. Sự xuất hiện của Mệnh lệnh điểu sẽ hộ trì con người tránh khỏi những ảnh hưởng xấu của long thần. Mệnh lệnh điểu tượng trưng cho sự tự do không còn bị ràng buộc bởi hy vọng và sợ hãi để viên mãn mọi tâm nguyện. Mệnh lệnh điểu bảo hộ chúng sinh trong khu vực lân cận khỏi những ảnh hưởng của năng lượng tiêu cực từ phương Bắc.

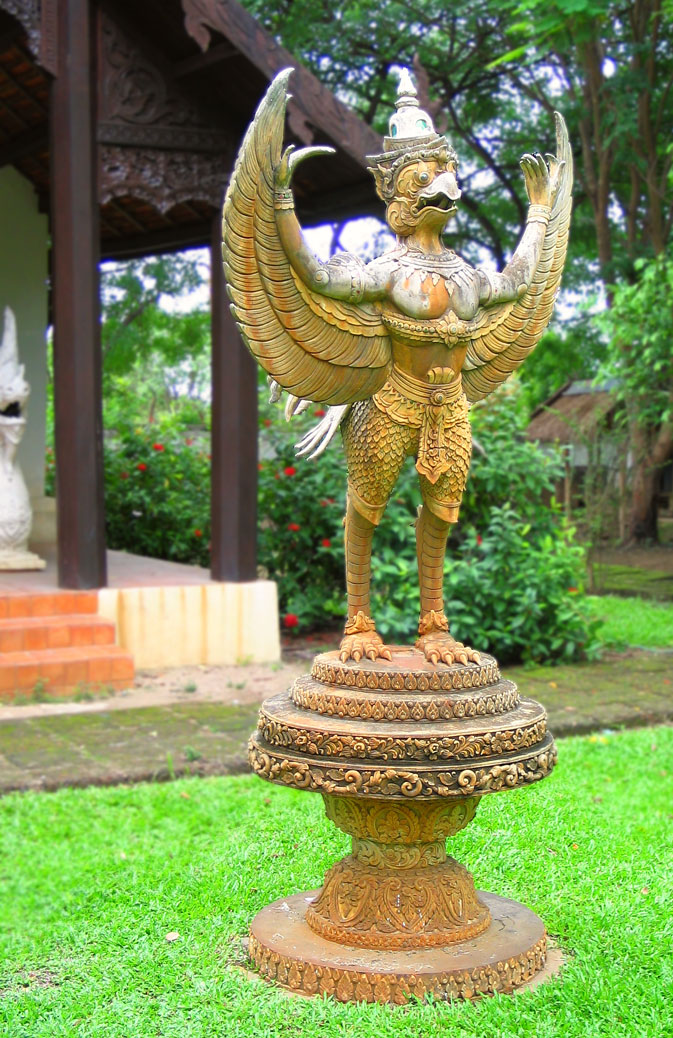
Tượng Garuda bằng vàng ở Thái Lan

Chim thần Garuda là một loại chim thần có nguồn gốc từ Ấn Độ, thường được miêu tả trong hình thức người-chim (Điểu nhân/Tiên chim), tượng trưng cho sức mạnh và chân lý. Ở Việt Nam, Garuda xuất hiện trong nghệ thuật Champa với tư cách là một vị Thần Ấn Độ giáo, là biểu trưng và vật cưỡi của thần Vishnu. Trong nghệ thuật Phật giáo Đại Việt từ thời Lý đến thời Mạc, Garuda là linh vật trấn giữ các góc tháp, đỡ góc bệ thờ hoặc mái đao chùa. Garuda là hình ảnh tiêu biểu cho sự giao lưu văn hóa Đại Việt và Champa.
Kim Sĩ Điểu có hình dáng như chim, nên được xếp vào loại chim. Trong tất cả loài chim, Kim Sĩ Điểu là loại chim to nhất, trú xứ của loài chim là núi Sineru. Núi Sineru có ba tầng, Kim Sĩ Điểu ở tầng thứ hai của núi Sineru và ở Đại dương hoặc biển Sīdantara. Trong tầng thứ hai của núi Sineru này có rừng Bả Đậu Chúa, Kim Sĩ Điểu có thân cao 150 do tuần, mỗi cánh rộng 50 do tuần, đuôi dài 20 do tuần, cổ dài 30 do tuần, miệng rộng 9 do tuần, chân dài 20 do tuần. Kim Sĩ Điểu Vương khi đang bay mãnh lực của việc đập cánh phát sanh thành luồng cuồng phong có tầm ảnh hưởng từ 700-800 do tuần, thường thì Kim Sĩ Điểu ăn thịt rồng (Naga).
Người Khmer gọi chim thần “Krut” là để chỉ một con vật linh thiêng, được bắt nguồn từ thần thoại Ấn Độ cổ đại, gọi là Garuda, chim thần Krut (hay Garuda) xuất hiện khá phong phú trong các mẫu truyện thần thoại. Theo truyền thuyết, Nữ thần Vin-ta sinh ra chim thần Krut (Garuda) và nữ thần Kro-dhus sinh ra rắn Naga. Ngay từ khi mới ra đời, Krut đã sở hữu một hình thể khổng lồ, dữ tợn được biểu hiện một loài chim săn mồi, có hình đầu người, ba mắt và chiếc mỏ nhọn và cong quắp, cùng móng chân sắc nhọn của Đại bàng và có một sức mạnh khủng khiếp, sau đó, chim thần Krut đã giảm bớt kích thước và sinh lực, Krut còn bị đọa đài trong thân phận của một kẻ tôi tớ, chỉ vì thua sau một lần cá cược của mẹ Krut với nữ thần Kro-dhus.
Trong các công trình kiến trúc thì hình tượng chim thần Krut là hình ảnh được các nghệ nhân quan tâm và tác tạo khá phổ biến, hình tượng của chim thần đã đi sâu vào đời sống tâm linh, thẩm mỹ của người Khmer bằng sự thể hiện tài hoa qua những công trình kiến trúc tôn giáo của người Khmer. Các nghệ nhân Khmer thường dùng hình tượng chim thần trang trí trong những ngôi chùa và được thể hiện hình tượng Krut trong tư thế dang đôi cánh rộng, trông như những cánh tay săn chắc, lực lưỡng nắm chặt thân rắn Naga căng ngang xé ra từng mãnh bằng mỏ và chân. Các công trình kiến trúc của chùa Khmer thì Krut được thể hiện trong tư thế dang đôi cánh hoặc đôi tay đỡ lấy tầng mái, thân đứng tựa vào các đầu cột.
Hình tượng Krut đã có mặt trong nền văn hóa Khmer Nam bộ từ khá sớm và được tôn vinh như lực lượng siêu nhiên, là vị thần tối cao được người Khmer tôn kính, là hiện thân của cái thiện giúp đỡ những người gặp phải hoạn nạn, khó khăn chống lại cái ác, trừng trị kẻ ác. Những ngôi chùa Khmer ở Nam bộ, hình tượng Krut được đúc khuôn bằng xi-măng, có ít hình tượng Krut làm từ chất liệu gỗ. Tại tỉnh Sóc Trăng, hình tượng Krut được thể hiện trong các công trình kiến trúc tại chùa Kh'leang, chùa Mahatúp (chùa Dơi), chùa Srolon (chùa Chén Kiểu), tại Phòng Trưng bày Văn hóa Khmer tỉnh Sóc Trăng, vẫn còn lưu giữ một số hình tượng chim thần Krut được chế tác từ gỗ, tượng có dáng vẻ hài hòa, cân đối, các đường chạm, đục rất sắc nét, điêu luyện và rất có giá trị về mặt nghệ thuật. Qua quá trình phát triển, dù được làm từ chất liệu khác nhau nhưng chim thần Krut mang giá trị văn hóa, vừa là vật thể vừa là phi vật thể trong kho tàng văn hóa của người Khmer.

### Chim Lạc

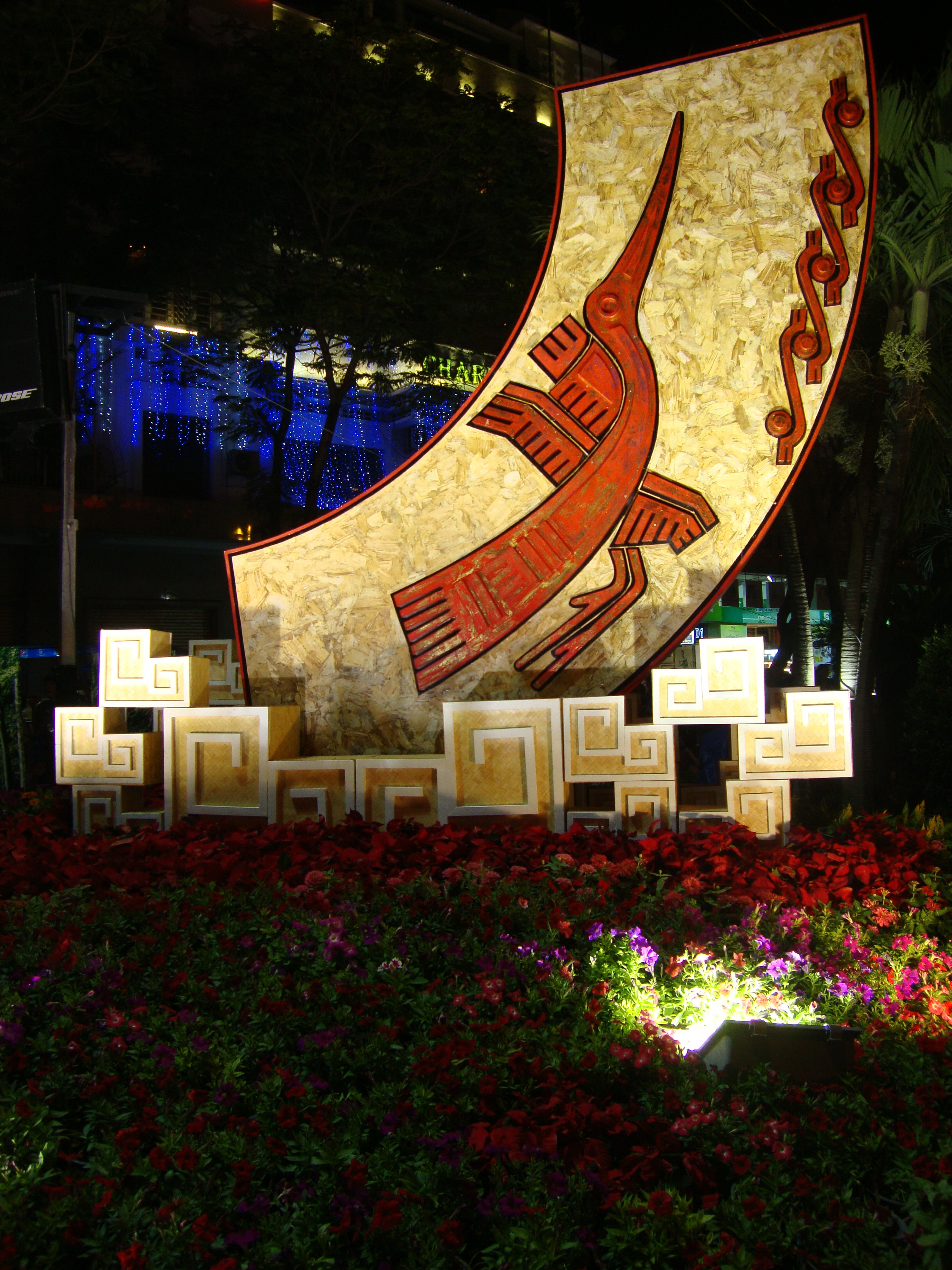
Hình tượng con chim Lạc

Chim Lạc là vật Tổ của cư dân Đông Sơn, trong buổi đầu hình thành nhà nước Văn Lang-Âu Lạc của cư dân Việt cổ. Với tư cách là một biểu tượng, chim Lạc vừa gần gụi thân quen vừa thiêng liêng cao cả. Chim Lạc vươn lên với cao rộng như khát vọng muôn đời chinh phục bầu trời. Chim Lạc tượng trưng cho ước mơ vượt không gian bất chấp giông tố thử thách. Thời Hùng Vương, chim Lạc được xem là một biểu tượng của nước Âu Lạc cũ, một loài chim trong truyền thuyết. Hình ảnh một con chim Lạc cũng là biểu tượng được tìm thấy trên mặt của Trống Đồng.
Chim lạc tượng trưng cho tinh thần và cả văn hóa thuần, cũng Việt là tiền thân của hình tượng phượng hoàng ở những thời đại sau này. Nghĩa của từ "Lạc" trong cụm từ "chim Lạc" có nhiều tranh luận và khảo cứu, sự đồng thuận nhiều hơn cả cho rằng, chữ "Lạc" này có xuất xứ từ chữ "Lạc điền" (ruộng nước). Thời Hùng Vương đã dùng rất phổ biến chữ "lạc" này: Lạc Việt, Lạc vương, Lạc hầu, Lạc tướng, Lạc dân, Lạc điền. Chim Lạc thuộc về biểu tượng quan trọng vì ở những loại trống đã giản ước rất nhiều hình ảnh khác thì hình ảnh này vẫn xuất hiện bên cạnh Mặt trời và liên hội với một loài hậu điểu, hậu là khí hậu, thời tiết, điểu là chim, hậu điểu là chim di cư theo mùa để sáng tạo ra cách gọi tương ứng.

### Quái điểu Roc
Trong các câu chuyện ở vùng Trung Đông (Iran, Ba Tư) cổ xưa, loài quái điểu Roc được mô tả là sinh vật dạng chim có hình dáng như loài đại bàng có kích thước khổng lồ, có thể dễ dàng quắp lấy một con voi và vác về cho đám chim con xé thịt ăn. Mỗi chiếc lông vũ của nó to ngang với tàu lá cọ, và khi bay, bóng của nó che rợp cả một vùng. Quả trứng của nó có chu vi lên đến 150 feet (khoảng 45 m). Chúng định cư ở núi trái đất.
Chim khổng lồ Roc từng xuất hiện trong câu chuyện của chàng thủy thủ Sinbad trong cuốn Nghìn lẻ một đêm khi đoàn thủy thủ này lạc vào hoang đảo và ăn những cái trứng chim khổng lồ. Chúng có thể dễ dàng đánh đắm một con tàu lớn mà không tốn quá nhiều sức lực. Những con mãng xà có kích cỡ khổng lồ xuất hiện thì chúng cũng sẽ ăn cả (tương tự như truyền thuyết của Kim Sí Điểu-Garuda). Sau này, Marco Polo là một người lữ hành thời Mông Cổ cũng từng ghi chép về loài chim ăn thịt khổng lồ trong những câu chuyện của mình.

### Chim Thần điêu

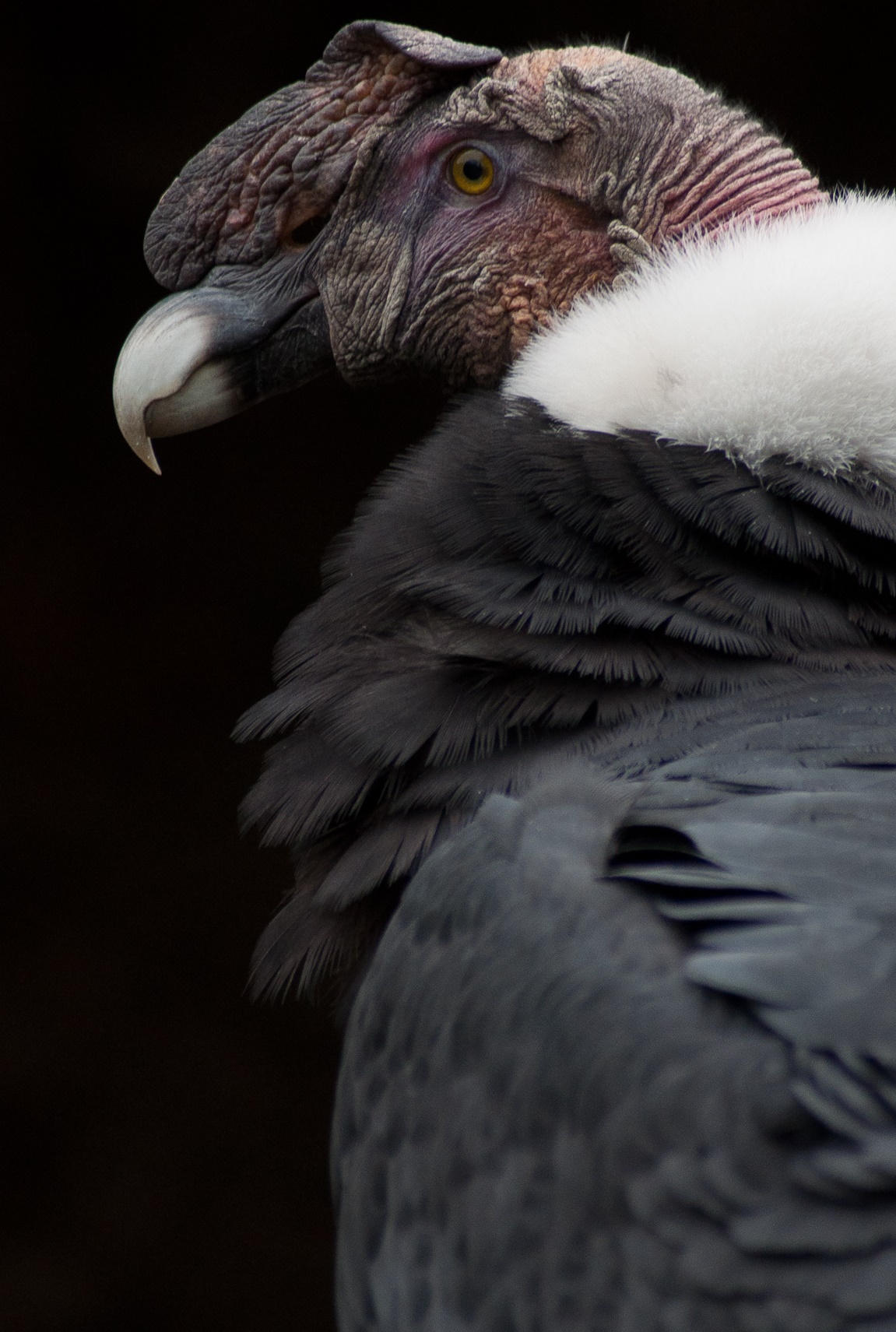
Những mô tả trong tiểu thuyết của Kim Dung, Thần điêu có vẻ giống như loài thần ưng Andes

Trong bộ tiểu thuyết Thần điêu đại hiệp của Kim Dung có nhân vật Thần điêu là một con chim điêu khổng lồ luôn bên cạnh Dương Quá. Theo những mô tả trong tiểu thuyết thì có thân hình to lớn đứng ngang hoặc cao hơn Dương Quá, lông đen tuyền. Trong tiểu thuyết có đoạn tả về con chim này, đó là một con chim điêu thân hình cực lớn, cao hơn cả con người, diện mạo hết sức xấu xí, lông thưa, tựa hồ bị người ta vặt trụi lủi đi già nửa, màu vàng vàng đen đen, hiển nhiên vô cùng bẩn thỉu, diện mạo thì có phần giống cặp chim điêu trên đảo Đào Hoa, nhưng xấu xí hơn rất nhiều.
Con chim điêu xấu xí này mỏ khoằm, có cái mào to đỏ như máu, trên thế gian có ngàn loài chim, chưa thấy loài mãnh cầm nào dị dạng như nó. Trong tác phẩm của Kim Dung, thậm chí chim điêu còn có võ công riêng của chúng. Những hành vi của nó cũng được diễn tả như tiếng chim điêu kêu âm thanh không được trong trẻo, nhưng rất có khí thế, nó sải bước đi đi lại lại, nghển cao đầu trông khí khái uy vũ, con chim điêu xấu xí kêu một hồi, khi chiến đấu với con độc xà thì con điêu mổ liền bốn cái, bốn con độc xà chết tươi, cú mổ nào cũng chuẩn xác, nhanh nhẹn như thần kỹ mổ chết tươi bốn con độc xà (rắn độc).
Con chim điêu há to mồm, nuốt một con độc xà vào bụng. Con chim điêu ngẩng cao đầu, kêu khẹc khẹc liền ba tiếng. Con chim điêu ngẩng cao đầu, cái mỏ khoằm mổ nhanh trúng mắt bên phải con mãng xà. Cổ con chim điêu vừa ngắn vừa thô, tưởng đâu không tiện chuyển động, ai dè nó co duỗi nhanh như tia chớp và chiến đấu quyết liệt với những con độc xà. Sau này, khi kết bằng hữu với Dương quá, nó còn chở Dương Quá trên lưng, chứng tỏ sải cánh phải cực dài và khỏe mới có thể chở được một người đàn ông cao to cùng với thanh Huyền Thiết Trọng Kiếm của Độc Cô Cầu Bại mà Dương Quá mang theo.
Có những thông tin về chim điêu của Dương Quá thực chất là thú nuôi của một tộc người sống ở phía dưới vực Đoạn Trường Nhai. Để có thể vận chuyển người và hàng hóa lên những nơi cao từ vực, tộc Thần Điêu đã sử dụng những con chim lớn để huấn luyện và thuần dưỡng thay cho ngựa như người ở Trung Nguyên, cả loài chim khổng lồ này và tộc Thần Điêu đều lựa chọn Đoạn Trường Nhai làm nơi cư ngụ, người tộc này đều có tài bắn cung thiện xạ để săn mồi trên lưng chim, nơi có những địa hình hiểm trở mà ngựa không thể di chuyển được. Sự xuất hiện của chim điêu khổng lồ bên cạnh Dương Quá có thể là một biến cố thay đổi khi chú chim này quyết định lựa chọn chủ nhân của mình, chim điêu là loài thông minh, chúng tự lựa chọn chủ nhân của mình giống như một số loài như chó ngao Tây Tạng. 

## Chủng bò sát
Hình tượng các loài bò sát cũng để lại dấu ấn sâu đậm trong văn hóa truyền thống của nhiều dân tộc, những loài bò sát được nhắc đến nhiều nhất gồm rắn, rùa và cá sấu và loài “bò sát” nổi bật nhất chính là Rồng. Ngày nay, trong văn hóa bình dân, hình tượng các loài bò sát lại được ghi dấu theo cách mà các nhà thuyết âm mưu tin rằng có Chủng tộc bò sát đang thao túng thế giới của loài người, đây là một trong những thuyết âm mưu phổ biến ngày nay như những thuyết âm mưu về hội Illuminati, thuyết âm mưu UFO và QAnon.

### Con rắn

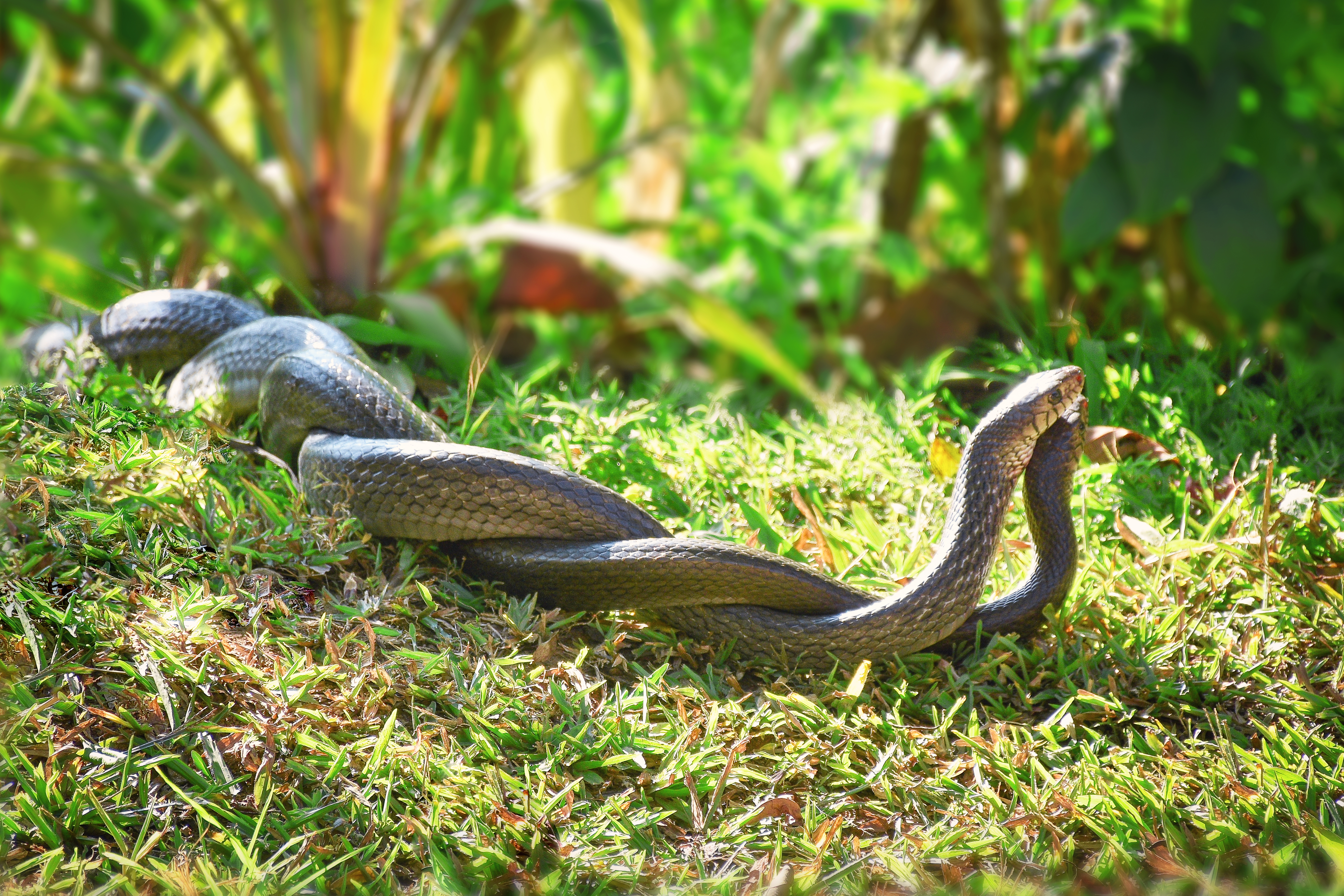
Một đôi rắn đang giao hoan

Con rắn hiện diện rộng khắp trong nền văn minh trên địa cầu. Rắn là biểu tượng của Thần nước, thủy thần, là đại diện cho hai thành tố đối lập tốt và xấu. Tín ngưỡng nguyên thủy của người Việt có tục thờ Rắn, mang ý niệm về sông nước của cư dân làm nông nghiệp. Hình ảnh đôi Rắn quấn nhau là biểu tượng của phồn thực, cội nguồn sinh sôi, sự sống. Mặc dù vậy, Rắn dường như ít xuất hiện trong nghệ thuật tạo hình. Trong văn hóa Champa, Rắn được gọi là Naga, vua của loài rắn, được du nhập vào theo Ấn Độ giáo. Naga là anh em họ và là kẻ thù của Chim thần Garuda nên rắn Naga (còn gọi là Niệk hay Neak) thường được thể hiện trong hình thức bị chim Thần Garuda tiêu diệt.
Trong niềm mê tín, khi thấy rắn rết bò vào trong nhà cần đề phòng người nhà sắp gặp tai nạn. Nhưng gặp rắn là một dấu hiệu của may mắn, nếu gặp rắn trong khu vườn, bên trong nhà hoặc ngoài đường có nghĩa là một cái gì đó hoặc ai đó quan trọng sẽ bước vào cuộc sống (còn gọi là Quý nhân phù trợ). Đừng bao giờ cố gắng để gây tổn hại hoặc giết một con rắn khi phải đối mặt với nó (câu chuyện đồn đại về Nguyễn Trãi là một ví dụ). Những con rắn càng độc thì càng may mắn. Các vua rắn hổ mang được mô tả là một con rắn của sự may mắn tột bậc. Dù làm gì, không bao giờ được giết một con rắn vì nó có liên kết tới một số mặt tinh thần. Nó thường tự trốn đi khi ý thức được sự hiện diện của con người.
Người dân ở Chiềng Ban vẫn truyền miệng về nguồn gốc của loài cá thần (cá bỗng) bắt đầu từ một truyền tích về thần rắn, một cơ duyên, hai vợ chồng quyết định nuôi rắn, vào một đêm trời mưa to, sấm chớp ầm ầm, sáng ra dân làng thấy xác chàng Rắn nằm chết dạt vào chân núi Trường Sinh, dân làng chôn chàng ngay dưới chân núi và lập đền thờ ngay trên mộ chàng và được thần linh báo mộng cho biết, chàng Rắn đã đánh nhau với thủy quái về phá hoại bản làng và được Thượng đế phong thần hiệu "Tứ phủ Long Vương, từ đó, suối Ngọc trước cửa đền thờ có đàn cá cả ngàn con ngày đêm về chầu và người dân trong vùng không ăn cá suối Ngọc

### Con rùa

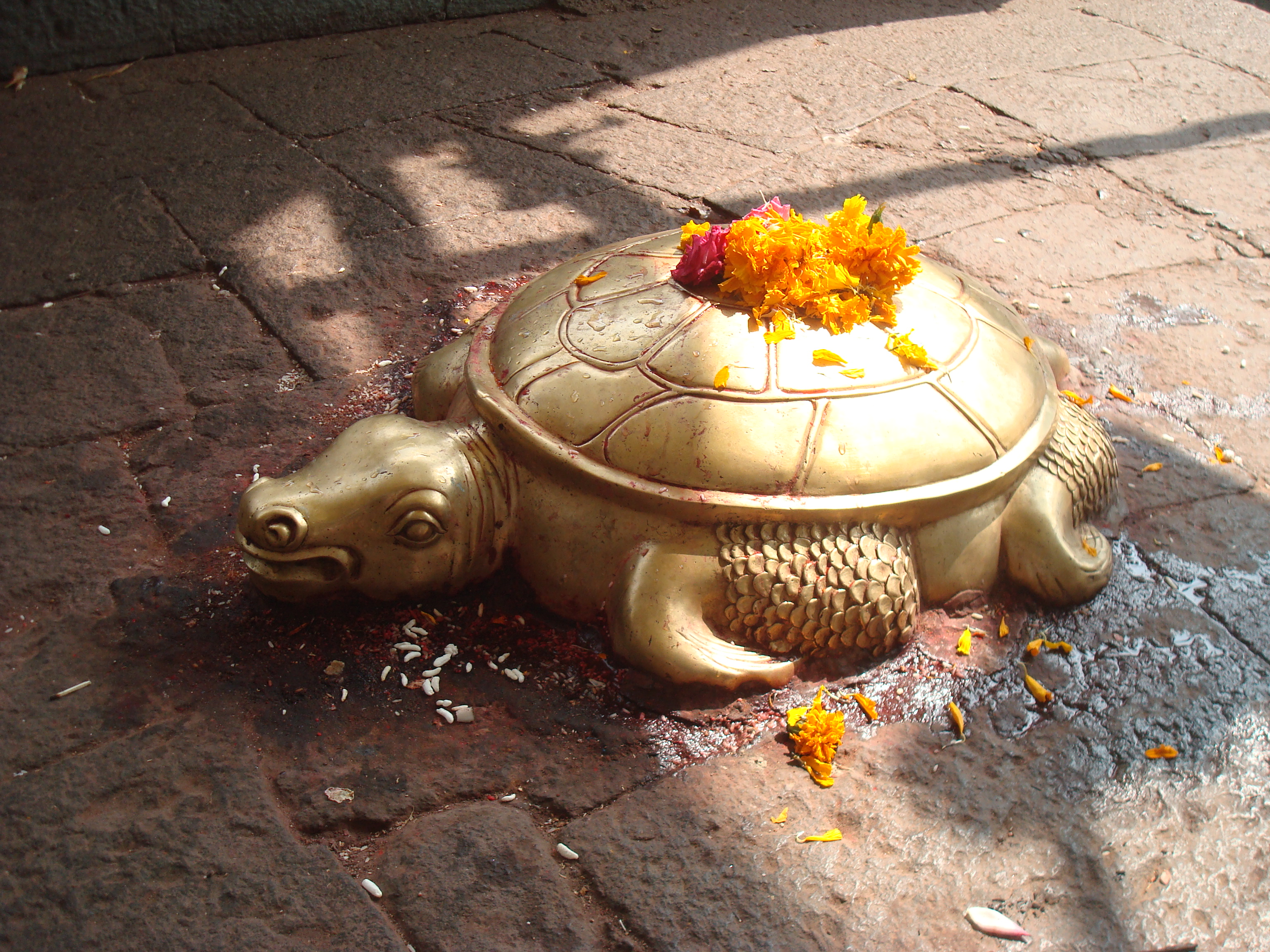
Tượng con rùa vũ trụ Kurma (कूर्म) ở Ấn Độ

Con rùa ở phương Đông được xem là con vật nằm trong bộ Tứ linh với ý nghĩa là núi vững chãi che chở sau huyệt. Nó là tạo vật duy nhất trong tứ linh thật sự tồn tại và có thể dễ dàng tìm thấy là biểu tượng của tuổi thọ, mà còn của sự bảo vệ, che chở, hỗ trợ, sự sang trọng và triển vọng. Vì mai rùa rất chắc chắn, có thể bảo vệ được cơ thể mềm yếu bên trong của nó nên còn mang ý nghĩa của che chở, bảo hộ. Rùa được tôn thờ và là một trong những bảo bối phong thủy giúp hóa giải khá nhiều thế xấu trong nhà ở, loài rùa là sinh vật có thật và luôn sẵn sàng giúp phù gia chủ, bày rùa trong những ngôi nhà giúp trấn yểm được khí hung. Sự chắc chắn của loài rùa sẽ giúp cho công việc của gia chủ từng bước đều ổn định.
Khi bày rùa để hóa giải phong thủy xấu, đầu rùa luôn phải hướng ra phía ngoài cửa, nếu để đầu rùa hướng vào trong sẽ giống như con rùa rụt cổ, khó mà thành sự, nếu treo một chiếc mai rùa trên cửa ra vào sẽ có tác dụng tán sát khí giống như tác dụng của gương bát quái. Phần gù ở lưng con rùa được coi là trời và phần bụng của chúng là đất, khiến nó trở nên bền vững với thời gian (con rùa vũ trụ). Đặt một con rùa đầu hướng ra cửa sổ là tốt, khi dùng rùa sống để hóa sát, nếu nó chết hãy thay ngay con khác. Rùa là một trong số những loài vật có tuổi thọ thuộc hàng cao nhất. Trong văn hóa Việt Nam, rùa là một linh vật được tôn trọng. Rùa biểu trưng cho sự bền vững, trường tồn, và rùa thường đi kèm với hình tượng rùa đội hạc ở trong chùa, đền, đình, miếu, nơi thờ tự.

### Thằn lằn
Ngoài hình tượng Người thằn lằn trong Chủng tộc bò sát và Người thằn lằn là sinh vật kỳ bí ở Mỹ thì Quái nhân thằn lằn The Lizard với tạo hình xấu xí, chiếc đuôi khổng lồ và những móng vuốt có thể xé xác đối thủ đã xuất hiện trong cả loạt phim gốc Người Nhện và cả Amazing Spiderman. Nhờ kĩ xảo điện ảnh nên Người Thằn Lằn trong Amazing Spiderman 2012 có vẻ thu hút hơn ở các màn đánh giáp lá cà với Người Nhện. Quái nhân này là tiến sĩ Curtis Connors của tập đoàn Oscorps. Ông bị mất một tay nên nghiên cứu phương thuốc với mong muốn phục hồi lại cánh tay cho mình cũng như tất cả những ai bị mất một phần thân thể.
Tiến sĩ Connors nghĩ ra cách sử dụng gen của loài thằn lằn, vì chúng tự khôi phục được cái đuôi bị đứt và bàn tay của ông đã tự tái sinh, nhưng bản thân ông cũng bị biến đổi thành một con quái vật. Người Thằn lằn không hẳn là kẻ xấu, ông ta không phải hiện thân của cái ác như Joker mà là một người đàn ông tốt nhưng lại ra những quyết định sai lầm, đại diện cho sự khiếm khuyết, cũng như những ham muốn có thể dẫn tới thảm kịch khôn lường vẫn luôn tồn tại trong mỗi con người. Người thằn lằn cũng có một số phận, một cuộc sống riêng, có những ước mơ cũng bình dị như bất cứ ai. Người Thằn Lằn là ước mơ có một cơ thể trọn vẹn đầy đủ.

### Con rồng
Rồng là một biểu tượng văn hóa có độ phổ biến cao trên thế giới, là loài vật hư cấu được phát triển và xuất hiện trong văn hóa nhiều quốc gia châu Á cũng như châu Âu, lịch sử văn hóa các vùng đất năm châu, từ Âu, Phi sang Á, từ châu Mỹ sang châu Úc đều cho thấy có rồng. Rồng xuất hiện trong hầu khắp các thần thoại, truyền thuyết của các nền văn minh thế giới, đại diện cho sức mạnh, một thứ sức mạnh phi thường ngoài tầm kiểm soát nhưng thứ sức mạnh mang tính ám ảnh này lại có sự khác biệt giữa phương Đông và phương Tây trên nhiều phương diện, sự khác biệt trong nhận thức văn hóa về con vật huyền thoại phức tạp đến mức nhiều người nói rằng họ vẫn dùng con rồng để mô tả về khoảng cách lớn nhất giữa châu Âu và châu Á, theo đó, rồng Trung Quốc và rồng phương Tây hoàn toàn khác nhau trong tưởng tượng, biểu đạt và ý nghĩa.
Rồng là một biểu tượng văn hóa có độ phổ biến cao trên thế giới, là loài vật hư cấu được phát triển và xuất hiện trong văn hóa nhiều quốc gia châu Á cũng như châu Âu, lịch sử văn hóa các vùng đất năm châu, từ Âu, Phi sang Á, từ châu Mỹ sang châu Úc đều cho thấy có rồng. Rồng xuất hiện trong hầu khắp các thần thoại, truyền thuyết của các nền văn minh thế giới, đại diện cho sức mạnh, một thứ sức mạnh phi thường ngoài tầm kiểm soát nhưng thứ sức mạnh mang tính ám ảnh này lại có sự khác biệt giữa phương Đông và phương Tây trên nhiều phương diện, sự khác biệt trong nhận thức văn hóa về con vật huyền thoại phức tạp đến mức nhiều người nói rằng họ vẫn dùng con rồng để mô tả về khoảng cách lớn nhất giữa châu Âu và châu Á, theo đó, rồng Trung Quốc và rồng phương Tây hoàn toàn khác nhau trong tưởng tượng, biểu đạt và ý nghĩa.

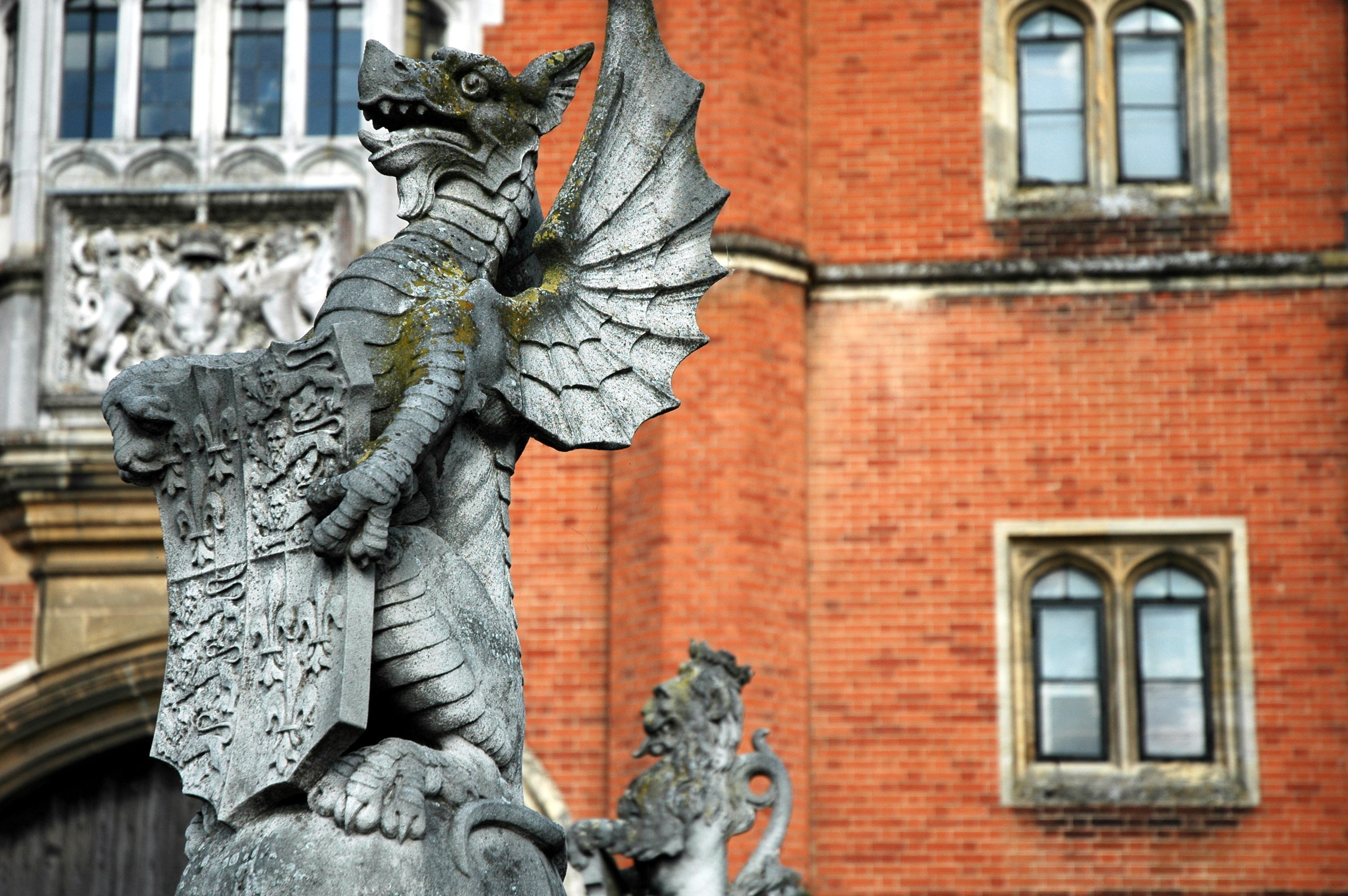
Điêu khắc về một con rồng châu Âu

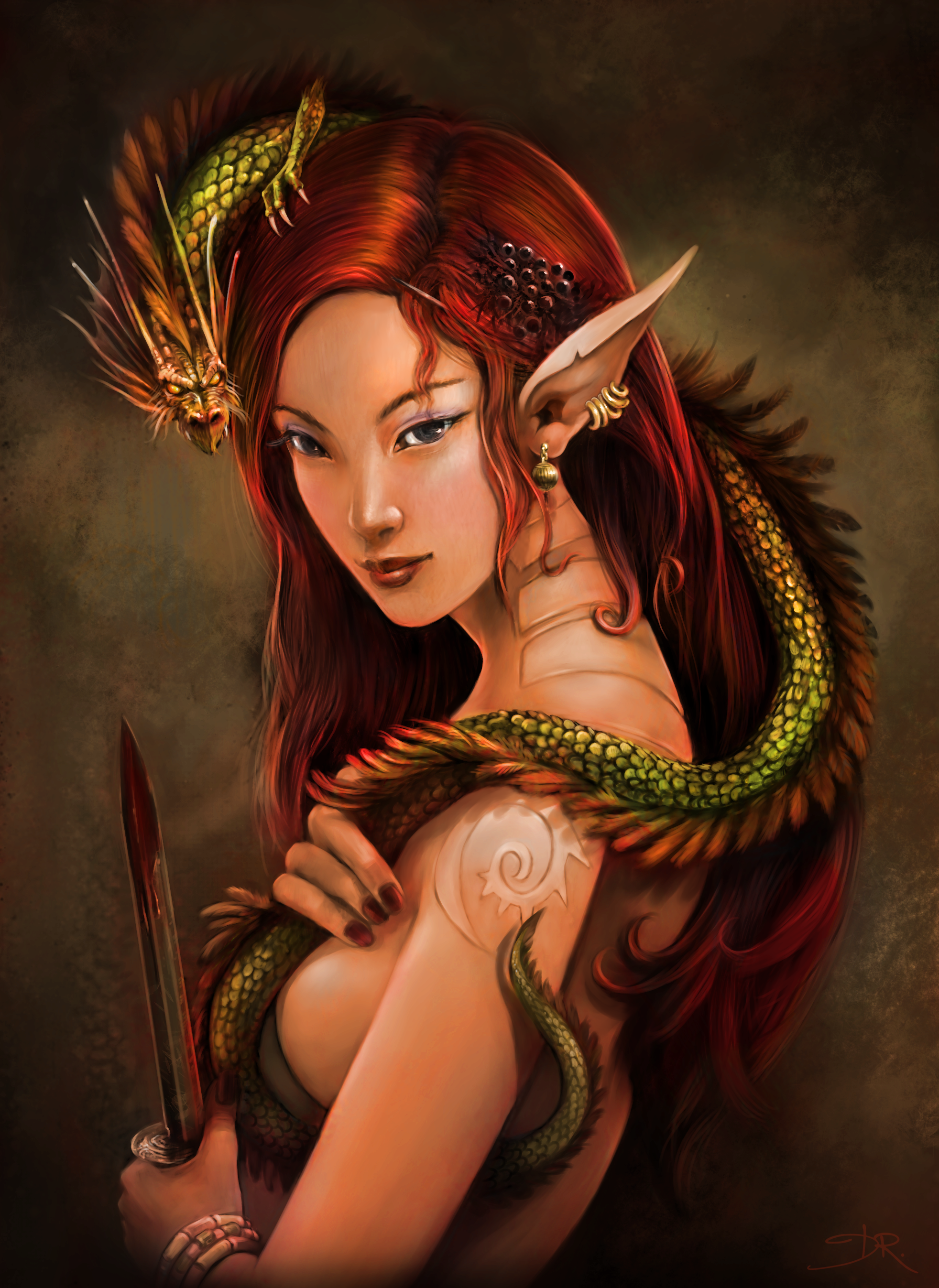
Đồ họa hiện đại về con rồng Quetzalcoatl quấn quanh một nữ nhân bản địa

Theo truyền thống châu Âu, rồng là một sinh vật có vảy, cổ và đuôi dài, có bốn chân và có cánh, phun ra lửa và biết bay, một số chỉ có một đầu và cái mõm ngắn, quặp như mỏ đại bàng, Rồng thường được giao nhiệm vụ canh giữ kho báu, lâu đài hay người đẹp. Rồng khá phong phú về chủng loại, thường có hình dáng của các loại rồng thú bốn chân (như ngựa, cừu, sói, gấu, rắn), có cánh, thân ngắn, miệng phun lửa. Đa số rồng châu Âu là rồng ác, là kẻ canh giữ kho báu, bắt cóc gia súc, mỹ nữ và thường bị một anh hùng tiêu diệt.
Người phương Tây quan niệm con rồng là một sinh vật độc ác có khả năng phun lửa, hình dạng giống thằn lằn, đại diện những sức mạnh xấu xa, con rồng giống như loài bò sát khổng lồ với những chiếc răng sắc nhọn và lớp da xù xì, chúng rất hung dữ và con rồng là những gì còn sót lại của thời trung cổ với lâu đài, tường hào và những kỵ sỹ, rồng châu Âu mang hơi hướng của một loài sinh vật hung dữ với toàn thân phủ vảy như rắn, miệng luôn phun lửa và đôi cánh như cánh dơi để bay lên trời. Lá cờ của xứ Wales có hình tượng một con rồng khổng lồ đỏ rực là biểu tượng của xứ Wales.
Ở châu Mỹ, đa số rồng là các thiện thần (rồng Chac của người Maya, rồng Quetzalcoatl của người Trung Mỹ). Ở Nam Thái Bình Dương là các loài rồng thoát thân từ thằn lằn, mang cả hai đặc điểm thiện và ác (rồng Julunggul, rồng Galeru, rồng Warramunga, rồng Yurlunggur, rồng Eingana, rồng ác có rồng Hotu-puku, rồng Peke-hauna, rồng Kataore, rồng Aranda). Ở Lưỡng Hà, phần lớn là rồng ác (Rồng sư tử Humbaba, rồng Zu, rồng Gandareva, rồng Kur, rồng cái Tiamat, rồng Apsu). Rồng ở châu Phi không được biết đến, thậm chí không được nghĩ là rồng, chúng giống như con rắn lớn đôi khi chỉ có hai chân. Rồng Ai Cập mang cả hai đặc tính thiện và ác (rồng Nehebkau, rồng Ammut, rồng Apep, rồng rắn Denwen). Văn hóa Đông Nam Á chịu ảnh hưởng của văn hóa Ấn Độ nên có truyền thống sùng bái rắn Naga, người Tagalog ở Philippines có rồng biển là thủy quái Bakunawa.
Trong Phật giáo, Rồng trong đạo Phật là linh vật tràn đầy năng lượng, mạnh mẽ và không dao động, là biểu tượng của tâm bố thí rộng lớn, thành tựu nối tiếp, niềm kiêu hãnh kim cương và tâm bình đẳng xả. Tiếng gầm của rồng xanh trên bầu trời là âm thanh của lòng từ bi giúp đánh thức chúng sinh thoát khỏi si mê ám chướng. Trong mỗi chân của Rồng xanh trì giữ một viên đá quý nêu biểu cho sự giàu có, thịnh vượng và sự toàn hảo. Miệng rồng đang hống lên những tiếng gầm thét nêu biểu sức mạnh của chư Daka, Dakini. Sự xuất hiện của Rồng xanh ở phương nam nêu biểu cho sự viên mãn mọi tâm nguyện mà không gặp chướng ngại. Rồng xanh bảo hộ chúng sinh trong khu vực lân cận khỏi những ảnh hưởng của năng lượng tiêu cực từ phương nam.
Có bốn loại Long vương chính là Kaṭṭhamukha tức loại Long vương có nọc độc mạnh, khi cắn trúng người nào, toàn thân người ấy sẽ cứng đơ. Các bộ phận như tay, chân muốn co vào hoặc duỗi ra cũng không được và rất nhức nhối. Pūtimukha là loại Long vương có nọc độc, khi cắn vào, thì vết thương chỗ bị cắn sẽ thối và có nước vàng chảy ra. Aggimukha là loại Long vương có nọc độc, khi cắn trúng, toàn thân người ấy sẽ nóng sốt, vết thương nơi bị cắn trở thành dấu vết giống như bị lửa cháy. Satthamukha là loại Long vương có nọc độc như điện, khi cắn trúng giống như bị sét đánh, những loại Long vương có thần lực, nó có thể hóa thân thành người được.
Tuy hóa thân thành người, nhưng vẫn có năm đặc tướng thường hiển lộ, không mất được, nó hiện khởi theo thông thường tánh của loài Long vương. Năm đặc tướng đó là: Lúc tục sinh phải hiện nguyên hình là Rồng. Trong lúc lột da, hình dạng cũng phải hiển lộ là Rồng như cũ. Trong lúc hành lạc với Rồng, cũng phải là Rồng. Trong lúc nằm ngủ, nếu lúc ngủ thất niệm thì cũng trở lại nguyên hình là Rồng. Trong lúc chết, cũng hiển lộ lại nguyên tướng là Rồng. Tuổi thọ Long vương có lúc trường thọ, có lúc yểu thọ. Có nhóm có tuổi thọ dài, như Long vương Kāla này sanh từ thời Đức Chánh Giác Kakusandha cho đến thời Đức Phật Gotama, rồi sống tiếp tục cho đến thời Phật Mattreyya. Quốc kỳ Bhutan ("thần long chi quốc") nổi bật với biểu tượng con rồng trắng có bốn chân nắm bốn viên ngọc cùng màu trắng.
Từ phía Nam Dương Tử đến hết đồng bằng Bắc bộ Việt Nam là xứ sở của các loại rồng rắn và rồng cá sấu của các cư dân Bách Việt cổ. Trên mặt trống đồng Đông Sơn, nhiều môtíp rồng cá sấu (giao long) thể hiện tục thờ rồng của người Việt cổ. Rồng là con vật đặc thù chung cho tất cả các dân tộc Việt, hình thành trên cơ sở của sự kết hợp nguyên mẫu từ rắn, cá sấu và nhiều loài vật khác, thích nước và sinh sống ở môi trường sông nước và chính từ đây nó đã đi vào văn hóa Trung Hoa, rồng lan truyền ra xung quanh, tại mỗi địa phương khác nhau, rồng khoác lên sắc thái văn hóa của riêng mình, trong đó tại Á Đông rồng phát triển mạnh mẽ nhất, trở thành linh vật biểu trưng cho vua chúa và sức mạnh vương quyền
Ở Đông Bắc Á, thì rồng Hàn Quốc có ba loại chính (Yong, Yo không sừng và Gyo), còn rồng Nhật Bản thường chỉ có ba ngón (rồng Ryo, Sei Ryu/thanh long và Ryu). Người Trung Hoa tự cho dân tộc mình là “long đích truyền nhân” và cho rằng rồng là sản phẩm của tư duy Trung Hoa. Người Hoa Hạ xưa coi rồng là linh vật tổng hợp từ nhiều loài vật khác nhau, song luôn có hình dáng gần nhất với một loài vật chính ví dụ như có rồng thoát thai từ rắn, cá sấu, cá, lợn, trâu, ngựa, hổ, chó, rồng hình thành từ tia chớp, cây tùng, sinh thực khí nam, theo “tam đình cửu tự” (thân ba khúc kết hợp từ chín nét khác nhau của chín loài vật) để nói lên đặc trưng tổng hợp của rồng và để lý giải tại sao rồng làm bá chủ vạn vật.

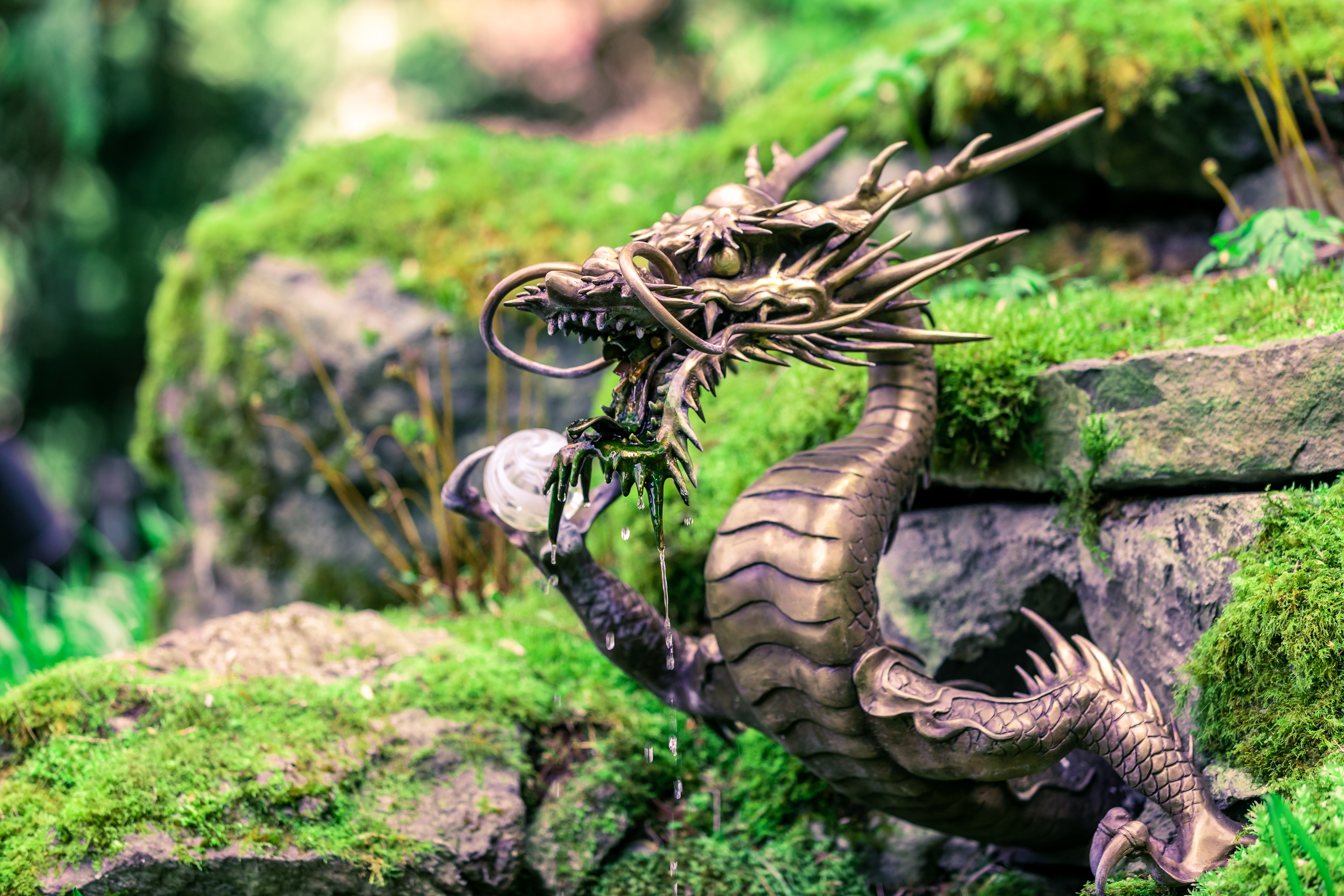
Tượng đồng về hình dáng một con rồng phương Đông

Rồng ở Á Đông vốn là sản phẩm chung của nhân loại mà phần lớn các tác giả đều cho rằng có nguồn gốc từ rắn và khi vào Trung Quốc, hình tượng rắn trở nên có yếu tố thú và có nét dữ dội hơn. Những nét chính yếu của con rồng Trung Hoa đó là “có đôi sừng nai, đầu của lạc đà, mắt của quỷ, cổ của rắn, bụng cá sấu, vẩy da của cá, móng vuốt của chim ưng và đôi tai của bò”. Rồng được miêu tả với nhiều dáng vẻ, tùy thuộc vào sự tưởng tượng phong phú của từng cộng đồng, từng dân tộc và luôn biến đổi theo thời đại hoặc không gian cư trú, con rồng Trung Quốc tại các vùng miền khác nhau cũng có bề ngoài khác nhau, dựa trên những con vật mà con người thường gặp.
Rồng là con vật có sự kết hợp của chín loài vật khác, con rồng sơ khai có hình dáng giống ngựa, bò, rắn, cá, sau đó, hình ảnh con rồng Trung Quốc không được thống nhất cho tới triều nhà Tống theo đó con rồng là sự kết hợp của chín con vật khác nhau gồm có sừng của hươu, đầu của ngựa, mắt của rùa, cổ của rắn, vảy của cá, vuốt của chim ưng, tai của bò, bàn chân của hổ và bụng của rắn biển. Hoặc có thể là đầu lạc đà, sừng hươu, mắt thỏ, tai bò, cổ rắn, bụng ếch, vây cá chép, móng chim ưng, bàn chân của hổ. Người Trung Quốc phân chia rồng thành 3 loài chính: long là giống có quyền lực nhất và thường cư ngụ ở trên trời, ly là loài rồng có sừng và sống dưới đáy biển, và giao là giống rồng mình phủ đầy vảy, thường sống trong các đầm lầy hoặc trong hang sâu trên núi.
Trong Kinh dịch, rồng được tôn là “thủ” (đầu), “quân vương” (vua chúa), là biểu tượng của quẻ càn (trời), quẻ đầu tiên trong 64 quẻ. Sáu vạch của quẻ càn theo truyền thống là thể hiện sáu giai đoạn hiển lộ. Trong xã hội phong kiến Trung Quốc, các hoàng đế tự coi mình là rồng và là con trời nên tất cả những thứ mà họ dùng từ giường tới áo choàng đều được gắn thêm chữ "rồng" (Long), hình tượng rồng cũng được sử dụng rộng rãi trong việc trang trí các đồ đạc hoàng cung, màu sắc của rồng, màu vàng, chỉ dành cho Hoàng Đế, từ triều Tống, chỉ có hoàng đế mới được sử dụng màu vàng
Theo sách Thuyết văn giải tự, trong 389 loài bò sát có vảy thì rồng là loài đứng đầu và có sức mạnh vô song. Rồng là biểu tượng của phương Đông (tả Thanh long) và của mùa xuân. Sự tôn sùng dành cho con rồng trong quan niệm của người Trung Quốc gắn liền với thời cổ đại vì sự giới hạn kiến thức về tự nhiên và sự bất lực chống lại sự thay đổi và khắc nghiệt của thời tiết, nhiều thị tộc và bộ lạc đã coi rồng như một vật tổ quyền lực, đem tới sức mạnh siêu nhiên bảo vệ họ và mang lại cho họ may mắn. Rồng được tôn sùng như một biểu tượng cho uy quyền, sức mạnh bậc nhất tại Trung Quốc. Con rồng của người Trung Quốc là một trong mười hai con giáp đại diện cho các năm.
Rồng tượng trưng cho vua và thâu tóm được nhiều quyền lực tối cao là linh vật duy nhất hoạt động tự do ở cả bốn cõi trời, mặt đất, dưới nước, độn thổ. Rồng có thể tạo ra gió, mây, mưa cho mùa màng tốt tươi hoặc gây bão lụt, động đất. Rồng được cho là loại vật có quyền lực, có thể bay lượng kỳ vĩ trên trời, độn thổ sâu dưới lòng đất, vẫy vùng ngoài biển cả, bơi lội ở nơi sông sâu. Rồng biến hóa thiên nhiên, hô phong hoán vũ, rồng tạo ra nguồn nước và lượng mưa là những thứ không thể thiếu với cuộc sống của những cư dân nông nghiệp Trung Quốc thường thể hiện tình cảm và sự ngưỡng mộ của mình đối với rồng linh thiêng. Tại những khu vực thường xuyên bị hạn hán và thiên tai, đền thờ rồng được xây dựng để cầu cho mưa thuận gió hòa, mùa màng bội thu.
Khác với người Hoa, người Việt khá thống nhất trong quan niệm về con rồng, cả hình dáng, tính chất. Đối với người Trung Quốc thì con rồng tượng trưng cho nho giáo, cho quyền lực của thế lực phong kiến còn con rồng Việt Nam xuất phát từ đời sống của dân nông nghiệp, là sự thăng hoa và ước vọng có mặt trời, có mây mưa, có nước non để trồng lúa nước, sau khi nó được nhập vào Phật giáo thì con rồng trở thành sự siêu thoát rồi cuối cùng mới chịu ảnh hưởng của tinh thần Nho giáo biểu tượng cho vua như con rồng thời Lý là con rồng hình sin. Nó biến đổi rất đều trên một cái trục dọc giảm dần và cuối cùng hòa vào làm một, tượng trưng cho chân lý nhất nguyên của đạo Phật tức là cuộc sống có hai mặt, có âm có dương nhưng cuối cùng chỉ đi về một hướng
Từ đầu thời tự chủ (thế kỷ X) đến cuối triều Nguyễn hình tượng con rồng Việt có những biến đổi về hình dáng, thể hiện qua các chi tiết về râu, sừng, vây lưng, đuôi, sự uốn lượn của thân, nhưng trên đại thể thì hình ảnh và tính chất của con rồng Việt dưới các triều đại tương đối thuần nhất, rồng là biểu tượng của vương quyền, gắn liền với hình ảnh ông vua, là đỉnh cao của khái niệm quyền uy. Từ đời vua Lê Đại Hành rồng mới phần nào được đồng nhất với nhà vua, điều này tiếp tục phát triển dưới thời Lý, Trần và đạt đến đỉnh cao dưới thời Lê sơ. Những đặc điểm của rồng phương Bắc thấy rõ ở Điện Kính Thiên hay bia Vĩnh Lăng ở Lam Sơn.
Ở Việt Nam, quy ước rồng 5 móng dành riêng cho vua cũng bắt đầu có từ thời Lê. Thời Lê-Trịnh đến thời Nguyễn, chỉ có vua và thái tử mới được sử dụng hình ảnh rồng 5 móng; các hoàng tử thứ 2, thứ 3 và thứ 4 chỉ được dùng hình ảnh rồng 4 móng; từ hoàng tử thứ 5 trở xuống chỉ được dùng hình ảnh rồng 3 móng hay các biểu tượng gần gũi của rồng như con giao, con cù. Con rồng trang trí trong các đình chùa của dân gian cũng chỉ có 4 hoặc 3 móng. Tuy vậy, trong tâm thức của người Việt, rồng không hẳn là linh vật dành riêng cho nhà vua hay hoàng gia. Con rồng Việt đã vượt khỏi chốn cung cấm, xuất hiện ở hầu khắp đình chùa, miếu vũ trong dân gian. 
Ở Việt Nam, hình tượng Rồng đã xuất hiện từ buổi đầu dựng nước Văn Lang-Âu Lạc và trở thành biểu tượng linh thiêng gắn với Tổ Tiên, cội nguồn dân tộc thông qua truyền thuyết “Con Rồng cháu Tiên”. Hình tượng rồng Việt xuất hiện sớm nhất là trên chiếc giáo và rìu đá trang trí đôi giao long từ thời văn hóa Đông Sơn, những hình rồng Việt nguyên thủy đơn giản, thô sơ, có lẽ con rồng Việt xuất hiện muộn hơn, một giả thiết là rồng đã theo đạo Phật vào đất Việt rồi hội với con rắn (Naga)–chủ nguồn nước, mà dần thành rồng Việt với chức năng đề cao, tôn sùng Phật đạo, từ đó cũng đồng nhất với tôn trọng pháp lực của rồng. Con rồng Việt không chỉ là biểu tượng của vương quyền, gắn với triều đại phong kiến mà nó còn gắn bó chặt chẽ với đời sống dân gian người Việt. Nếu có con vật nào xuất hiện rộng rãi nhất trong các di tích của người Việt, từ lầu son cung điện đến đình, đền, chùa thì đó chính là rồng, con rồng không chỉ là biểu tượng của vua chúa nhưng còn là vị thần của cư dân nông nghiệp với niềm ước vọng mưa thuận gió hòa.

## Các loài khác

### Loài cá

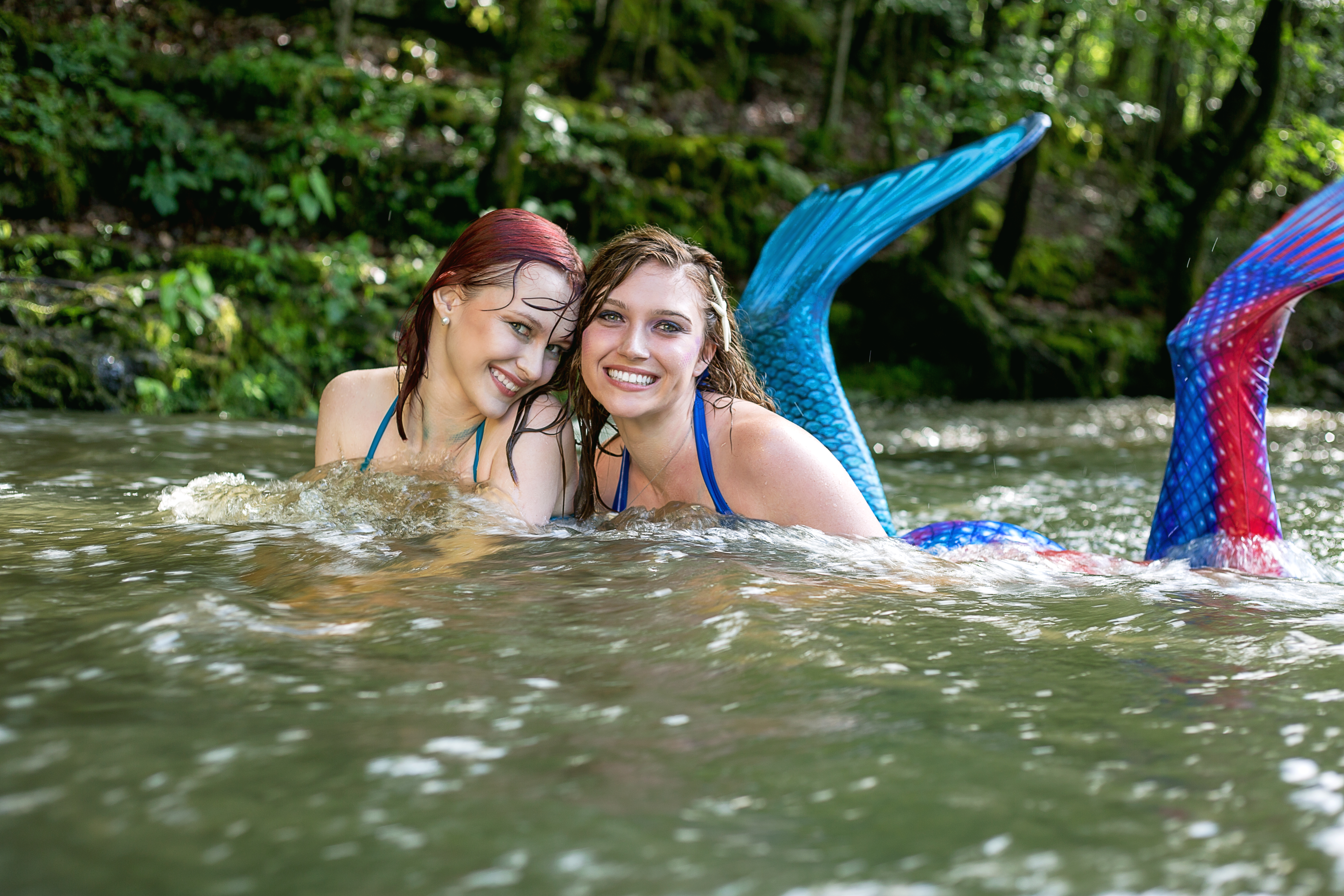
Hai cô gái hóa trang thành nàng tiên cá

Loài cá nói chung là biểu tượng cho sự tốt lành, cho nguồn nước. Trong văn hóa phương Đông, chữ Hán về loài cá là ngư (魚) đồng âm với chữ dư (餘) tức là dư thừa, dư dật và Cửu ngư (九魚) tức 9 con cá, phát âm giống như cửu dư (久餘) nghĩa là dư dật lâu dài, ngụ ý một ước mong được sống khá giả mãi, do đó hình vẽ cá trên tranh Mẫu đơn phối hợp với cá lội là biểu tượng Phú quý hữu dư (富貴有餘) nghĩa là phú quý dư dật là lời chúc nguyện tốt đẹp. Loài cá chép đóng một vai trò rất lớn trong văn hóa Á Đông, chúng là biểu tượng của sự nỗ lực với giai thoại Cá chép hóa rồng. Trong văn hóa phương Tây, hình tượng cá nổi bật có lẽ là nàng tiên cá.
Cá vàng biểu tượng cho sự thông minh, tĩnh lặng và cuộc sống lâu dài, nó thường xuất hiện và có ý nghĩa trong nhiều tín ngưỡng tôn giáo khác nhau. Ở thời Ai Cập cổ đại, cá vàng là nguồn động lực cổ vũ tinh thần các thành viên trong gia đình và lòng dân trong nước. Ở Hy Lạp cổ đại, cá vàng mang lại hạnh phúc trong hôn nhân và các mối quan hệ. Còn trong Phật giáo, cá vàng biểu trưng cho khả năng sinh sản, sự dồi dào và hòa thuận. Cá tại Campuchia, loài cá được xem là đại diện cho sức khỏe, thịnh vượng và may mắn, đặc biệt, loài cá có tên Try Kantrop được xem là cực kỳ may mắn. Loài cá này đã truyền cảm hứng cho sản phẩm điều trị thiếu máu ở Campuchia là con cá sắt may mắn.
Cá Koi ở Trung Quốc (cá chép) là một biểu tượng của sức mạnh và lòng dũng cảm, vì nó được cho là sống trong hơn 100 năm và trong tự nhiên, nó bơi ngược dòng, chống lại nghịch cảnh trong suốt cuộc đời dài của nó. Trong phong thủy, cá Koi có liên quan đến cá vàng hay cá chép, vì thế đặt ba con cá vàng trong một cái bát mang lại sức mạnh và sự thịnh vượng trong thời điểm khó khăn. Người ta cũng tin rằng bức tượng hoặc hình ảnh của cá Koi hoặc cá chép sẽ mang lại may mắn cho gia đình hoặc doanh nghiệp.
Cá hoá rồng vốn là truyền thuyết được lưu truyền phổ biến ở Việt Nam, gắn với tích “Ngư dược Vũ môn” của khoa cử Nho học. Trong nghệ thuật Việt Nam, đề tài cá hóa rồng bắt đầu xuất hiện từ thời Trần về sau, nhưng phổ biến và đạt tới đỉnh cao nghệ thuật vào thời Lê sơ. Bức tranh nổi tiếng về chủ đề cá là Lý ngư vọng nguyệt (鯉魚望月) tức Cá chép trông trăng. Người Việt còn có câu “chim sa, cá nhảy” để ám chỉ những điều xui xẻo nếu gặp phải hiện tượng này hiện nay chưa có một cơ sở nào để giải thích cho việc xui xẻo do “chim sa, cá nhảy” gây ra thực tế, có những con cá nhảy lên bờ là đặc tính của chúng như cá chuối kiếm thức ăn cho đàn con

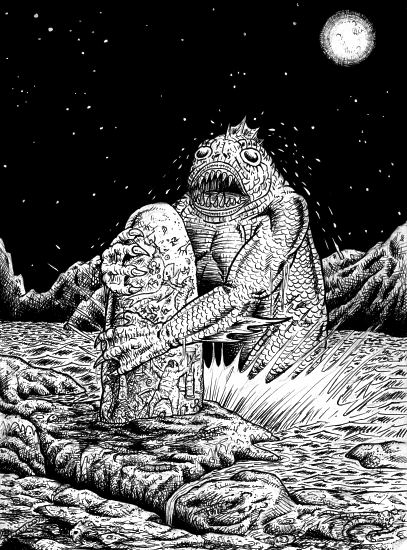
Một con quái vật vũ trụ có hình dạng của loài cá

Trong số các loài cá, hình tượng con cá mập được khắc họa rất tiêu cực thông qua các bộ phim, tiểu thuyết vì những vụ cá mập tấn công con người, chúng được mô tả như những cổ máy sát thủ đầy chết chóc, rùng rợn ở đại dương và gắn với tên gọi hung thần của biển cả. Một số loài cá còn lại cũng được khắc họa là dữ dằn và ăn thịt người, chẳng hạn như cá da trơn, một con quái vật trong văn hóa Nhật Bản là con cá cù Namazu (鯰) hay Ōnamazu (大鯰) là con cá trê khổng lồ chuyên gây ra động đất ở Nhật Bản, mặc dù theo truyền thuyết thì nó sống ở tận Hội An nên người ta dùng tượng Thần hầu (khỉ) và Thần cẩu (chó) để trấn yểm.
Một loài cá khác gắn với nhiều huyền thoại tiêu cực là cá răng đao (Piranha) mà cụ thể là loài cá răng đao bụng đỏ được khắc họa qua những bộ phim kinh dị. Bộ phim Piranha năm 1978 của Joe Dante, bộ phim Piranha II: The Spawning, vào năm 1982, và hai bản làm lại, một vào năm 1995 và một phiên bản vào năm 2010. Những bộ phim như thế này và những câu chuyện về về những con quỷ bụng đỏ tấn công con người, khiến chúng bị phóng đại sự khét tiếng là một trong những loài cá nước ngọt hung dữ và khát máu nhất khi cả đàn cá điên cuồng tấn công và xâu xé ăn thịt người, trên thực tế, chúng là những loài cá khá nhút nhát và chỉ rỉa ăn xác thối.
Trong các đám tang một số dân tộc ở Việt Nam, còn thấy xuất hiện các hình tượng cờ con cá, đại diện cho nước và cờ con hươu, đại diện cho trên cạn, cùng dẫn đường cho linh hồn người chết về với cõi trời. Tục thờ cá thần còn là biểu hiện của tín ngưỡng lâu đời thờ các vật linh của người Mường địa phương ở Thanh Hóa và Hà Giang cụ thể là đàn cá và thần rắn luôn được tôn trọng. Cá thần ở Bắc Ninh xuất hiện khi người dân Kinh Bắc lại xôn xao về ba "ông cá thần" nằm trong giếng Ngọc nổi tiếng nước trong xanh, ăn ngon, ba “ông cá thần” trong giếng này giống như cá chép.
Và con cá đá dưới giếng cổ Nho Lâm mà truyền kỳ cho rằng đã đội bia lên đền và “cõng hồn” Trương Ba về làng, cá đá vẫn hiển hiện dưới đáy giếng cổ, đền Đế Thích trở thành chốn thiêng liên quan đến một con cá đá khổng lồ, con cá đá này chính là kình ngư mà hồn Trương Ba cưỡi về nhập vào xác anh hàng thịt. Đồng thời, cá đá còn theo dòng sông Cốc đội một chiếc khánh đá vào trong am Đế Thích. Sau đó, cá xuôi dòng và chững lại trong giếng cổ Nho Lâm. Vào thời nhà Lý dưới triều vua Lý Thánh Tông biết đến câu chuyện lạ cá đá đội khánh đá ở Liêu Hạ, thái tử Quốc công đã về đây xây dựng ngôi đền với một tảng đá xanh rêu phong nằm dưới đáy giếng, tảng đá dài khoảng 1,5m, hình dáng như một con cá có kích cỡ lớn.
Ở miền tây Thanh Hóa có ba hang cá thần nằm hai bên bờ sông Mã gồm Suối Cá thần Cẩm Lương (còn gọi là Mó Ngọc), suối Cá thần Cẩm Liên (còn gọi là Suối Đóng hay Mó Đóng), suối Cá thần tại xã Văn Nho nằm tại bản Chiềng Ban, huyện Bá Thước. Từ khi phát hiện ra Suối cá thần người dân trong bản đã lập ban thờ bên cạnh khu vực hang động nằm cách suối cá để thờ Thần Cá. Những câu chuyện ly kỳ xung quanh suối cá thần là đề tài thu hút khách thập phương. Người dân tin rằng sự sung túc của bầy cá là biểu tượng của sự bình yên, no ấm, và suối cá rất linh thiêng, ai dám bắt và ăn thịt các loại cá trên dòng suối này là xúc phạm đến thần linh gây tai họa cho mình và cả cộng đồng.
Hằng năm, lễ tế thần núi, thần sông, thần cá bên bờ suối được mở từ ngày 8-15 tháng Giêng âm lịch, người Mường xứ Thanh tổ chức lễ hội Rước cá Thần (còn gọi là lễ hội khai Hạ). Có câu chuyện đồn rằng có một đôi thanh vì tò mò họ đã dùng đá đập chết một con cá, trên đường quay trở về đã gặp tai nạn chết. Những người dân trong bản đều tin rằng nếu ai trêu đùa, làm hại cá thần hay làm bẩn nước, nhẹ sẽ bị ốm, còn nặng sẽ bị mất mạng và người dân trong bản luôn xem loài cá này là Thân và không dám ăn cá, dù vậy thì những nơi loài cá này sinh sống mà không phải ở Thanh Hóa thì loài cá thần này được xem như là một món đặc sản.

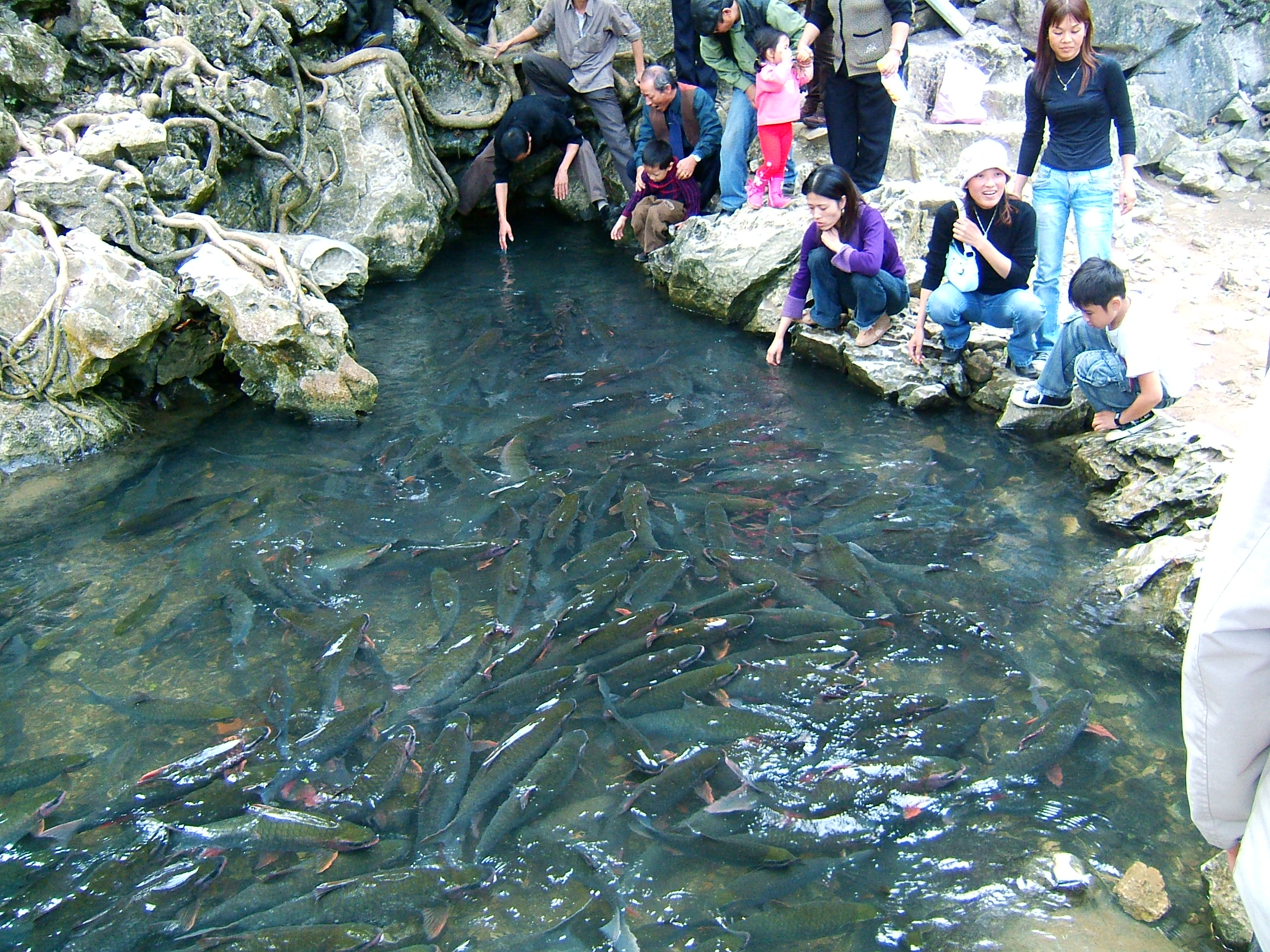
Suối cá tại chân núi Trường Sinh thuộc bản Ngọc, xã Cẩm Lương, huyện miền núi Cẩm Thủy cách trung tâm Thanh Hóa gần 100 km về phía tây Bắc, đàn cá luôn bơi hướng về trong hang

Đàn cá ở suối cá thần Cẩm Lương (Mó Ngọc) có hàng nghìn con gồm các loài cá dốc (Spinibarbichthys denticulatus) thuộc bộ Cá chép, phần đầu giống cá chép nhưng thân lại giống cá trắm sông ngoài ra còn cá chài, cá mại. Hình thù các loài cá này rất lạ, màu sắc phong phú như màu đỏ, xanh, hồng, mỗi khi bơi, thân cá thần phát sáng nhiều màu, lấp lánh ánh bạc. Loài cá thần ở đây là có Dốc, mỗi con cá có thể nặng từ 2 kg đến 8 kg, cá chúa nặng tới 30 kg, thân mình nhiều hoa văn, có thể trông rõ từng chiếc vây. Cá sống và sinh sản chủ yếu bằng thức ăn rong, rêu và các loại lá cây hai bên bờ suối rụng xuống như lá dâu da xoan, lá cây long lạnh, lá bưởi, lá lim là một loại lá rất độc.
Vào thế kỷ XIX có một trận lụt đã đưa loài cá Dốc từ Sông Mã về sống tại suối Ngọc nằm cách sông Mã chưa đầy 2 km, gặp nguồn nước ấm chúng đã không quay trở về sông Mã nữa, vào mùa nước cạn, lòng suối Ngọc chỉ sâu khoảng 20 cm đến 40 cm, nước trong vắt, có thể đưa tay xuống nước vuốt ve những con cá thần. Đàn cá bám theo dòng nước ấm và nơi lý tưởng nhất mà chúng tìm được là quanh khu vực có nguồn nước tinh khiết chảy ra từ dòng suối, dù là nơi thường xuyên bị lũ lụt nhưng cá trong suối không trôi đi, khi nước lớn tràn vào suối, những con cá lớn chui vào hang, hốc để trốn, những con nhỏ nếu bị nước cuốn đi cũng có thể tự biết đường bơi trở lại.
Trên đầu nguồn suối Ngọc có một con cá mẹ nặng hàng trăm kg, là thủy tổ của cá suối Ngọc. Trước kia cá Mẹ thường hay xuống dạo chơi cùng các con nhưng bây giờ già yếu rồi nên không xuống nữa. Có người kể lại rằng cá Mẹ chỉ nằm một chỗ, ít khi di chuyển ra ngoài thung, khoảng 5 năm mới ra ngoài một lần và năm nào cá Mẹ xuất hiện thì dân quanh vùng đều được mùa, làm ăn phát đạt. Người dân địa phương cho rằng không phải cá ở đây không chết mà chúng có thể chết ở một hang hốc nào đó, hy hữu lắm mới thấy một vài con chết bên bờ suối. Khi cá chết phải tế lễ để xin phép thần Rắn rồi mới được phép đem chôn, mộ của cá cũng phải được đánh dấu đàng hoàng.
Loài cá ở mó Đóng được người dân Mường gọi là "cá Phốôc" (phốc) hay cá dốc, có hình thù mình tựa cá trắm, bụng căng tròn ở phần giữa thân, vẩy như vẩy cá chép, lưng hơi sẫm, môi có màu phớt hồng, vây và đuôi có chấm đỏ rất bóng, vây đỏ, má đỏ, ăn tạp và nặng tới 6–7 kg, con nhỏ thì cũng 300 gram. Đàn cá ở suối cá thần có hàng nghìn con lớn, nhỏ, cá có nhiều kích cỡ, có những con chỉ bằng chuôi dao, nhưng cũng có những con khối lượng lên tới 7–8 kg. Mỗi con cá có thể nặng từ 2 kg đến 8 kg, cá Chúa còn có khối lượng lên tới 30 kg. Các loài cá ở đây thân thiện, gần gũi với con người, cá Dốc ở suối Mó Đóng nhiều như vậy nhưng không ai dám đánh bắt để ăn. Cá chỉ bơi quanh quẩn tại một đoạn suối dài hơn 100 m và không bơi ra xa hơn, cá chẳng bao giờ bơi ra ruộng. Cứ mỗi buổi sáng, đàn cá lại từ trong hang chui ra, chiều tối, đàn cá lại rủ nhau về hang trú ẩn. Chúng chỉ quẩn quanh trong một diện tích chừng 500 m2 rồi lại quay vào, nếu có lỡ lạc hay ra ngoài cống này, cá Mó Đóng sẽ không thể quay về và chết.
Cá rất phàm ăn, rất hiền, bơi một cách chậm chạp dưới dòng suối, thỉnh thoảng có những con cá to lớn nhảy lên khỏi mặt nước. Ngoài ăn lá cây rơi rụng từ trên cao, đàn cá còn được cho ăn rau muống 1 hoặc 2 lần/tuần. Khu vực suối cá từng là nơi đóng quân của lính Pháp, họ không đánh bắt cá ăn mà còn chăm sóc, lập bàn thờ chúng, lính Pháp lại không đánh bắt cá ở suối cá này, ngược lại, họ còn đối đãi và chăm sóc cho cá. Họ còn lập bàn thờ trong một hang động nằm phía trên suối cá khoảng 10 mét để thờ loài động vật này. Câu chuyện về đàn cá thần thứ ba lưu truyền hàng trăm năm ở địa phương, kể lại, trong thời gian đóng quân ở quanh suối cá, một vài lính Pháp tử vong sau khi bắt loài cá này ăn nên họ không ăn mà lập bàn thờ cá.

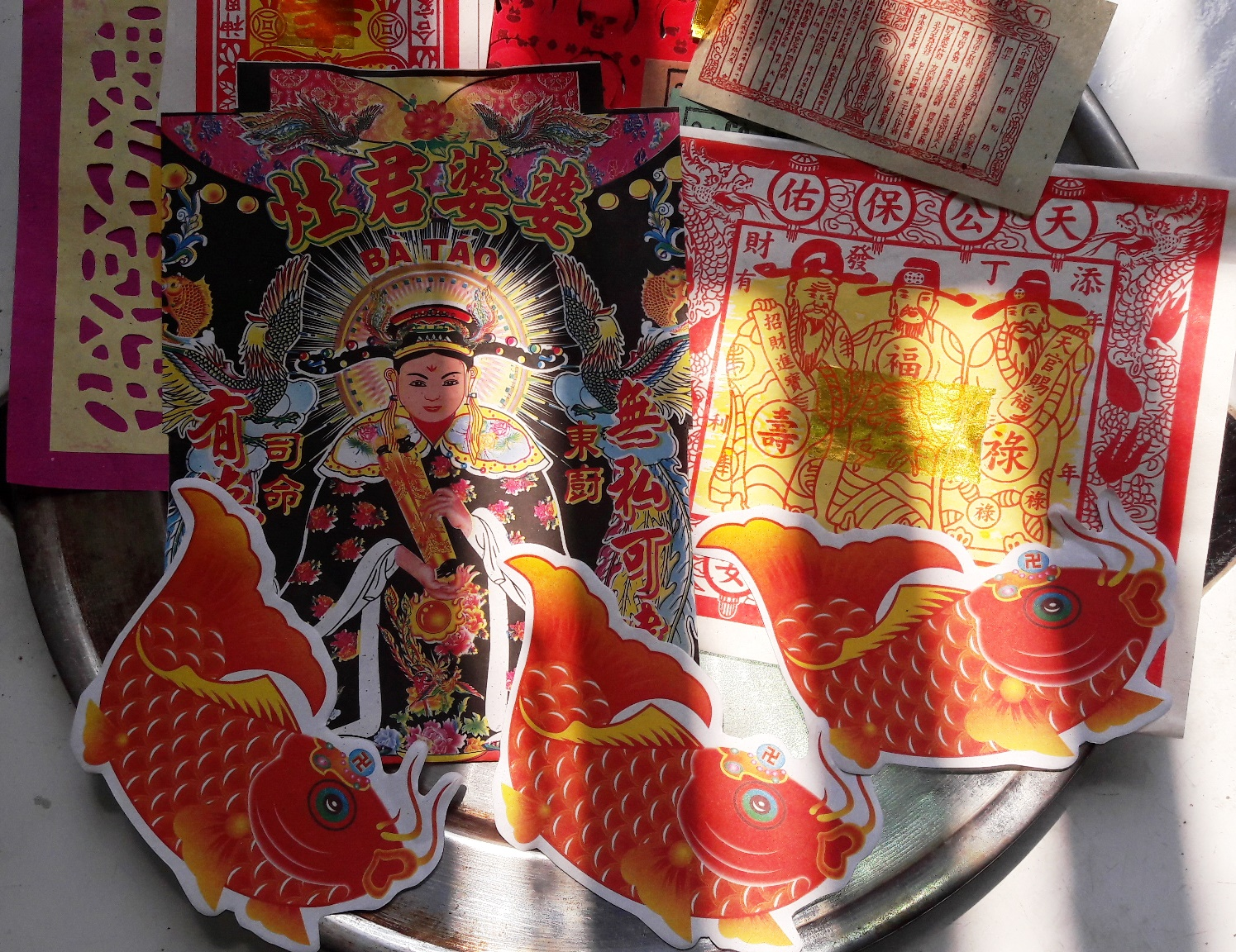
Đồ mã cúng Táo Quân với cá chép đỏ

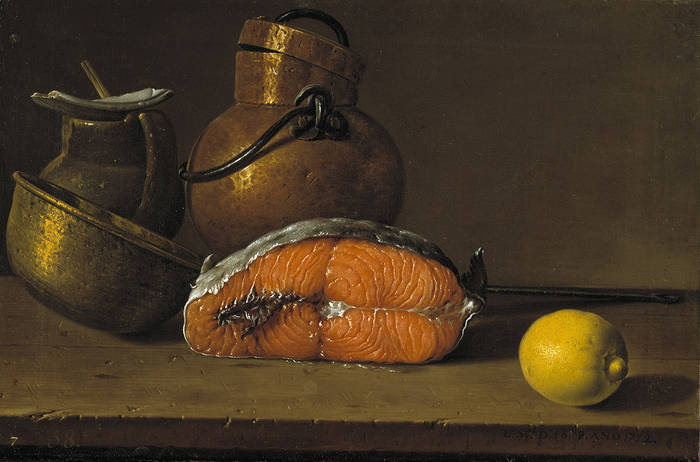
Họa phẩm về miếng thịt cá hồi

Suối cá thần thứ ba ở Chiềng Ban có cá thần chính là cá bỗng (Spinibarbus denticulatus) ở miền núi, có thể ăn được và không gây độc, cá ở đây nặng từ 400g đến 5 kg. Loài cá này được người dân Mường gọi là "cá Dốc", giống cá màu xanh thẫm này có hai bên mép đỏ tươi, mỗi khi bơi phát ra những luồng ánh sáng lấp lánh như ánh ngọc đẹp mắt, có hình thù mình tựa cá trắm, căng tròn ở phần giữa thân, vẩy như vẩy cá chép, lưng hơi sẫm, môi có màu phớt hồng, vây và đuôi có chấm đỏ. Những con cá ở đây có màu sắc rất lạ, nếu hạ mực nước đập, sẽ có cơ hội gặp những con cá đeo khuyên tai vàng vòng bạc theo đàn ra ngoài cửa hang tắm nắng, đây cũng là loài cá ở suối cá thần Cẩm Lương.
Ở bản Chiềng Ban có đàn cá quý, nổi tiếng linh thiêng, đặc biệt có bà cá chúa to lớn lạ thường trên tai đeo chiếc khuyên vàng. So với đàn cá Cẩm Lương, cá ở Chiềng Ban không tập trung dày đặc trước cửa hang, mà bơi lội tản mát, chỉ nổi lên khi được cho ăn. Có chuyện về sự xuất hiện của bà cá chúa to lớn đeo vòng vàng và những câu chuyện rùng rợn về cá thần báo oán. Sự tích đàn cá ở Chiềng Ban có chừng 400 năm trước, gắn với việc Quận công Hà Công Vụ gây dựng Mường Ký. Sự thật về bà cá chúa đeo khuyên vàng và chuyện những con cá có đeo khuyên tai vàng chỉ mới xuất hiện sau năm 1945.
Về các truyền thuyết, có ba truyền thuyết liên quan, người Thái ở Mường Ca Da lý giải là do cuộc thủy chiến của các Long vương trên dòng sông Mã và cá thần chính là bại binh sau cuộc thủy chiến và huyền tích về ông Pú Quán Muôp, Long vương Pha Bố, đại tướng Ngao Vương, Long vương Cơm Hạo ở Long cung Pha Tém. Đội liên quân của Long vương Pha Bố-Cơm Hạo đánhh tướng Ngao Vương vốn là con thuồng luồng có chiếc mào đỏ và sáng choang như ánh mặt trời bị Pú Quán Muôp giương nỏ bắn, quân lính của Ngao Vương lập tức tan tác. Một cánh quân khác chạy trốn vào hang đá Chiềng Ban, những con cá thần chính là hóa thân của đội quân này.
Đội quân của đại tướng Ngao Vương thua trận chạy về, bị Long vương Pha Bố nổi giận đuổi ra khỏi Long cung. Ngao Vương đành đem tàn quân ngược dòng, trú thân ở hang đá Cẩm Lương hiện nay. Khi nước sông Mã rút xuống, đội quân ấy hóa thân thành đàn cá đông đúc, luôn có tư thế bơi hướng về trong hang đá để trú ẩn. Pú Quán Muôp được Long vương Pha Tém trọng thưởng nhưng ông chỉ đem về ít cám, vỏ trấu, đặc biệt là con gà trống, túi vỏ trấu bị gió thổi bay xuống sông, hóa thành loài cá mại, túi cám cũng bị rơi, hóa thành loài tôm đặc biệt ngon, nhìn rất khác biệt so với các con tôm sông, chỉ riêng có tại Phú Nghiêm.
Một truyền thuyết khác kể về người Mường hay dệt vải, bỗng dưng một hôm có con gà lông trắng chạy từ cổng hang của núi Đóng ra ăn hạt vải mà người Mường đang dệt quần áo. Khi đó, một cô gái Mường cố đuổi theo con gà trắng và cả người lẫn gà đều mất hút trong hang động, không tìm ra con gà trắng và cô gái Mường. Sau này, chỉ thấy từ hang núi đó rất nhiều đàn cá bơi ra, đông nghịt bên suối Mó Đóng. Một tích khác về cá thần hiền lành, thân thiện với người dân Mường, cá quẫy lên đã cày ruộng giúp nên từ đó lập miếu thờ gần suối, người dân trong thôn nếu có trông thấy cá chết, họ đem cá quấn vải đi chôn như đối với một con người, khi thấy có cá lớn, có người chắp tay khấn vái nhưng có nhiều người bỏ chạy do hoảng sợ tưởng là thủy quái nhưng người dân, họ tin rằng khi loài cá lớn này xuất hiện là dấu hiệu báo sự may mắn, mưa thuận gió hòa.

### Loài lưỡng thê
Động vật lưỡng cư đã xuất hiện trong nhiều thế kỷ trong nền văn hóa. Từ sa nhông lửa đến ếch nhái (và đôi khi là cóc) trong thần thoại và cổ tích và đôi khi loài sa giông cũng xuất hiện trong văn học phương Tây, động vật lưỡng cư đóng vai trò là những sinh vật kỳ dị và đôi khi đáng tởm vì ngoại hình tởm lợm, nhớp nháp, trơn truột, tởm tuốc của chúng. Bệnh dịch do những con ếch chết gây ra được xem như một hình phạt người Ai Cập trong Kinh thánh Cựu ước. Ếch cũng được nhắc đến trong những câu chuyện ngụ ngôn của Aesop. Một thuật ngữ ẩn dụ là hội chứng ếch luộc chỉ về sự kém phản ứng của con người, sự chậm trễ, ngại đổi mới, sợ thay đổi cuối cùng sẽ tự làm hại chính bản thân mình. 

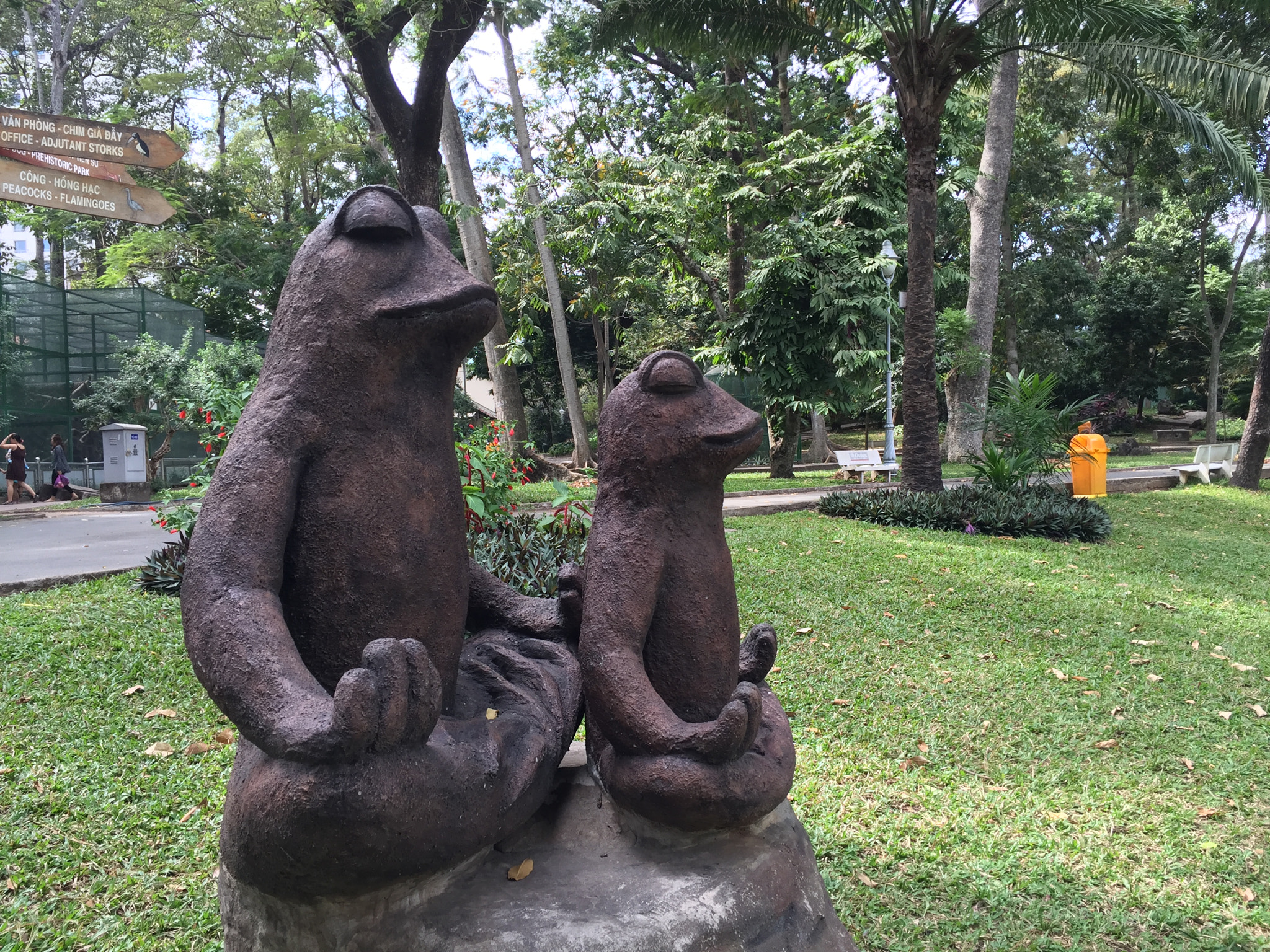
Tượng ếch ngồi thiền ở Việt Nam

Tuy nhiên, ếch tượng trưng cho khả năng sinh sản, như ở Ai Cập cổ đại, Hy Lạp và La Mã, trong khi ở Trung Quốc cổ đại, chúng được gắn kết với việc chữa bệnh và may mắn trong kinh doanh, nếu có những con ếch nhảy vào nhà thì đó là dấu hiệu tốt về tài chính, tiền sẽ đến. Hình tượng ếch nhái trong văn hóa khá phổ biến trong các câu chuyện thiếu nhi ở châu Âu (chẳng hạn như Hoàng tử ếch), trong văn hóa Việt Nam, con cóc được coi là cậu ông trời trong câu chuyện cóc kiện trời, người Việt, người Hoa ở Trung Quốc và Việt Nam lại có tục chưng tượng con cóc vàng ngậm tiền (Kim Thiềm hay Thiềm Thừ hay Cóc ba chân) để cầu tài.
Trong văn hóa phương Tây ở châu Âu, sa giông hay cá cóc (Salamander) là một loài lưỡng cư, giống như nhiều sinh vật có thật, thường được các tác giả tiền hiện đại gán cho những phẩm chất tuyệt luân và đôi khi huyền bí (như trong các mô tả ngụ ngôn về động vật trong các loài động vật thời trung cổ). Những truyền thuyết về những con sa giông huyền thoại thường được miêu tả là một loài sa giông điển hình có hình dạng giống thằn lằn, nhưng thường được coi là có duyên với lửa. Sinh vật huyền thoại này mà trong số những phẩm chất này bắt nguồn từ những đặc điểm có thể kiểm chứng được của sinh vật tự nhiên nhưng thường bị phóng đại. Một số lượng lớn truyền thuyết, thần thoại và biểu tượng đã thêu dệt xung quanh sinh vật này qua nhiều thế kỷ. Sau này, Carl Linnaeus vào năm 1758 đã mô tả khoa học về kỳ giông và ghi nhận các đặc điểm chính mà người xưa mô tả, khả năng sống trong lửa và khả năng tiết dịch nhờn.

### Loài thân mềm

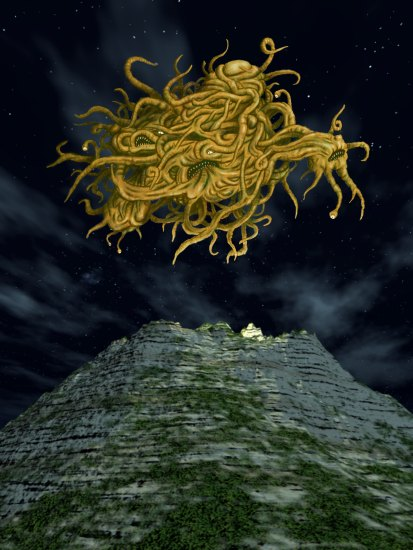
Yog-Sothoth trong hình hài con bạch tuộc với những cái vòi xúc tu

Trong số các loài thân mềm, chân đầu thì hình tượng con bạch tuộc cũng phổ biến trong văn hóa và được khuôn mẫu như những sinh vật khổng lồ trồi lên từ đáy đại dương để ăn thịt người tấn công và phá hủy tàu bè. Con bạch tuộc khổng lồ đã trở thành đề tài của văn hóa dân gian về biển cả trong nhiều thế kỷ và đã được xuất hiện trong các câu chuyện như The Kraken, Pirates of the Caribbean: Dead Man's Chest và Hai mươi ngàn dặm dưới đáy biển (Twenty Thousand Leagues Under the Sea), Mega Shark Versus Giant Octopus. Đáng chú ý là trong những câu chuyện này, những con quái vật bạch tuộc dường như chỉ nhắm vào con người (nhân vật chính) mặc dù trong khung cảnh hư cấu có nhiều con mồi dễ bắt hơn dành cho chúng.
Bạch tuộc còn tượng trưng cho tội phạm Mafia với ảnh hưởng của bộ phim cùng tên với tiểu tuyết Con bạch tuộc (La Piovra) của truyền hình Ý-RAI-UNO, hình tượng này ám chỉ hệ thống tội pham những băng nhóm tội phạm Mafia vươn cái vòi bạch tuộc đi khắp nơi như hệ thống của chúng. Mụ phù thủy Ursula trong tiểu thuyết Nàng tiên cá có hình dạng phần thân dưới là con bạch tuộc. Hình tượng con bạch thuộc là quái vật truyền cảm hứng cho nhân vật Cthulhu là quái vật vũ trụ được thiết kế nguyên mẫu của con bạch tuộc với vô vàn những cái xúc tu trong huyền tích Cthulhu Mythos.
Nhiều áp phích tuyên truyền thường miêu tả con người như một con bạch tuộc đang ngồi trên một quả địa cầu trải rộng các xúc tu nhầy nhụa của nó để chiếm lấy toàn bộ thế giới. Trong văn hóa Nhật Bản, con Bạch tuộc được hình dung là hài hước hoặc khiêu dâm gợi dục. Một ví dụ nổi tiếng là một bức tranh khắc gỗ mang tên Giấc mơ người vợ ngư phủ mô tả cảnh một phụ nữ Nhật Bản đang làm tình với con bạch tuộc với những xúc tu trơn trượt luồn quanh bộ phận sinh dục của bà này làm người phụ nữ đó rơi vào trạng thái đê mê và thường là một ví dụ cho những hình tượng làm tình với thú vật (chứng luyến thú).
Tiến sĩ Bạch Tuộc Octopus ở Phần 2 của Spiderman 2004 do Tobey Maguire thủ vai được đánh giá là xuất sắc nhất trong cả 5 tập phim Người Nhện từng ra mắt, một phần không nhỏ là nhờ vai phản diện Octopus. Tiến sĩ Bạch Tuộc tên thật là Otto Octavius, một nhà khoa học rất mực yêu thương vợ, thông minh, được tôn trọng và ôm tham vọng tạo nên nguồn năng lượng tái tạo để chia sẻ cho mọi người. Buổi thử nghiệm thất bại đã gây ra một tai nạn khiến vợ của Octavius mất. Tiến sĩ Otto phát điên và mang tâm lí “trả thù tất cả”. Ông ta sử dụng những cánh tay giả thông minh có hình dạng như vòi bạch tuộc, được kết nối với não bộ để làm vũ khí tấn công người khác. Khán giả ấn tượng với tiến sĩ Bạch Tuộc không chỉ là màn chiến đầu bằng xúc tu giả mà còn cách xây dựng nhân vật.
Trước khi đối đầu nhau, tiến sỹ Otto là người mà Peter Parker ngưỡng mộ, ăn tối cùng vợ chồng, tiến sỹ Otto còn cho Peter những lời khuyên về tình yêu, dựa trên kinh nghiệm bản thân. Tình yêu đáng ngưỡng mộ với người vợ, sự đau đớn điên loạn của Otto khi vợ qua đời vì chính phát mình của mình Otto Octavius tuy chưa được đào sâu về quá khứ như trong truyện tranh gốc, nhưng cũng đã thể hiện được sự đa chiều, phức tạp với nhiều cảm xúc được đẩy lên tận cùng. Tiến sĩ Bạch Tuộc là những kẻ thù nguy hiểm cũng như đáng nhớ của Người Nhện và màn đánh nhau trên nóc tàu hỏa của Người Nhện với Octopus trong Spiderman phiên bản năm 2004 rất kịch tính và hấp dẫn, dù không có kĩ xảo hiện đại như những phần về sau này.

### Loài giáp xác

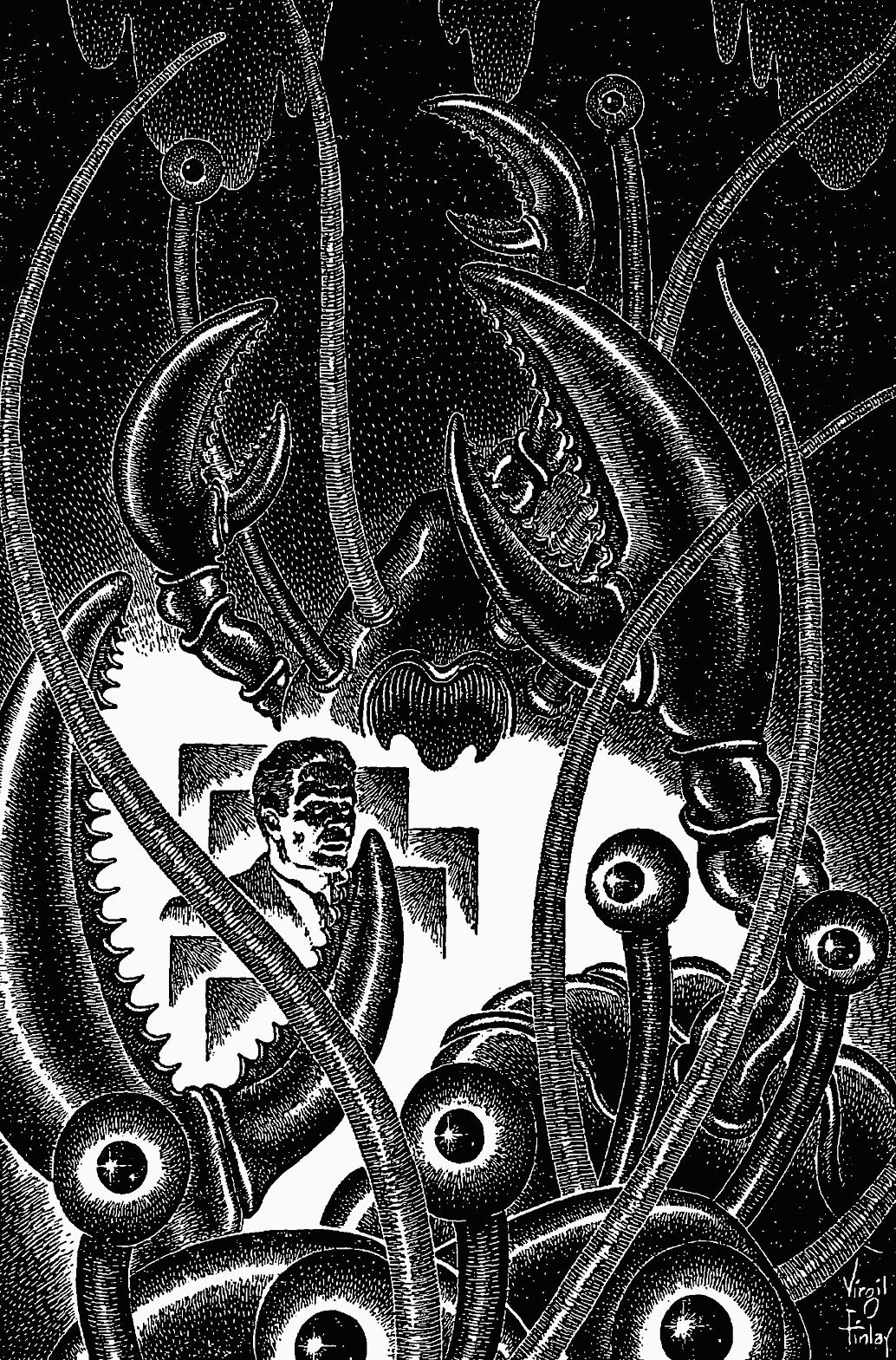
Quái vật càng cua trong tiểu thuyết The Time Machine

Động vật giáp xác (bao gồm cua, tôm hùm và tôm càng, tôm hùm đất) đóng vai trò quan trọng trong văn hóa và đời sống con người, như chúng là nguồn thực phẩm nuôi sống, bổ sung con người, là chủ đề trong nghệ thuật, trong các câu chuyện về loài vật và trong thần thoại, tôn giáo, tín ngưỡng, chúng còn là những đối tượng phổ biến trong nghệ thuật, đặc biệt là tranh tĩnh vật. Ở phương Tây, con cua là dấu hiệu chiêm tinh của hoàng đạo (Cung Cự Giải). Cả chòm sao Cự Giải và dấu hiệu chiêm tinh Cự Giải đều được đặt tên theo con cua. William Parsons đã phác họa Tinh vân Con Cua vào năm 1848 và nhận thấy sự giống nhau của nó với con cua; Sao xung Con Cua nằm ở trung tâm của tinh vân. Một thuật ngữ ẩn dụ chỉ về tâm lý ích kỷ của con người là Tư duy con cua hay tâm lý con cua (Crab mentality).
Trong văn hóa Việt Nam, con cua đồng gần gũi với đồng ruộng Việt Nam và được phản ánh qua nhiều câu chuyện cổ tích, ca dao tục ngữ như câu chuyện Cóc kiện trời, trong câu chuyện này thì cua là một trong 06 con vật cùng lên kiện trời (cùng với cóc, cáo, ong, gấu và hổ). Khi lên trời cua đồng được cóc phân công núp trong lu nước. Sau khi thiên lôi bị ong tấn công phải nhảy vào chum nước thì cua đã kẹp cho thiên lôi đua phải nhảy ra ngoài và bị hổ xé xác. Ngoài ra cua còn hiện diện trong các câu ca dao, tục ngữ như:
- Ngang như cua: Chỉ tính ngang bướng, cố chấp, giống như con cua hay bò ngang.
- Con cua tám cẳng hai càng/Chẳng đi mà lại bò ngang cả ngày
- Mò cua, bắt ốc: Chỉ về cuộc sống mưu sinh khổ cực
- Tôm, cua, rùa, cá Chỉ về các loài thủy sản, hải sản là đặc sản.
- Bầu, cua, tôm, cá: Một trò chơi.

Các loài tôm như tôm hùm, tôm càng, tôm hùm đất gọi chung là tôm thương phẩm cũng có vai trò quan trọng trong đời sống con người, chúng là nguồn thực phẩm quan trọng và là kế sinh nhai của nhiều người, cũng đồng thời đóng góp quan trọng vào sản lượng của ngành thủy sản trên toàn cầu. Trong đó tôm hùm là món ăn xa xỉ, một sản phẩm mì tôm nổi tiếng của Việt Nam gắn liền với nhãn hiệu 2 con tôm đỏ, biểu tượng của thị trấn Cửa Việt là hai con tôm xanh chụm vào nhau. Ở bang Louisiana vì dân khoái ăn thịt tôm hùm đất mà hàng năm đều có nhiều Lễ hội tôm rồng (Crayfish Festival), hấp dẫn hàng triệu du khách khắp thế giới đến thưởng thức. Tại các lễ hội, tôm hùm đất được chế biến thành nhiều món đặc sản hấp dẫn để phục vụ du khách. Lễ hội tôm rồng đã trở thành nét văn hóa truyền thống độc đáo của địa phương này.

### Côn trùng

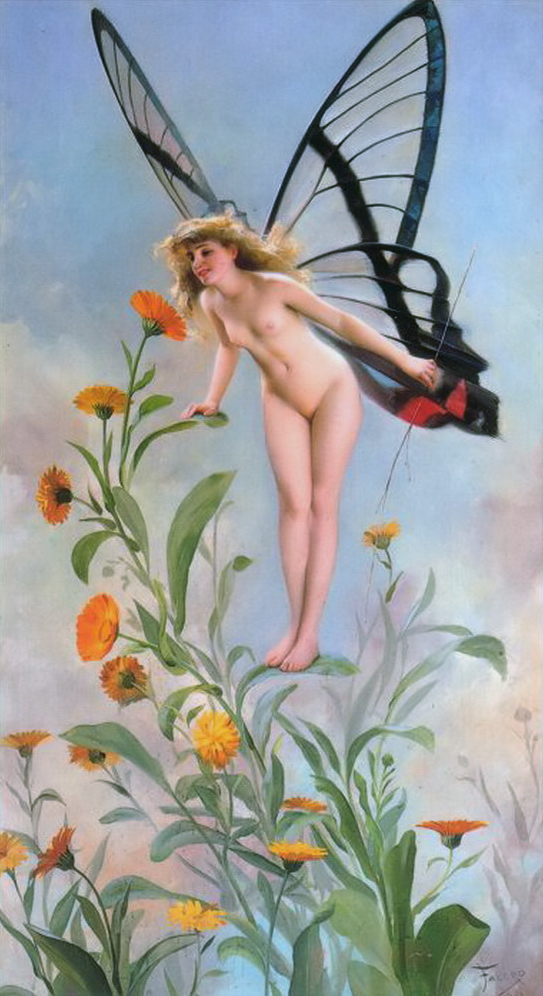
Họa phẩm của Luis Ricardo Falero về một nàng tiên bướm, những con bướm được xem là linh hồn của người chết, những tinh linh

Côn trùng hay còn gọi là sâu bọ đã gắn kết với đời sống con người ở tất cả mọi nơi, mọi lúc và mọi lĩnh vực hoạt động như kinh tế, chính trị, khoa học kỹ thuật, văn hoá. Suốt quá trình tồn tại và phát triển, con người không thể loại bỏ côn trùng ra khỏi đời sống của mình. Côn trùng đã đóng góp những lợi ích đáng kể với đời sống con người, chúng đã tạo ra những sản phẩm thương mại Từ "côn" (昆) có nghĩa là nhiều nhung nhúc và từ "trùng" (虫) là loài sâu bọ, ám chỉ đến sự sinh sôi. Côn trùng thực tế còn là nguồn cung cấp thực phẩm cho con người (ăn côn trùng) và là nguồn nguyên liệu trong chăn nuôi, nuôi thú kiểng.
Các loài côn trùng còn rất khéo léo trong nhiều lĩnh vực mà con người đã và đang phải học tập, thậm chí nhiều nơi người ta còn có tục thờ côn trùng. Ngoài các đặc tính tốt như siêng năng, cần mẫn, các loài côn trùng còn là những sinh vật đầu tiên sáng tạo nên một khuôn mẫu xã hội có tổ chức, một nhà nước cục bộ thu nhỏ và một sự phân chia đẳng cấp trật tự cực kỳ nghiêm ngặt trong thế giới các loài ong, mối, kiến. Các thành viên trong xã hội các loài ong, mối, kiến đều làm nhiệm vụ một cách tự giác theo các chức năng đã được phân công một cách bản năng mà không có ai thúc ép.
Khi nói tới côn trùng, một số người thường nghĩ tới mặt có hại nhiều hơn có lợi nhưng thực tế thì các loài côn trùng có một ý nghĩa to lớn đối với đời sống con người. Người ta chia thành 3 nhóm: nhóm côn trùng có ích (gồm các thiên địch như bọ ngựa, bọ rùa, bọ cánh cam), nhóm côn trùng có hại (điển hình như ruồi, muỗi, kiến, gián, ve, bét, bọ rệp) và nhóm côn trùng chưa rõ lợi hại cụ thể. Côn trùng nhỏ gồm các loài côn trùng và châu chấu cũng có thể có nghĩa là sắp nhận được một niềm vui hay một sự vinh danh rất lớn. Trong nhiều nền văn hóa khác thì bọ rùa (loài có đôi cánh màu đỏ) cũng được xem là mang lại may mắn, ở Mỹ, người ta tin rằng nếu một con bọ rùa tình cờ đậu lên tay, tức là may mắn sắp đến với người đó.
Ở Ai Cập, bọ hung được coi là biểu tượng của chu kì Mặt Trời và sự hồi sinh. Với người Ai Cập thì con bọ hung còn là biểu tượng của sự may mắn. Tại Ai Cập cổ đại, loài bọ cánh cứng Scarabaeus sacer thuộc họ bọ hung được xem là tấm bùa hộ mệnh rất quan trọng, loài côn trùng này là biểu tượng linh thiêng với người Ai Cập cổ đại, giống như thập giá đối với người theo Công giáo. Người Ai Cập quan niệm rằng những chú bọ cánh cứng nếu được khâu vào vải ướp xác, sẽ mang lại may mắn cho bản thân ở cả thế giới này và thế giới bên kia. Ngoài ra, bọ cánh cứng cũng có liên hệ với thần linh trong nhiều hệ ngôn ngữ khác nhau, trong tiếng Phạn, tên con bọ cánh cứng có nghĩa là người chăn cừu của Indra một vị thần trong đạo Hindu.
Ở cả Nhật Bản và châu Âu, trong quan niệm, một con bướm được coi là hiện thân của linh hồn một người. Theo văn hóa Nhật Bản, bươm bướm tượng trưng cho linh hồn của con người, với niềm tin rằng con người sau khi qua đời, linh hồn của họ sẽ hóa thành một com bướm trên hành trình đi về thế giới bên kia và có một cuộc sống vĩnh hằng. Bươm bướm còn là biểu tượng cho niềm vui và sự trường sinh bất tử, những tinh linh. Ngoài ra, nếu thấy hình ảnh hai chú bướm đang quấn quýt với nhau thì nó mang ý nghĩa là hôn nhân hạnh phúc. Nhật Bản có loài bướm Oomurasaki được mệnh danh là Quốc điệp, bướm Oomurasaki là một loài bướm hoàng đế mang màu tím, chúng đã được lựa chọn trở thành một trong những Quốc bảo của Nhật Bản.

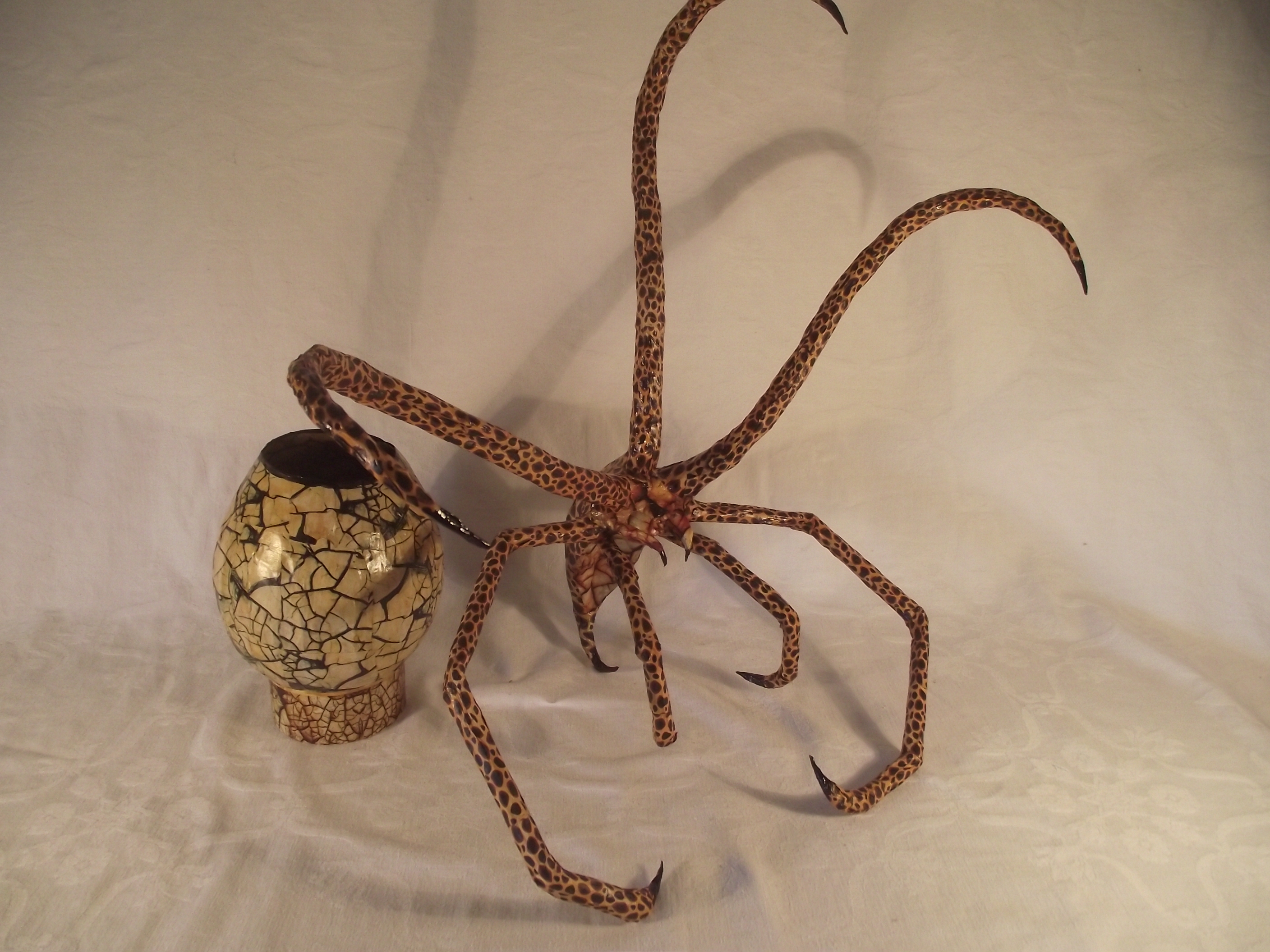
Một mô hình sinh vật ngoài hành tinh dưới dạng nhện

Theo thông tục, người ta thường coi nhện và bọ cạp gọi là côn trùng, mặc dù về phân loại khoa học, chúng được xếp vào nhóm các sinh vật thuộc lớp Hình nhện (Anachida). Điều tương tự với loài bọ cạp, hình tượng bọ cạp trong văn hóa gắn liền với quan niệm về sự châm chích, trả thù, độc địa. Mặc dù vậy, bọ cạp là một trong những biểu tượng của cung hoàng đạo Phương Tây (cung Hổ Cáp) gắn với chòm sao Hổ Cáp hay Thiên Yết. Trong chiêm tinh, cung Bọ Cạp được xem là cung hoàng đạo bí ẩn vì vẻ ngoài pha chút ma mị. Người thuộc cung Bọ cạp thích cuộc sống cô độc, họ không thích tập thể, họ không thể tuân theo những tiêu chuẩn và luật lệ trừ những nguyên tắc của bản thân.
Trong các nền văn hóa từ Đông sang Tây, hình tượng loài nhện để lại dấu ấn trong nhiều địa phương, nhìn chung là gắn với nỗi tiêu cực (nhện tinh, nhền nhện) vì ngoại hình của chúng cũng như nọc độc của chúng mà con người ám ảnh với nỗi sợ nhện. Trong tiểu thuyết võ hiệp có những nhân vật có võ công tà độc của loài nhện như Vạn độc thù ma, Thiên thù vạn độc thủ. Khi luyện môn Thiên thù vạn Độc thủ từ hai chục con nhện hoa trở đi thì chất độc trong cơ thể tích tụ, dung mạo biến đổi, khi luyện xong một nghìn con, mặt mũi sẽ xấu xí. Cứ mỗi con nhện hoa thân mình từ hoa biến thành đen, từ đen biến thành trắng thì hết chất độc mà chết, bao nhiêu chất độc trong người con nhện truyền vào ngón tay. Ít nhất phải luyện khoảng một trăm con nhện hoa mới là tiểu thành, công phu muốn sâu thì phải một nghìn, hai nghìn con, từ đó vì luyện môn võ công này mà dung mạo bị hủy hoại, khuôn mặt sưng vù, cực kỳ xấu xí.
Cào cào hay châu chấu trong Kinh Thánh không phải là những hình ảnh tốt đẹp. Kinh thánh có chép về sự kiện lũ châu chấu ma quái từ vực sâu: "Những con châu chấu đó giống như những ngựa sắm sẵn để đem ra chiến trận. Trên đầu nó có như mão triều thiên tợ hồ bằng vàng, và mặt nó như mặt người ta, nó có tóc giống tóc đàn bà, và răng nó như răng sư tử" (Khải Huyền 9:7-8). Nhưng những con châu chấu ma quái trong Khải Huyền thực sự đáng ghê tởm khi những mô tả này kết hợp nhiều đặc tính của nhiều loài với nhau và nhắc đến một đại dịch châu chấu ma quái trong lịch sử nhân loại. Trong văn hóa hiện đại, có bài hát "Con cào cào" cho thiếu nhi một cách đáng yêu: "Con cào cào có cái cánh xanh xanh/Nó bay rất nhanh từ lùm cây sang bụi cỏ/Con cào cào rất thích thể thao/Nên mới bay nhanh mới nhảy rất cao/Muốn khỏe đẹp thì phải tập thể thao/Ai muốn khỏe đẹp thì phải tập thể thao"
Dế là biểu tượng của sự an toàn và bảo vệ, nó được xem như chó giữ nhà bởi khi có người hay sinh vật lạ đến gần, chúng sẽ không kêu nữa. Bùa hộ mệnh hình dế được tìm thấy ở nhiều khu vực châu Á và Trung Đông. Ở một số nơi, dế còn là biểu tượng của sự tái sinh, có lẽ bởi vòng đời của dế rất đơn giản và khá nhanh. Dế được xem là mang lại nhiều may mắn tại châu Á và châu Âu. Dế là biểu tượng của sự an toàn và bảo vệ ở nhiều nước châu Á, tại Trung Quốc, dế từ xưa đã được coi là biểu tượng của sự khôn ngoan và thịnh vượng. Ở một số nơi, dế còn là biểu tượng của sự tái sinh, sẽ xui xẻo nếu giết một chú dế vì chúng dễ thương và vô hại. Trong tiểu thuyết Chú dế bên lò sưởi của nhà văn Charles Dickens thì dế còn được nuôi như thú cưng. Ở Việt Nam, hình tượng chú dế mèn trong tác phẩm Dế mèn phiêu lưu ký của nhà văn Tô Hoài với các nhân vật côn trùng như chú Dế mèn, chú Dế choắt, chú Dế trũi, võ vĩ Bọ ngựa, võ sĩ Bọ muỗm.